# Royaume médio-assyrien
Pour un article plus général, voir Assyrie.
Sauf précision contraire, les dates de cet article sont sous-entendues « avant l'ère commune », c'est-à-dire « avant Jésus-Christ ».
XIVe siècle av. J.-C. – XIe siècle av. J.-C.
Le royaume médio-assyrien (ou empire médio-assyrien) est une phase de l'histoire de l'Assyrie, d'environ 1500 ou 1400 à 1000 ou 934 av. J.-C. Le royaume dirigé depuis la cité d'Assur devient alors une des grandes puissances du Proche-Orient, parvenant à dominer la Haute Mésopotamie du milieu du XIVe au début du XIe siècle av. J.-C. Cette période dite « médio-assyrienne » correspond à la période finale de l'âge du bronze récent.
Après une période paléo-assyrienne (XXe – XVIe siècle av. J.-C.) durant laquelle la cité d'Assur n'est pas une puissance politique qui compte dans le Nord mésopotamien, et après la phase de domination de cette région par le Mittani de la fin du XVIe siècle av. J.-C. jusqu'à la première moitié du XIVe siècle av. J.-C., les rois assyriens, à partir d'Assur-uballit Ier (1366-1330), deviennent la puissance hégémonique de cette région, et une des principales puissances du Moyen-Orient de l'époque, rivale de Babylone et des Hittites.
Les successeurs d'Assur-uballit progressent dans la partie orientale de la Mésopotamie, jusqu'à la vallée de la Diyala. Ils se heurtent à plusieurs reprises avec les Babyloniens, puis annexent définitivement ce qui reste du Mittani. L'intégralité de la Haute Mésopotamie est sous leur contrôle sous les règnes d'Adad-nerari Ier (1308-1275) et de Salmanazar Ier (1275-1245). Ils ne semblent pas dépasser à l'ouest les limites de l'Euphrate, qui marque la frontière avec la zone d'influence hittite. Il revient à Tukulti-Ninurta Ier (1244-1208) d'infliger successivement des défaites cinglantes aux Hittites et aux Babyloniens, dont la capitale est prise et pillée. Tukulti-Ninurta se proclame lui-même roi de Babylone, mais son triomphe est de courte durée car la Babylonie est rapidement perdue et il meurt assassiné. Après une série de rois aux accomplissements moins notables, le dernier grand souverain de la période médio-assyrienne est Teglath-Phalasar Ier (1116-1077). Il lance plusieurs expéditions à l'ouest, jusqu'en Syrie, et parvient à la Méditerranée, profitant du vide laissé par la chute de l'empire hittite dans le premier quart du XIIe siècle av. J.-C. Mais il échoue contre la Babylonie. Son règne est également marqué par les premiers affrontements contre les Araméens, amenés à devenir des rivaux constants pour les souverains assyriens suivants.
Les fouilles de la capitale politique et religieuse du royaume, Assur, ont longtemps dominé la documentation sur la période grâce aux monuments, objets d'art et centaines de tablettes cunéiformes qu'elles ont livré. Les fouilles de sites provinciaux du nord de l'Irak et de l'ouest de la Syrie ont progressivement étoffé la documentation sur la période, permettant de reconstituer le fonctionnement de son administration et de domaines ruraux, surtout pour le XIIIe siècle av. J.-C. Il en ressort l'image d'un royaume organisé autour d'un réseau de provinces et de royaumes vassaux, dirigé par un roi vu comme le représentant terrestre du dieu national Assur, secondé par une élite constituée de grandes familles se répartissant les principales charges publiques et les bénéfices économiques des conquêtes, passant par l'exploitation de grands domaines ruraux où sont notamment employés des travailleurs déportés à la suite des victoires militaires assyriennes.
Durant le XIe siècle av. J.-C., les Assyriens reculent néanmoins, face aux incursions de tribus araméennes, qui entraînent un rétractation du royaume assyrien autour de sa cité d'origine. Cette entité politique s'avère cependant suffisamment solide pour survivre à la tourmente de la fin de l'âge du bronze, qui balaye ses rivaux, et constituer une base à partir de laquelle les rois assyriens suivants devaient lancer la reconquête de la Haute Mésopotamie au début de la période néo-assyrienne.

Localisation des principaux sites de la Mésopotamie durant la période médio-assyrienne.

## Sources
La période médio-assyrienne a d'abord été essentiellement documentée grâce aux fouilles qui ont eu lieu au début du XXe siècle à Qala'at Sherqat, l'ancienne Assur, la capitale du royaume, qui ont livré des bâtiments et des tablettes cunéiforme de la période et constituent la principale source documentaire sur le royaume médio-assyrien. Le site voisin de Tulul al'Aqir, l'antique Kar-Tukulti-Ninurta, fondation de cette période, a également été fouillé par la même équipe, même s'il a fallu attendre plusieurs décennies pour que les résultats des fouilles soient publiés. Des tablettes médio-assyriennes ont également été exhumées par des fouilleurs clandestins à Tell Ali (Atmannu). Les fouilles des petits sites irakiens de Tell Billa (Shibaniba) et de Tell Rimah (Qatara ?) ont ensuite enrichi la documentation sur la période, en revanche celles de Ninive et de Nimroud n'ont pas livré de niveaux de la période hors de sondages. Le développement des fouilles en Syrie orientale ont permis de documenter la situation dans les provinces occidentales du royaume, notamment à Tell Chuera (Harbe), Tell Sheikh Hamad (Dur-Katlimmu) et Tell Sabi Abyad (Dunni-Assur), plus récemment à Tell Taban (Tabete) et à Tell Fekheriye (Wassukanni ?) ou encore à Tell Qabr Abu al-‘Atiq, ainsi que dans des sites de Turquie du sud-est, Giricano (Dunnu-sha-Uzibi) et Ziyaret Tepe (Tusshan). Au début des années 2010 les chantiers syriens sont fermés en raison du conflit qui déchire ce pays, en revanche l'amélioration de la situation dans le Kurdistan irakien a permis la reprise des fouilles, et plusieurs chantiers ont mis au jour des niveaux médio-assyriens (Satu Qala, Bash Tapa, Qasr Shemamok, etc.). 
La documentation textuelle publiée est composée de textes cunéiformes surtout retrouvés sur des tablettes d'argile. Elle provient pour l'essentiel des sites suivants : Assur, Tell Billa, Tell Fekheriye, Tell Rimah, Tell Chuera, Tell Sheikh Hamad, Tell Sabi Abyad, Tell Taban, Giricano, Tell Ali,,. Ce corpus n'est pas figé : une archive d'une centaine de tablettes médio-assyriennes a été mise au jour en 2022 sur le site de Kemune dans le Kurdistan irakien. En quantité, cette documentation textuelle n'est pas particulièrement volumineuse (les deux plus gros corpus, ceux des offrandes régulières du temple d'Assur et de Tell Sheikh Hamad, dépassent les 600 tablettes), mais la variété des sites de provenance permet d'offrir un aperçu de différentes régions et situations dans le royaume. Elle comprend surtout des textes administratifs, produits par des bureaux de l'administration royale ou de familles de notables. Des textes juridiques (contrats de prêt et ventes) et des lettres ont également été retrouvées sur plusieurs sites. On connaît aussi des textes religieux et littéraires qui proviennent pour la plupart d'Assur : hymnes, prières, incantations, mythes, etc. ainsi que des recueils de lois et règlements compilés vers la fin de la période à partir de matériaux antérieurs, les Lois assyriennes et les « édits de harem ».
L'histoire événementielle et l'idéologie sont avant tout reconstituées par des inscriptions royales : inscriptions de fondation commémorant la construction ou la restauration de bâtiments, généralement retrouvées dans leurs soubassements ; récits plus développés de campagnes militaires, parfois inclus dans des textes de fondation, ou bien développés dans des textes autonomes avec le genre des annales royales qui apparaît à cette période, ou encore des hymnes à la gloire des rois comme l’Épopée de Tukulti-Ninurta. Des textes historiographiques rédigés à des époques postérieures complètent les informations sur l'histoire événementielle : Liste royale assyrienne, listes d'éponymes, Chronique P et Chronique synchrone (ou Histoire synchronique).

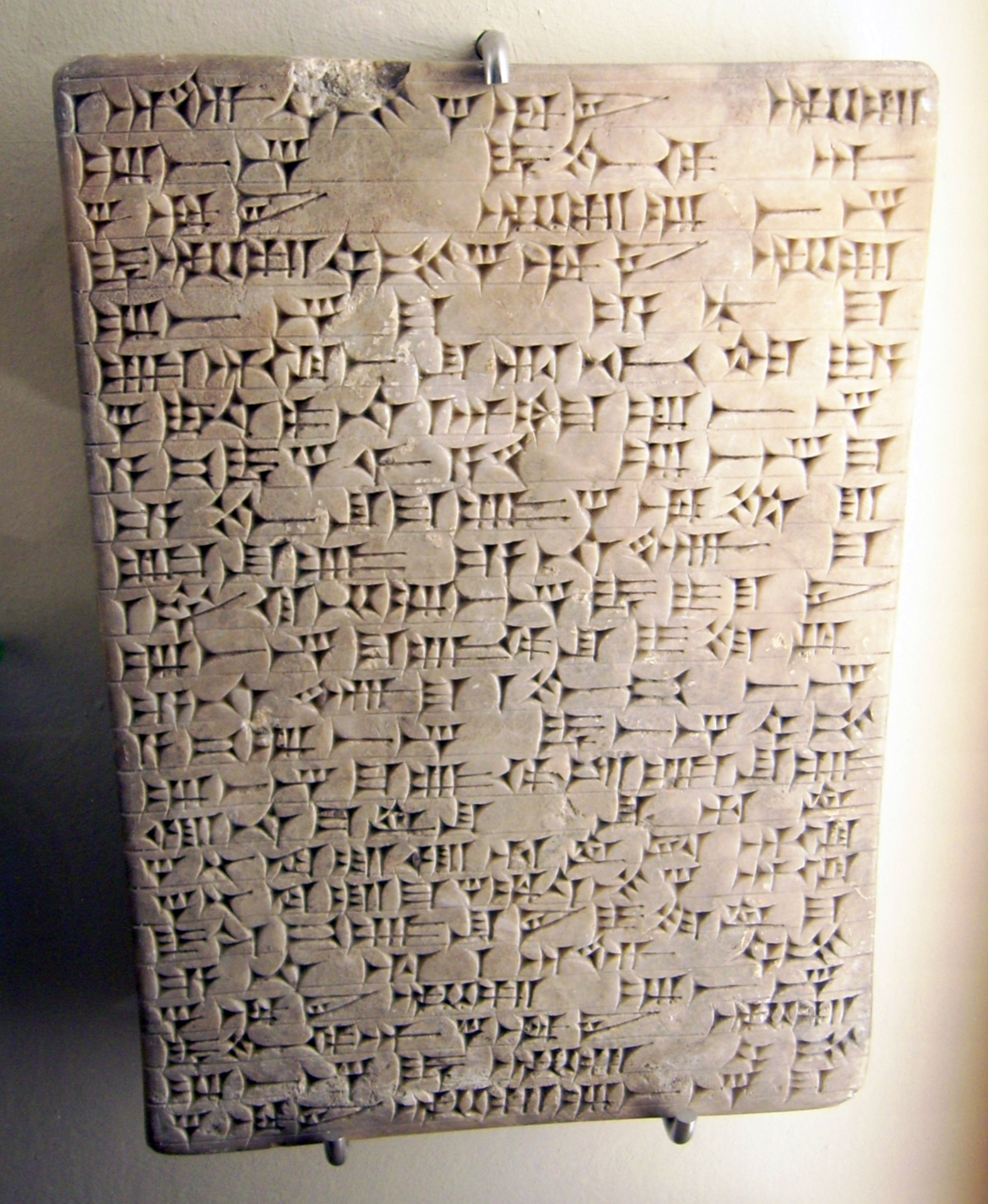
Tablette en albâtre portant une inscription d'Adad-nerari Ier commémorant la restauration du temple d'Ishtar d'Assur[11]. Pergamon Museum.
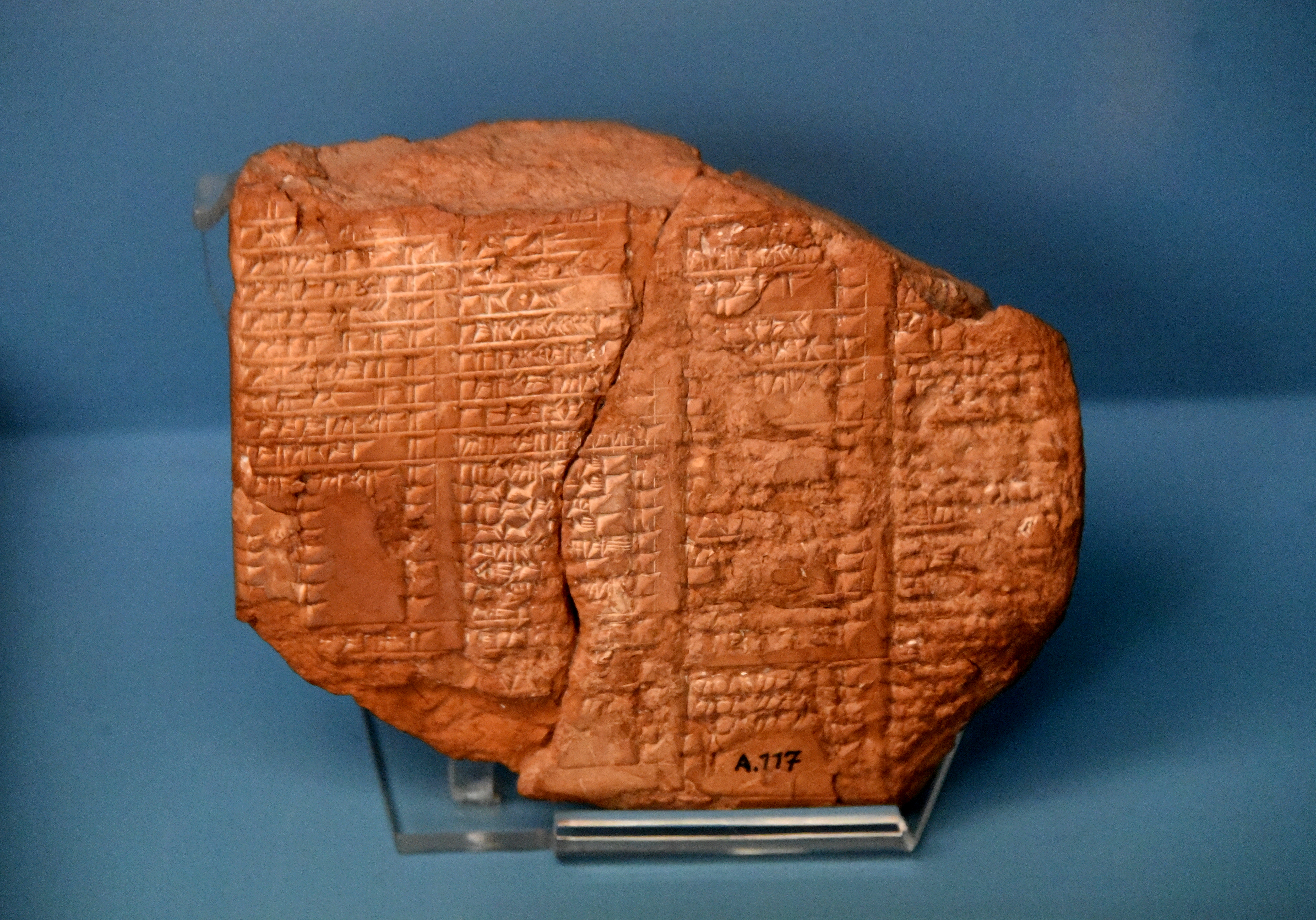
Copie de la Liste royale assyrienne, Assur, VIIe siècle av. J.-C., Musée de l'Orient ancien d'Istanbul.
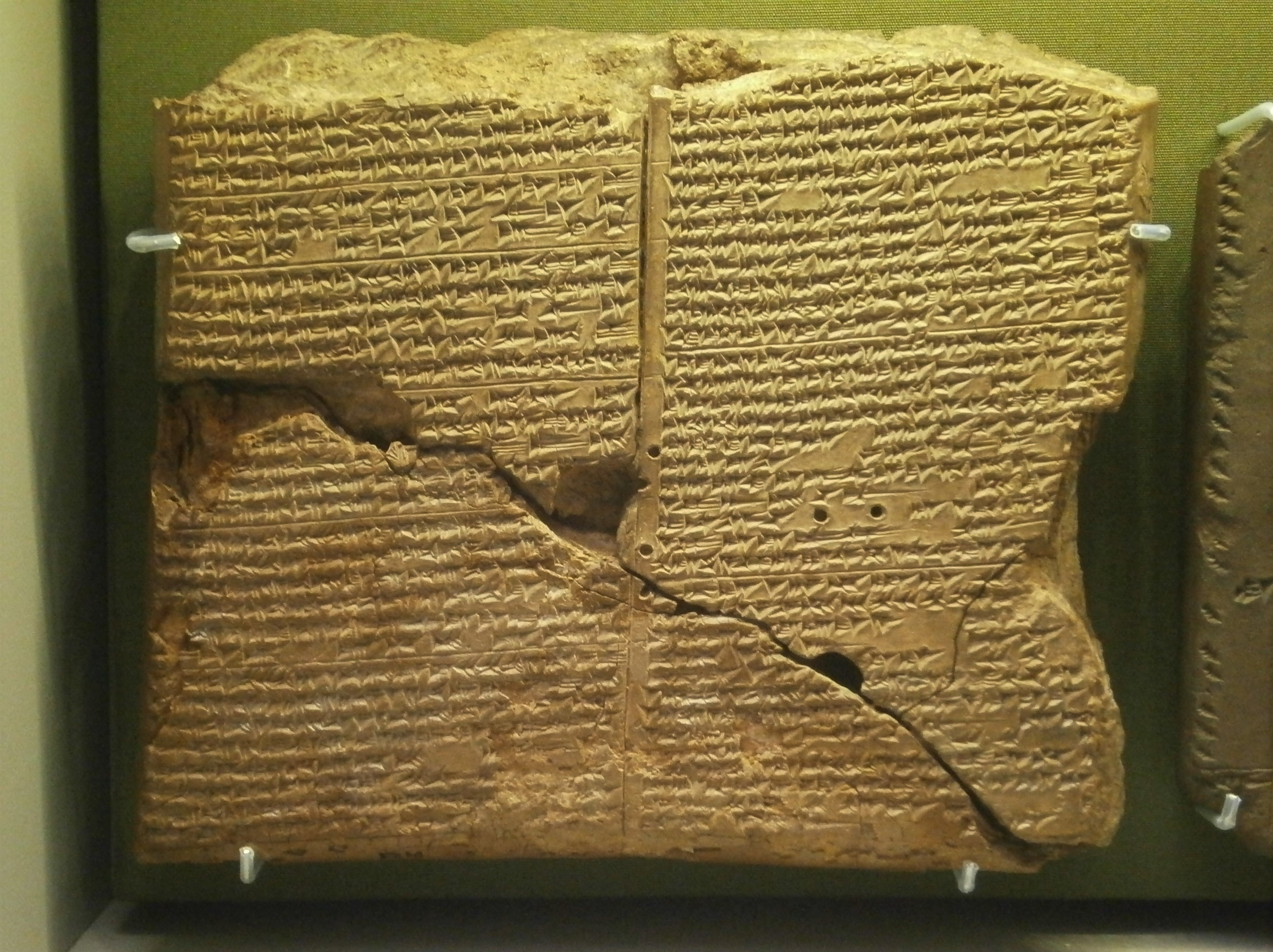
Copie de la Chronique synchrone (ou Histoire synchronique) datée du VIIe siècle av. J.-C., Ninive, British Museum.

Des textes provenant de l'extérieur du royaume documentent également l'histoire médio-assyrienne, notamment de la correspondance diplomatique (lettres d'Amarna, de la capitale hittite Hattusa, d'Ugarit).
Bien que les historiens aient longtemps eu tendance à étudier séparément données textuelles et non-textuelles et à reléguer les secondes à un rang secondaire, les études récentes ont de plus en plus tendance à combiner les deux et à donner un rôle incontournable à l'étude des vestiges matériels. Les fouilles de plusieurs bâtiments de la période ont permis de donner des informations sur l'architecture, les pratiques funéraires et la culture matérielle médio-assyrienne, notamment des céramiques. L'étude de ces objets permet d'éclairer l'organisation politique et sociale du royaume. Les prospections régionales donnent des informations sur l'organisation spatiale du royaume et les évolutions du peuplement, même s'il est difficile de distinguer entre les sites de la période mittanienne et ceux de l'époque médio-assyrienne. Les images, surtout retrouvées sur des sceaux-cylindres ou leurs impressions, ainsi que sur des stèles, complètent les données sur la période. En majorité, la documentation artistique provient d'Assur et date du XIIIe siècle av. J.-C..

## Histoire

### Assur au sortir des âges obscurs
Durant la première phase de son existence, la période dite « paléo-assyrienne », le royaume assyrien est cantonné à la cité d'Assur et ses alentours, et guère plus. La littérature académique évoque certes couramment un premier grand royaume assyrien durant le règne de Shamshi-Adad Ier (v. 1815-1775), mais il a été mis en évidence que ce souverain n'était pas originaire d'Assur, mais un conquérant de cette ville venant d'une cité voisine, Ekallatum, et que s'il a bien vu en Assur un important centre religieux, il n'en a jamais fait sa capitale. Il a néanmoins été considéré par la tradition assyrienne postérieure comme un souverain de ce royaume. Assur est à cette période le siège d'une communauté marchande active, documentée par les archives mises au jour sur le site turc de Kültepe, mais politiquement et militairement elle n'est pas une puissance qui compte dans le très complexe échiquier politique de la Haute Mésopotamie, région divisée en plusieurs petits royaumes, où quelques grands royaumes tentaient d'imposer leur loi (Ekallatum, Eshnunna, Mari, Babylone). Après la disparition de la dynastie de Shamshi-Adad et du commerce avec l'Anatolie à la fin du XVIIIe siècle av. J.-C., l'histoire d'Assur, s'ouvre une longue période très mal documentée qui a pu être vue comme des âges obscurs, ou une « transition ». La Liste royale assyrienne a préservé le nom de rois supposés avoir dirigé la cité durant cette longue période, mais aucun n'est connu par d'autre source, jusqu'au règne d'Assur-nerari Ier, vers 1550, qui effectue plusieurs travaux dans la ville (restauration des murailles et de temples).
Avec Puzur-Assur III (v. 1521-1498), successeur du précédent, les travaux de construction à Assur se poursuivent, et même au-delà, puisqu'une ville est fondée à l'est du Tigre, sans doute pour des motivations militaires. La Chronique synchrone, chronique du début du VIIIe siècle av. J.-C., rapporte un accord politique passé entre ce souverain et son homologue babylonien, Burna-Buriash Ier, fixant les frontières entre les deux royaumes, quelque part dans la région moyenne du Tigre. Cette faculté à traiter d'égal-à-égal avec le puissant royaume babylonien indique qu'Assur est alors indépendante, et a connu une extension territoriale. On peut considérer que le royaume médio-assyrien apparaît sous ce règne. La situation de l'Assyrie vis-à-vis de la principale puissance de la Haute Mésopotamie, le royaume du Mittani dont le centre est situé plus à l'ouest dans le triangle du Khabur, n'est pas connue pour cette période, mais rien n'indique que l'Assyrie lui ait rendu hommage. Assur-nadin-ahhe Ier (1452-1430) semble poursuivre cette entreprise diplomatique avec les autres grandes puissances du Moyen-Orient, puisqu'il aurait reçu de l'or en présent de l'Égypte si on se fie à une lettre adressée un siècle plus tard par son lointain successeur Assur-uballit Ier à la cour égyptienne (voir plus bas). Les sources égyptiennes contemporaines sur les campagnes de Thoutmosis III au Levant indiquent qu'il a reçu des présents du royaume assyrien à trois reprises. Ce rapprochement est sans doute destiné à faire face au Mittani dont on sait qu'il est alors en conflit contre l'Égypte, et qui semble un rival logique d'une Assyrie en pleine expansion.

La situation politique au Moyen-Orient durant la première moitié du, avant l'expansion assyrienne.

C'est vers cette époque (1440-1430) qu'il faudrait situer une campagne d'une roi Shaushtatar du Mittani, qui se serait soldée par la prise d'Assur. Elle est là encore mentionnée par un seul texte postérieur, un traité de paix passé par un roi du Mittani avec le royaume hittite environ un siècle plus tard. Sans autre source, il est impossible de comprendre dans quel contexte cette campagne s'est faite. Elle a souvent été prise pour une preuve de la domination d'Assur par le Mittani. Celle-ci semble corroborée par le fait que le Mittani est suzerain du royaume d'Arrapha, situé à l'est d'Assur, et qu'on voit mal comment cette situation serait possible pour des raisons de continuité géographique, Assur étant située entre les deux. Mais il n'y a aucun argument décisif en ce sens, les documents de provenance assyrienne datés de l'époque du roi Assur-nerari II (1414-1408) et de ses successeurs ne comportant pas la moindre trace d'une domination du Mittani. Si celui-ci est effectivement suzerain d'Assur, ce qui est de loin la solution la plus couramment envisagée, alors ce serait une domination très peu intrusive. Les rois d'Assur de la période continuent d'embellir leur ville, tandis qu'Assur-bel-nisheshu (1407-1399) conclut un nouveau traité frontalier avec Babylone,. Eriba-Adad Ier (1380-1354) amorce peut-être la montée en puissance de l'Assyrie, mais son règne est très peu documenté.

### L'Assyrie dans le «club» des grandes puissances

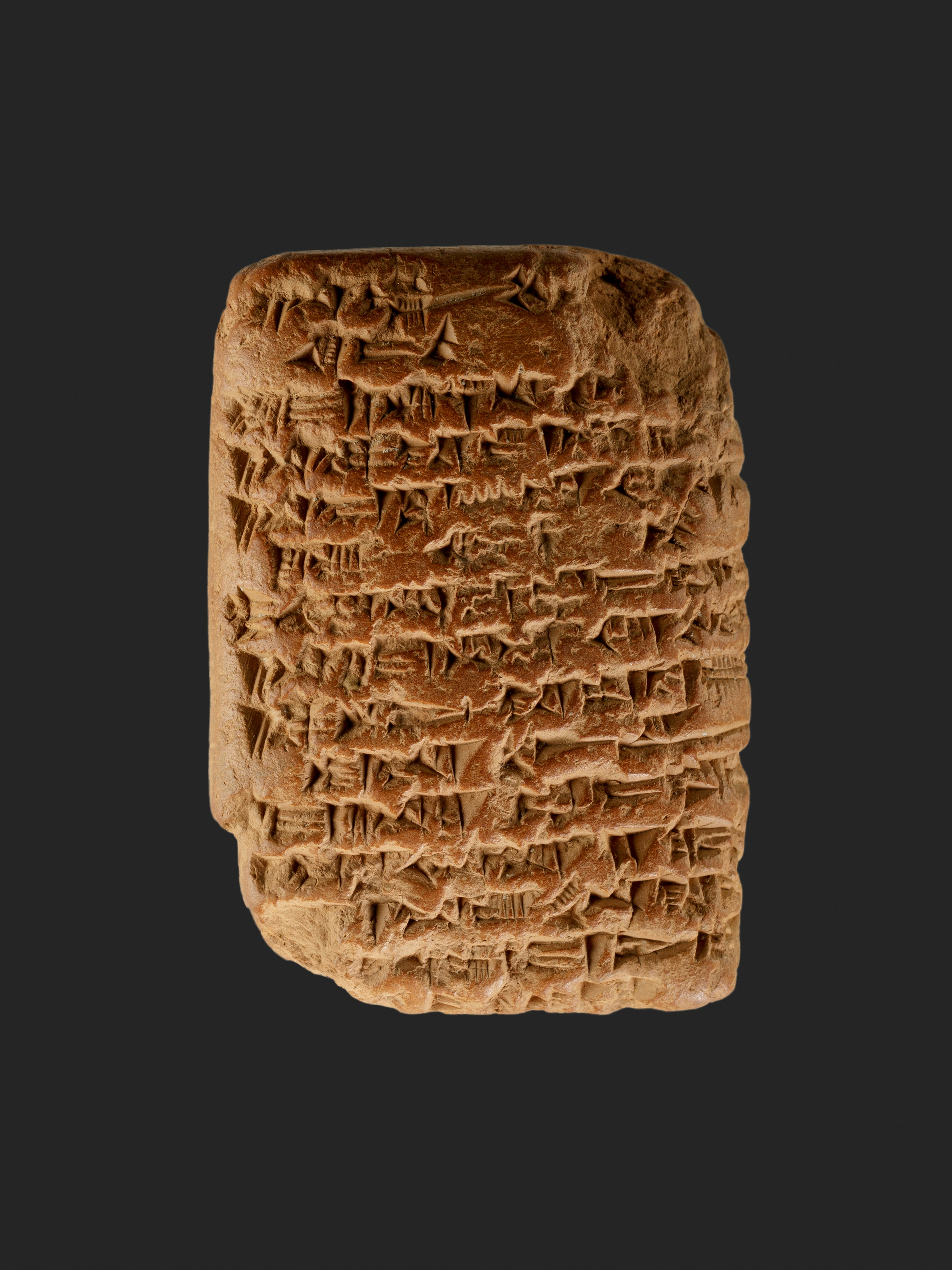
Lettre adressée par Assur-uballit Ier au roi d'Égypte (probablement Akhenaton) mise au jour à Tell el-Amarna. Metropolitan Museum of Art.
Traduction : Dis au roi d’Égypte : ainsi parle Assur-uballiṭ, roi d’Assyrie. Pour toi, pour ta maison, pour ton pays, pour tes chars et tes troupes, que tout aille bien. J’envoie mon messager afin qu’il te voie et qu’il voie ton pays. Jusqu’à présent, mes prédécesseurs n’ont pas écrit ; aujourd’hui je t’écris. Je t’envoie un beau char, deux chevaux, et une datte en lapis-lazuli authentique, comme cadeau en ton hommage. Ne retarde pas le messager que je t’ai envoyé pour une visite. Qu’il visite et puis qu’il s’en retourne chez moi. Qu’il voie comment tu es et comment est ton pays, et puis qu’il s’en retourne chez moi.

Si l'Assyrie est effectivement un vassal du Mittani, alors il lui aura fallu attendre une crise à la cour de ce dernier pour pouvoir s'émanciper. Cela survient à la suite du meurtre d'Artashumara par son frère Tushratta, qui entraîne une lutte entre deux prétendants, le second étant soutenu par le roi hittite Suppiluliuma Ier qui y trouve un prétexte à mener campagne en Syrie. Après une première tentative infructueuse, il parvient finalement à prendre la capitale mittanienne, et à placer son rival sous sa coupe. L'aubaine est saisie par le roi assyrien, Assur-uballit Ier (1353-1318), qui s'allie avec le royaume d'Alshe, situé en Anatolie du sud-est. Ils soutiennent un prétendant au trône du Mittani rival de celui des Hittites, Artatama II, en échange d'une ponction importante sur le Trésor mittanien, dont la restitution des portes du temple d'Assur qui avaient été enlevées lors de la campagne de Shaushtatar un siècle plus tôt. Ils parviennent à le faire monter sur le trône, mais il n'y reste pas longtemps, délogé par une contre-offensive hittite à laquelle Assur-uballit ne semble pas avoir réagi. Il est vrai que le Mittani est alors tellement diminué qu'il ne représente plus une menace pour lui, et que la balance du pouvoir a penché en sa faveur,. En témoigne le fait qu'il s'empare à cette époque du royaume d'Arrapha (détruisant au passage la cité de Nuzi), et étend ainsi sa domination sur la région du Zab inférieur,.
Sur le plan diplomatique, Assur-uballit se prétend alors l'égal des principaux rois du Moyen-Orient de l'époque, les Égyptiens, Babyloniens et Hittites, en lieu et place du Mittani, et il cherche donc à entrer dans le jeu diplomatique de ces grandes puissances, dans le « club » très fermé de ceux qui ont le privilège d'être nommés « grand rois » et dominent une myriade de « petits rois » vassaux. Cela est documenté par la correspondance diplomatique des monarques égyptiens Amenhotep III et Akhénaton mise au jour à el-Amarna. Pour intégrer cette élite, il faut être reconnu par les autres grands rois comme un de leurs pairs, et Assur-uballit s'y attelle en écrivant au roi égyptien avec lequel il n'a pas d'autre affaire à régler, . L'affirmation du pouvoir assyrien semble cependant avoir causé des frictions avec un autre des grands rois, celui de Babylone, Burna-Buriash II, qui se proclame dans une lettre d'Amarna le suzerain de l'Assyrie. Mais ses relations avec Assur-uballit sont pacifiques, puisqu'il épouse sa fille Muballitat-Sherua. Cette dernière donne naissance au successeur du trône babylonien, mais celui-ci est assassiné peu après sa montée sur le trône. Afin de venger son petit-fils, Assur-uballit conduit une campagne en Babylonie, où il intronise un nouveau roi, Kurigalzu II,.
Mais Kurigalzu II cause rapidement des soucis au successeur d'Assur-uballit, Enlil-nerari (1317-1308). Les deux souverains s'affrontent dans la localité de Sugaga, à peine à une journée d'Assur, et parmi les sources postérieures mentionnant le fait, la Chronique synchrone, assyrienne, proclame le triomphe des Assyriens, tandis que la Chronique P, babylonienne, prétend que la victoire revient aux Babyloniens. S. Jakob est plus enclin à croire la première. Quoi qu'il en soit, cela reflète la capacité de Babylone à porter la menace très près du cœur de l'Assyrie, ce que semble confirmer un autre fragment de chronique relatif aux conflits entre les deux à cette époque. La traîtrise de Kurigalzu II est un grief repris un siècle plus tard par Tukulti-Ninurta Ier quand il prend Babylone: il voit dans sa victoire une gratification divine au fait que son pays est dans son bon droit. Aucun conflit avec le roi assyrien suivant, Arik-den-ili (1307-1296) n'est connu, la seule campagne évoquée par les inscriptions de ce roi se situant au nord de son royaume.

### La consolidation de la puissance assyrienne

La situation politique du Moyen-Orient au après l'expansion des Hittites et des Assyriens.

La quasi-totalité du XIIIe siècle assyrien est partagée entre trois rois : Adad-nerari Ier (1295-1264), Salmanazar Ier (1263-1234) et Tukulti-Ninurta Ier (1233-1197). Cette longévité remarquable reflète une stabilité qui l'est tout autant, et une consolidation et une expansion de la puissance assyrienne après les temps fondateurs. Cette période est très bien documentée par les nombreuses inscriptions laissées par ces rois.

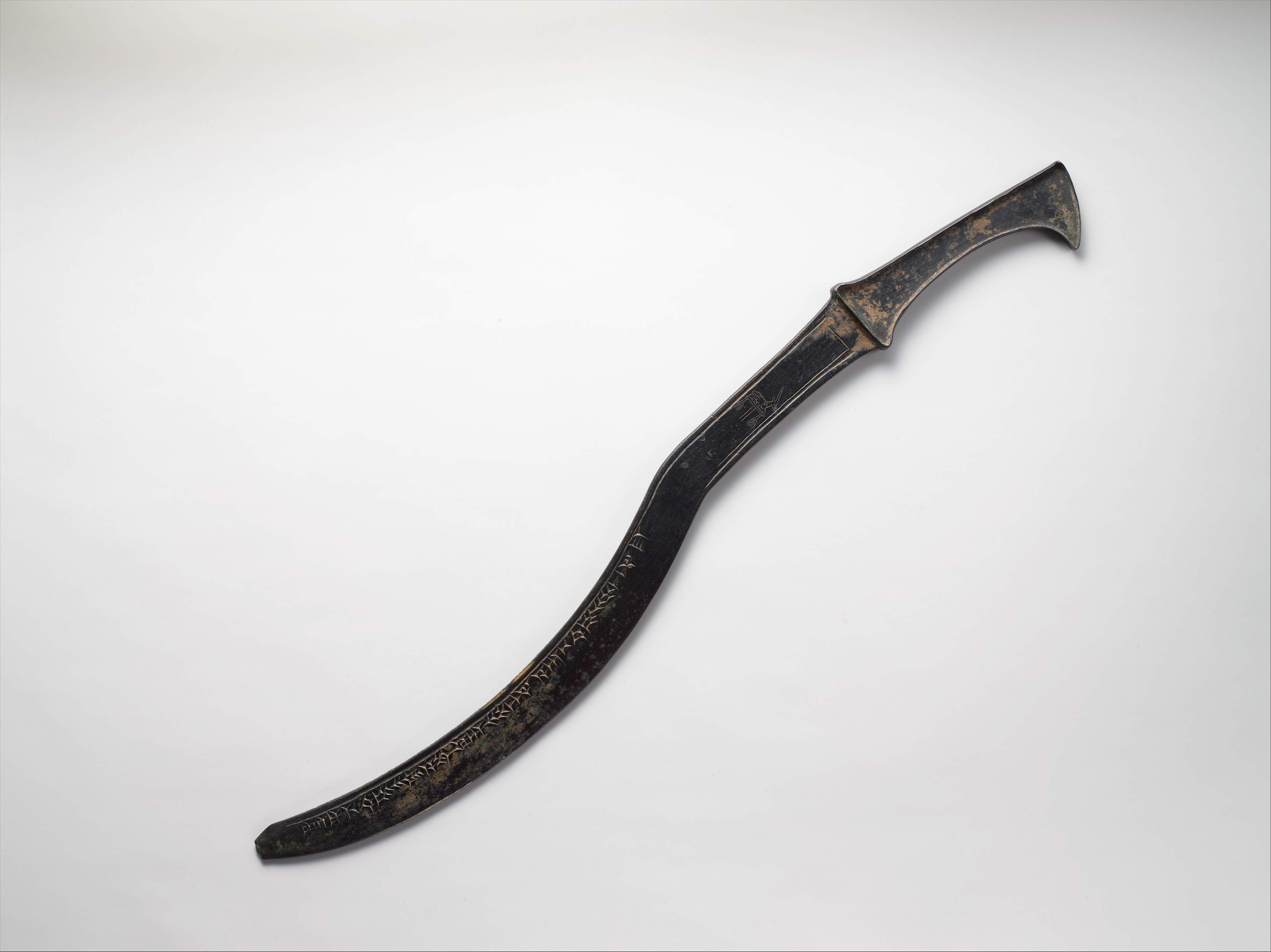
Épée à lame courbe portant une inscription au nom d'Adad-nerari Ier. Metropolitan Museum.

Adad-nerari Ier (1295-1264) doit d'abord faire face au cas du Mittani laissé en suspens. Il vainc le roi de ce dernier, Shattuara, qui suivant les inscriptions du roi assyrien aurait été hostile à son égard, et lui fait reconnaître son autorité. Mais cela ne suffit pas puisque le roi mittanien suivant se soulève à son tour, avec l'appui des Hittites, pour un résultat guère plus favorable à son royaume. Le royaume du Mittani survit à cette défaite, mais l'Assyrie a alors pu étendre sa domination sur la partie occidentale de la Haute Mésopotamie, plaçant ce qu'il reste du Mittani (qui est souvent désigné par le terme Hanigalbat) sous son emprise et repoussant dans la foulée les limites de la sphère d'influence hittite. On ignore cependant si les deux grandes puissances en sont venues directement aux armes. Babylone semble en tout cas rester le principal rival aux yeux des Assyriens, Adad-nerari ambitionnant de venger l'affront fait à ses prédécesseurs. C'est sans doute avec cela en tête qu'il avance ses positions vers la Diyala, sans succès durable. Puis il affronte ensuite directement les troupes du roi babylonien Nazi-Maruttash, à Kar-Ishtar sur le Zab inférieur. L'Assyrie sort victorieuse de l'affrontement, et selon la Chronique synchrone la frontière entre les deux royaumes est repoussée en direction du sud, sur la rive gauche du Zab inférieur,.
Salmanazar Ier (1263-1234) se charge d'achever le Mittani, dont le nouveau roi, Shattuara (II) avait sollicité l'appui des Hittites, à nouveau, et d'un groupe de tribus nomade qui apparaît alors, les Ahlamu. Les relations avec les Hittites se sont depuis longtemps tendues, et les campagnes conduites par les troupes assyriennes jusque sur la rive droite de l'Euphrate et dans la région de Malatya confortent la rupture des relations diplomatiques entre les deux, d'autant plus qu'une lettre adressée par le souverain égyptien Ramsès II au roi hittite Hattusili III mise au jour dans le palais de ce dernier semble indiquer que le roi assyrien avait rejeté une offre du paix du Hittite. Peut-être cette rivalité a précipité l'alliance entre l'Égypte et les Hittites qui étaient jusqu'alors des ennemis mortels. Sur sa frontière nord, Salmanazar doit faire face à une nouvelle menace, l'Uruatri, quelque part entre le Zab supérieur et le lac de Van, où il s'empare de plusieurs localités. Des archives de la période indiquent par ailleurs que l'administration assyrienne s'est installée au sud du Zab inférieur à la suite des campagnes du règne précédent,.
Le règne de Tukulti-Ninurta Ier (1233-1197) est l'acte le plus flamboyant du XIIIe siècle assyrien, tant par ses succès que son issue dramatique, au point que ce souverain est souvent présenté comme le plus grand roi de la période médio-assyrienne ; en tout cas c'est le plus étudié. La situation ne s'arrange pas pour les Hittites : c'est probablement du début du règne de Tukulti-Ninurta qu'il faut dater la sévère défaite infligée par les troupes assyriennes aux Hittites à Nihriya ; elle est le fait d'un roi assyrien qui la rapporte dans une lettre adressée au roi d'Ugarit et retrouvée dans cette ville, vassale des Hittites, derrière lequel on voit généralement ce roi (mais pour certains ce serait Salmanazar). Tukulti-Ninurta porte ensuite ses efforts au sud du Zab inférieur à l'est du Tigre, où il conquiert plusieurs territoires, apparemment sans susciter de réaction babylonienne dans un premier temps. Puis survient le conflit entre les deux puissances, dont on suppose généralement qu'il s'agit d'une initiative de l'impétueux roi assyrien, qui en sort vainqueur. Il capture le roi ennemi Kashtiliash IV et l'emmène à Assur. Son triomphe et sa justification idéologique sont développés dans un document remarquable, surnommé l'« Épopée de Tukulti-Ninurta ». Le roi assyrien se proclame « roi de Sumer et d'Akkad », donc de la Babylonie, mais la souveraineté assyrienne ne s'y installe pas durablement. Cette campagne s'accompagne d'une conquête de la région du moyen Euphrate,. Les victoires assyriennes n'assurent pas la paix au royaume, et au contraire tout semble indiquer que les troubles s'aggravent avec le temps. Des attaques de groupes nomades semblent se produire dans la région du Khabur. Surtout la situation de la Babylonie est particulièrement houleuse : selon ce qui peut être déduit de différentes sources, les Élamites y font une incursion, provoquant un changement de règne, et il semblerait que cela motive une nouvelle campagne assyrienne qui résulte en l'installation d'un nouveau roi babylonien, Adad-shuma-iddina, à peine trois ans (et autant de rois babyloniens) après la précédente. La situation de cette région ne s'apaise pas, et une nouvelle campagne assyrienne y est menée, se soldant cette fois-ci par la prise de Babylone et la capture de la statue de son dieu Marduk, emportée en Assyrie. Les Assyriens s'avèrent cependant incapables de consolider leur triomphe sur la Babylonie, qui est sans doute au-delà de leur capacité militaire. Celle-ci retrouve son indépendance avec Adad-shuma-usur, qui se présente comme un fils de Kashtiliash IV. Cette fois-ci l'Assyrie n'est plus en mesure de reprendre la région.
Ce revers provoque peut-être une perte de confiance en l'autorité de Tukulti-Ninurta. En tout cas celui-ci est assassiné quelques années plus tard, après 37 années de règne. La Chronique P indique que l'acte a été commis dans son palais de Kar-Tukulti-Ninurta, et que le coupable est son fils Assur-nadin-apli, appuyé par des hauts dignitaires assyriens,.

### Une période de tourments
Une lettre mise au jour à Tell Sabi Abyad indique que l'inhumation du roi assassiné se produit dans un climat d'angoisse, les tensions n'étant pas apaisées. En tout cas Assur-nadin-apli ne règne que trois ans (1196-1193), après quoi son frère Assur-nerari III (1192-1187) lui succède, puis un autre membre de la fratrie, Enlil-kudurri-usur (1186-1182). Apparemment ce dernier avait été opposé à l'assassinat de son père. De l'autre côté, on suppose que la faction ayant ourdi la mort du monarque est dominée par la figure du haut dignitaire Ili-pada, issu d'une branche collatérale de la famille royale (descendante d'Eriba-Adad Ier), devenu grand vizir et « roi du Hanigalbat » (un titre indiquant une position éminente dans l'administration des provinces occidentales du royaume). Il occupe une position éminente à la cour assyrienne dans les années suivant l'assassinat de Tukulti-Ninurta puisque le roi de Babylone Adad-shuma-usur lui adresse une lettre en même temps qu'au roi assyrien Assur-nerari, où il les désigne comme les « deux rois d'Assyrie ». Cela expliquerait que l'intronisation d'Enlil-kudurri-usur ait ravivé les tensions. En tout cas il est renversé après quelques années de règne par Ninurta-apil-Ekur (1181-1169), le fils d'Ili-pada. L'usurpateur a manifestement bénéficié de l'appui du roi babylonien Adad-shuma-usur. Il est attesté dans le royaume de ce dernier avant son coup d'État, peut-être après y avoir été exilé. Les Assyriens occupaient encore la portion septentrionale de la Babylonie, ce qui est à l'origine d'un conflit que perd Enlil-kudurri-usur, après quoi il est apparemment capturé par ses propres troupes, tandis que Ninurta-apil-Ekur prend le pouvoir en Assyrie. Cela crée un changement dynastique, le dernier connu de l'histoire assyrienne. Durant ces années, le prestige assyrien semble affaibli, et l'activité des quatre souverains qui ont succédé à Tukulti-Ninurta semble limitée, tant sur le plan militaire que monumental,.
Le long règne d'Assur-dan Ier (1168-1133) commence sous de meilleurs auspices pour les Assyriens, puisqu'il remporte une victoire contre l'ennemi babylonien, alors dirigé par Zababa-shuma-iddina. Cela lui permet de prendre des villes dans la région contestée située au sud du Zab inférieur. La documentation de son règne, notamment une archive enregistrant les présents faits par ceux qui viennent pour des audiences à la cour assyrienne, indique que l'Assyrie tient la vallée du Khabur, le moyen Euphrate, et étend son influence jusqu'aux contreforts du Zagros. Dans cette partie orientale, elle a cependant dû faire face à des offensives des Élamites conduits par Shilhak-Inshushinak, qui ont pris possession pour un temps de la cité d'Arrapha, mais qui sont par la suite plus occupés en Babylonie où ils font chuter la dynastie kassite. Les deux rois suivants, Ninurta-tukulti-Assur et Mutakkil-Nusku, fils du précédent, semblent lutter pour le trône en 1133 (selon ce que rapporte la Liste royale assyrienne), le second semble l'emporter alors que le premier est exilé en Babylonie. Il est au moins sûr que la rivalité avec le royaume méridional a été ravivée dans ces années-là, et entraîné un nouvel affrontement, puisque le souverain assyrien suivant, Assur-resha-ishi Ier (1132-1115), croise le fer à plusieurs reprises avec Ninurta-nadin-shumi et Nabuchodonosor Ier, qui ont relevé la puissance babylonienne. Si les Assyriens semblent avoir été en difficulté face au premier dont les troupes auraient avancé aussi loin d'Arbèles, dans un second temps ils remportent des succès, notamment à Idu sur le Zab inférieur.

### Un nouvel essor

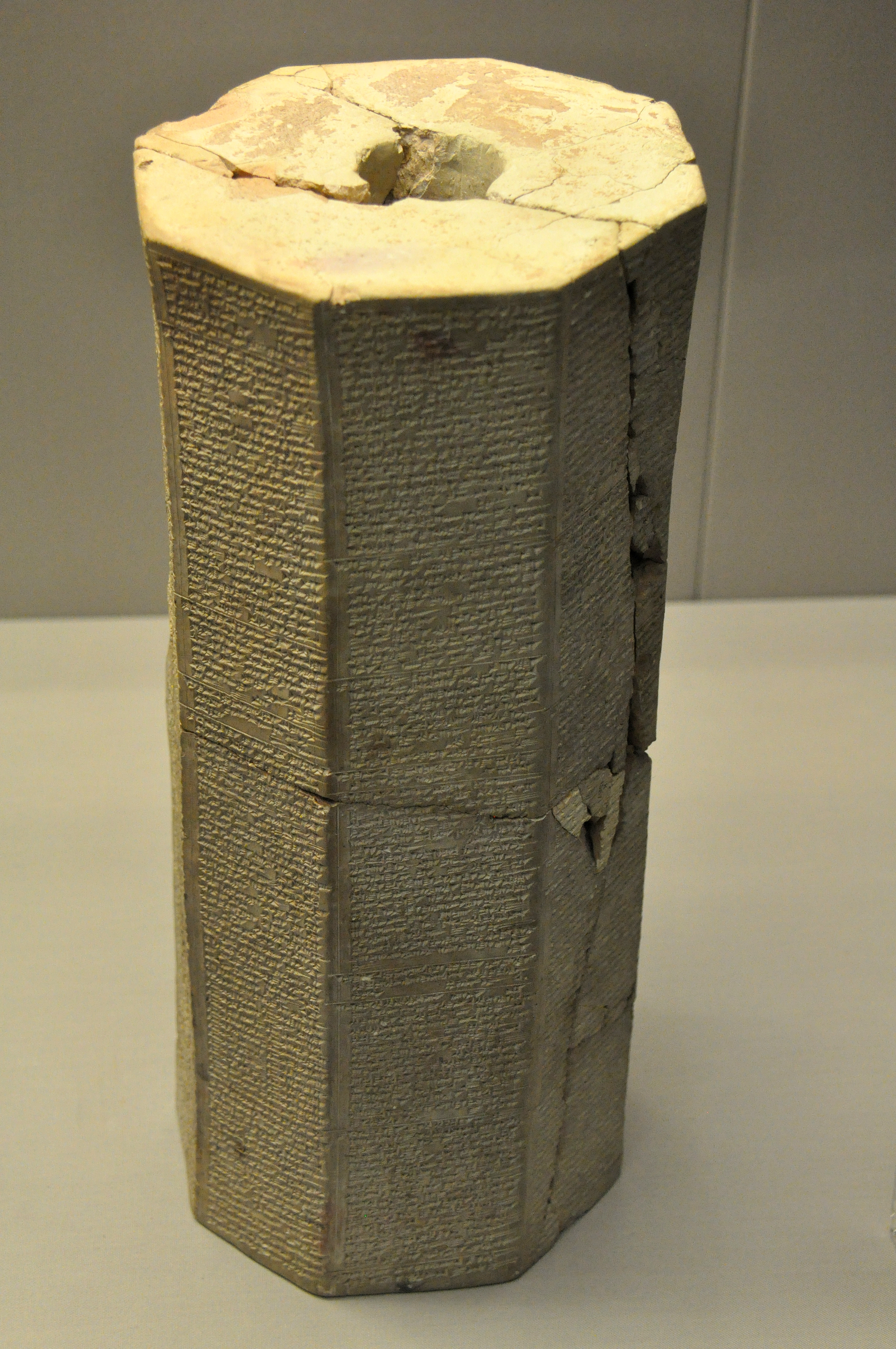
Prisme octagonal comportant une inscription de Tiglath-Phalasar Ier rapportant des conquêtes, expéditions de chasse et constructions. British Museum.
Extrait : En me confiant en Assur mon Seigneur je pris mes chars et mes guerriers et je m'engageai dans le désert. J'allai chez les Ahlamû Armayû, ennemis d'Assur mon Seigneur. En un seul jour je razziai du pays de Suhu à la ville de Karkemish du pays de Hatti ; je leur infligeai une défaite ; j'en ramenai des prisonniers, des biens et possessions sans nombre. Le reste de leurs troupes avait fui devant les armes furieuses d'Assur mon Seigneur et avait franchi l'Euphrate, je franchis l'Euphrate derrière eux sur des flotteurs de cuir ; je conquis, je livrai aux flammes, je détruisis et je démolis six de leurs villes sises au pied du mont Bishri ; j'en amenai des prisonniers, des biens et possessions en ma ville d'Assur.

Tiglath-Phalazar Ier (1114-1074) est le dernier des grands rois de l'époque médio-assyrienne, l'auteur d'une seconde tentative d'expansion et de consolidation du royaume. C'est aussi par bien des aspects un précurseur des stratégies et des pratiques militaires de l'époque néo-assyrienne. C'est également le plus disert sur ses accomplissements militaires, ses inscriptions royales étant plus longues et détaillées que celles de ses prédécesseurs, et le premier à évoquer ses chasses (y compris en mer). Dès le début de son règne, il lance ses troupes à l'assaut des régions du haut Tigre et de Syrie du nord, les pays d'Alzu (l'ancien Alshe), Purumzulu, Katmuhu, Nairi, aussi les peuples anatoliens Mushki, Kaska et Urumu, régions en pleine ébullition depuis la chute de l'empire hittite au début du XIIe siècle,. Dans les régions occidentales, c'est de cette époque que semble dater la première et seule tentative médio-assyrienne de s'implanter dans la région du coude de l'Euphrate. Mais elle fait long feu car les Assyriens y font face à un nouvel adversaire, les tribus d'Araméens, accompagnés des Ahlamu déjà connus par ses prédécesseurs, qui les forcent à traverser 28 fois l'Euphrate, sans succès durable. Ces groupes occupent apparemment la région qui va de la Méditerranée (le pays d'Amurru) jusqu'au moyen Euphrate (Suhu), rendant le contrôle de ces régions instables, en particulier durant la seconde partie du règne de Tiglath-Phalazar,. C'est sans doute pour cela que ce roi ne semble jamais avoir tenté de s'imposer durablement en Babylonie, avec laquelle il est en conflit au début du XIe siècle, y conduisant deux campagnes qui se soldent par des prises de plusieurs cités mais restent sans lendemain,.
Peut-être qu'il faut estimer que Tiglath-Phalazar Ier a par ses ambitions militaires et monumentales surexploité les capacités de son royaume, et qu'il laisse en héritage un territoire trop étendu, de surcroît menacé en plusieurs endroits, en particulier dans les régions où les Araméens sont actifs. Son fils et successeur Ashared-apil-Ekur ne règne que brièvement (1075-1074), et est remplacé par son frère Assur-bel-kala (1073-1056) a qui il incombe d'essayer de rétablir la situation. Le déroulement de son règne n'est qu'incomplètement reconstitué, et ses inscriptions sont des calques de celles de son père au point qu'il est souvent difficile de les en distinguer et de déterminer ce qu'il a réellement accompli, même s'il est probable que le fait qu'on retrouve les mêmes régions que par le passé s'explique par le fait que les objectifs militaires n'ont pas vraiment évolué. De fait il est surtout retenu par ses affrontements avec les Araméens, qui progressent en Syrie où ils mènent une guerre d'usure, portée jusque dans la région du Khabur. Cette situation profite à un certain Tukulti-Mer qui tente de se tailler un royaume dans la vallée du moyen Euphrate, avec pour capitale Terqa, et se proclame roi de Mari, avant d'être vaincu après deux campagnes assyriennes. En Babylonie, la situation conflictuelle perdure au début du règne d'Assur-bel-kala, les troupes assyriennes remportant une victoire près de Dur-Kurigalzu, avant que la paix ne soit conclue avec Marduk-shapik-seri. À la mort de ce dernier en 1070, le roi assyrien parvient même à installer sur le trône babylonien un allié, Adad-apla-iddina, dont il épouse la fille. Le règne d'Assur-bel-kala est donc marqué par d'incontestables succès, et la préservation d'une bonne part de la puissance assyrienne en dépit des menaces,.

### Le déclin de l'Assyrie
Ce qui se passe durant les décennies suivantes est moins clair, faute de sources. Eriba-Adad II, fils et successeur du précédent, ne règne pas longtemps (1055-1054), déposé par un de ses oncles, Shamshi-Adad IV (1053-1050). Assurnasirpal Ier (1049-1031) a laissé une mention de ses campagnes militaires sur un « Obélisque blanc », qui se déroulent au nord, en Anatolie et au sud du lac d'Orumieh.
Après sa mort, l'Assyrie est sur le recul jusqu'au règne d'Assur-dan II (934-911), qui marque classiquement le début de l'époque néo-assyrienne. Entre les deux, la succession de rois est ininterrompue, et la plupart d'entre eux, à l'exception d'Assur-nerari IV et Assur-rabi II, sont connus par des inscriptions, certes très courtes en général. Ce qui s'est passé entre-temps peut être déduit de la situation géopolitique existant quand les sources reprennent, au moins dans les grandes lignes car le détail ne peut être connu : les Araméens ont connu d'importants succès, forçant l'Assyrie à abandonner la plupart de ses territoires occidentaux, où ils constituent leurs propres royaumes. Aucune entreprise militaire assyrienne n'est documentée pendant un siècle, d'environ 1030 à 930, et la tradition postérieure impute aux règnes de Salmanazar II (1030-1019) et Assur-rabi II (1012-972) les pertes territoriales les plus importantes.
Mais une analyse plus balancée de la situation conduit à estimer que les Assyriens ont tenu bon au moins jusqu'à la fin du XIe siècle av. J.-C., ce qui réduirait leur période de « débâcle » aux années qui suivent, jusqu'au règne de Tiglath-Phalazar II (966-935) compris. Ils ont apparemment préservé des positions fortifiées dans la haute vallée du Khabur, en plus de leurs cités du cœur du royaume, autour du Tigre moyen. C'est en fin de compte un tableau moins dramatique que ce qui a pu être proposé par le passé, qui indique une certaine capacité de résistance assyrienne.

## L'organisation du royaume

### Le roi et l'idéologie royale

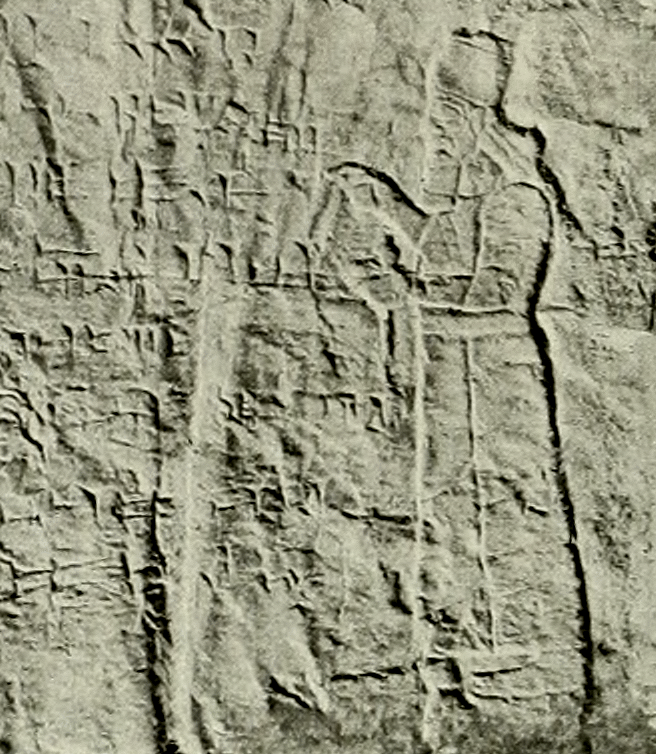
Représentation du roi Tiglath-Phalasar Ier sur un relief rupestre de Bırkleyn (Turquie).

La période médio-assyrienne voit l'affirmation de la figure royale. Durant l'époque paléo-assyrienne, le souverain d'Assur était plutôt un primus inter pares gouvernant la cité avec les élites municipales, représentées par une assemblée et l'« hôtel de ville » qui assurait la conduite des affaires publiques au quotidien. Le début de l'époque médio-assyrienne voit l'affaiblissement de ces institutions, dans des conditions indéterminées ; même si l'hôtel de ville subsiste, ce n'est plus que le lieu où sont préservés les poids publics. La titulature des rois médio-assyriens reflète les évolutions de leur puissance et de leurs ambitions : le titre de « vicaire du dieu Assur » (iššiak Aššur), qui rappelle que dans la théologie locale le dieu Assur est le véritable roi, est préservé, mais à partir d'Assur-uballit Ier ils portent le titre de « roi du pays d'Assur (= l'Assyrie) » (šar māt Aššur), auxquels s'ajoutent par la suite des titres à vocation universelle comme celui de « roi de l'univers » (šar kiššati) sous Adad-nerari Ier et de « roi des quatre régions (du monde) » (šar kibrāt arba'i) sous Tukulti-Ninurta Ier,.
Aussi bien par leurs discours que leurs actes, on retrouve chez les rois médio-assyriens les principales caractéristiques de la fonction royale en Mésopotamie, avec des aspects plus ou moins prononcés : ce sont des rois-guerriers, qui ont reçu des dieux, et en premier lieu d'Assur, la mission de conquérir; ils sont également considérés comme les détenteurs de la prêtrise du dieu Assur, intermédiaires entre les dieux et les humains, chargés d'assurer que les offrandes quotidiennes leurs soient faites ; ce sont des rois de justice, qui peuvent être sollicités par leurs sujets pour rendre des verdicts ; ce sont des rois bâtisseurs, qui construisent des sanctuaires, des palais, des murailles, parfois des villes entières ; ce sont enfin des « bons pasteurs » qui assurent le bien-être et la prospérité de leurs sujets. Les édits de cour et de harem montrent qu'on prend des mesures pour les protéger des impuretés rituelles et réprimer les blasphèmes proférés à leur encontre et que l'accès à leur personne est strictement réglementé : un édit prévoit ainsi différentes procédure pour lui annoncer le décès d'un proche selon l'endroit où il se trouve, l'annonce devant forcément être faite par le maire du palais. Ils exercent leur pouvoir personnellement, par leurs paroles/commandements (abatu) ou des décrets (riksu), ou bien par des intermédiaires, les représentants royaux (qēpūtu ša šarre),.
« Qu'Assur et Mullissu, les maîtres de ta couronne, te coiffent de ta couronne pendant cent ans ! Que ton pied soit agréable dans le temple et tes mains agréables [vers] Assur, ton dieu ! Que ton sacerdoce et celui de tes fils soient agréables à Assur, ton dieu ! Élargis ton pays avec ton juste sceptre ! Puisse Assur te donner commandement et attention, obéissance, vérité et paix ! »
Parmi les textes reflétant l'idéologie royale de la période se trouve un hymne de couronnement parvenu dans un état fragmentaire, datant vraisemblablement du règne de Tukulti-Ninurta Ier. Ce rituel a lieu au début de chaque règne, et peut-être aussi chaque année (sa fréquence est débattue). Il sert à définir le champ d'action du souverain et ses relations aussi bien avec les divinités que l'élite du royaume : lors du moment majeur du rite, il est giflé par le grand prêtre du dieu Assur, qui crie « Assur est roi ! Assur est roi ! », lui rappelant qu'il est le subordonné du dieu, avant que ne lui soient confiés les insignes de la royauté, symbolisant le fait qu'il a reçu le mandat du dieu pour diriger son pays. Puis les grands du royaume et les autres fonctionnaires importants reçoivent à leur tour, dans un ordre protocolaire, leurs insignes, dessinant ainsi la hiérarchie du royaume.
Le dieu Assur enjoint en particulier aux rois d'élargir les frontières du pays. Cela ressort des différents textes reflétant l'idéologie royale de l'époque, qu'il s'agisse des inscriptions relatant les campagnes militaires des souverains, qui sont de plus en plus développées, jusqu'à l'apparition des annales royales sous Tiglath-Phalasar Ier, relatant année par année les campagnes militaires et autres accomplissements significatifs d'un roi (chasses, constructions). La prose royale se voit aussi dans une lettre adressée par un roi assyrien à celui d'Ugarit pour raconter comment il a vaincu les Hittites, et justifier sa victoire par le comportement déloyal de son adversaire. Elle prend enfin la forme de récits littéraires plus élaborés : des hymnes des rois aux dieux et surtout la pièce maîtresse de la propagande royale de la période, l’Épopée de Tukulti-Ninurta, célébration de la victoire remportée par ce roi, garant de la piété et de la justice, contre le roi de Babylone, présenté comme déloyal et impie, grâce à l'appui des grandes divinités mésopotamiennes.

### Le palais
Le gouvernement s'incarne et se manifeste par l'intermédiaire du palais (ekallu). C'est la résidence du roi et de sa famille, mais également le siège des activités de l'administration du royaume : c'est là que sont reçus les émissaires étrangers, qu'est entreposé le Trésor royal, c'est un des lieux de travail du personnel administratif et des différents serviteurs de la couronne. Seules les résidences royales et sièges de l'administration sont désignées comme des palais, sans qu'il ne s'agisse forcément d'édifices monumentaux, l'important étant la présence de l'administration royale ; les grandes demeures des principaux personnages du royaume ne le sont pas.
Le lieu traditionnel du pouvoir est le « Vieux Palais » d'Assur, mais les souverains assyriens ont construit plusieurs palais dans leur capitale, dont le Palais Neuf de Tukulti-Ninurta Ier. Il s'en trouve aussi dans d'autres villes : chaque capitale provinciale dispose ainsi d'un édifice qualifié de « palais » ; des inscriptions royales les désignent collectivement comme les palais « à travers l'étendue du pays ». Sous Assur-resha-ishi Ier et Tiglath-Phalasar Ier un important complexe palatial avec jardins est érigé à Ninive.
En plus d'être le lieu de résidence et d'émanation du pouvoir et de l'administration, le « palais » en est aussi le symbole et le terme est le « synonyme du pouvoir étatique assyrien » : il désigne au sens figuré l'autorité, personne légale ou entité abstraite, qui s'approche de la notion moderne de gouvernement ou d’État. Les actions administratives sont menées au nom du « palais », les biens appartenant à l’État (y compris les esclaves) sont désignés comme ceux « du palais » (ša ekalli), de nombreux représentants et serviteurs du pouvoir royal ont un titre faisant référence au palais (maire du palais, héraut du palais, scribe du palais, etc.),. Du point de vue économique, le palais est une institution incontournable, la principale du royaume, fonctionnant comme la « maison(née) » du roi.

### La cour
Le roi réside donc en principe dans un des palais de son royaume. Les édits palatiaux fournissent les informations essentielles pour connaître la vie de la cour médio-assyrienne. Compilés au début du XIe siècle av. J.-C. sous Tiglath-Phalasar Ier, ils reprennent des dispositions antérieures, dont les plus anciennes remontent à Assur-uballit Ier, au début de la phase d'expansion du royaume, et beaucoup datent du règne de Ninurta-apil-Ekur, qui a pris le pouvoir par la force, ce qui reflète probablement une volonté de rétablir l'ordre à la cour après des temps tumultueux. Ils indiquent que le principal personnage de la cour, après le roi, est le maire ou majordome du palais (rab ekalle), et que les autres fonctions importantes sont celles du héraut du palais (nāgir ekalle), de superviseur en chef (rab zāriqē), ainsi que celle de médecin de la maison intérieure (asû ša bētānu). Ces quatre-là forment un jury chargé d'approuver ceux qui vont travailler dans le palais et rejoindre le groupe des courtisans (manzaz pāni) et des eunuques (ša rēši). L'accès au palais est surveillé, des portiers contrôlant les passages de certaines portes ainsi que leurs verrous.
Pour l'essentiel ces édits ont pour but de réguler la vie des femmes du palais. Ce groupe est organisé de façon hiérarchique, et comprend la reine mère et l'épouse du roi (aššāt šarri), qui sont les « dames du palais » (sinnišātu ša ekallim), puis les « autres femmes » (sinnišātu mādātu), et enfin les simples servantes qui constituent leur domesticité. Elles sont placées sous une surveillance constante : elles ne peuvent s'entretenir avec des hommes autres que le roi sans la présence du majordome du palais, et sans s'approcher d'elle de moins de sept pas ; elles ne peuvent prodiguer des récompenses trop généreuses à leurs serviteurs, ni prononcer des châtiments autres que légers à leur encontre ; leurs disputes doivent rester sous contrôle,.
Les édits de cour et de harem comprennent également des dispositions sur des mesures à prendre lorsque le roi et sa cour sont en déplacement, ce qui indique que cela est courant. Plusieurs lettres et textes administratifs documentent de tels déplacements. Les motivations de ces déplacements sont sans doute plurielles : assister à des célébrations religieuses, inspecter l'état des provinces et y manifester la puissance du roi (un voyage durant lequel un roi kassite captif accompagne Tukulti-Ninurta Ier pourrait s'apparenter à une tournée « triomphale »). La composition de la suite du roi change sans doute selon les occasions : il est accompagné de femmes du palais (la reine-mère, son épouse, des concubines et des enfants), de courtisans, de gardes, de domestiques. Le convoi se déplace dans des chariots, s'arrête dans les localités principales où les autorités provinciales doivent l'approvisionner et offrir au roi des banquets à la mesure de son rang.

### Les grands serviteurs du roi

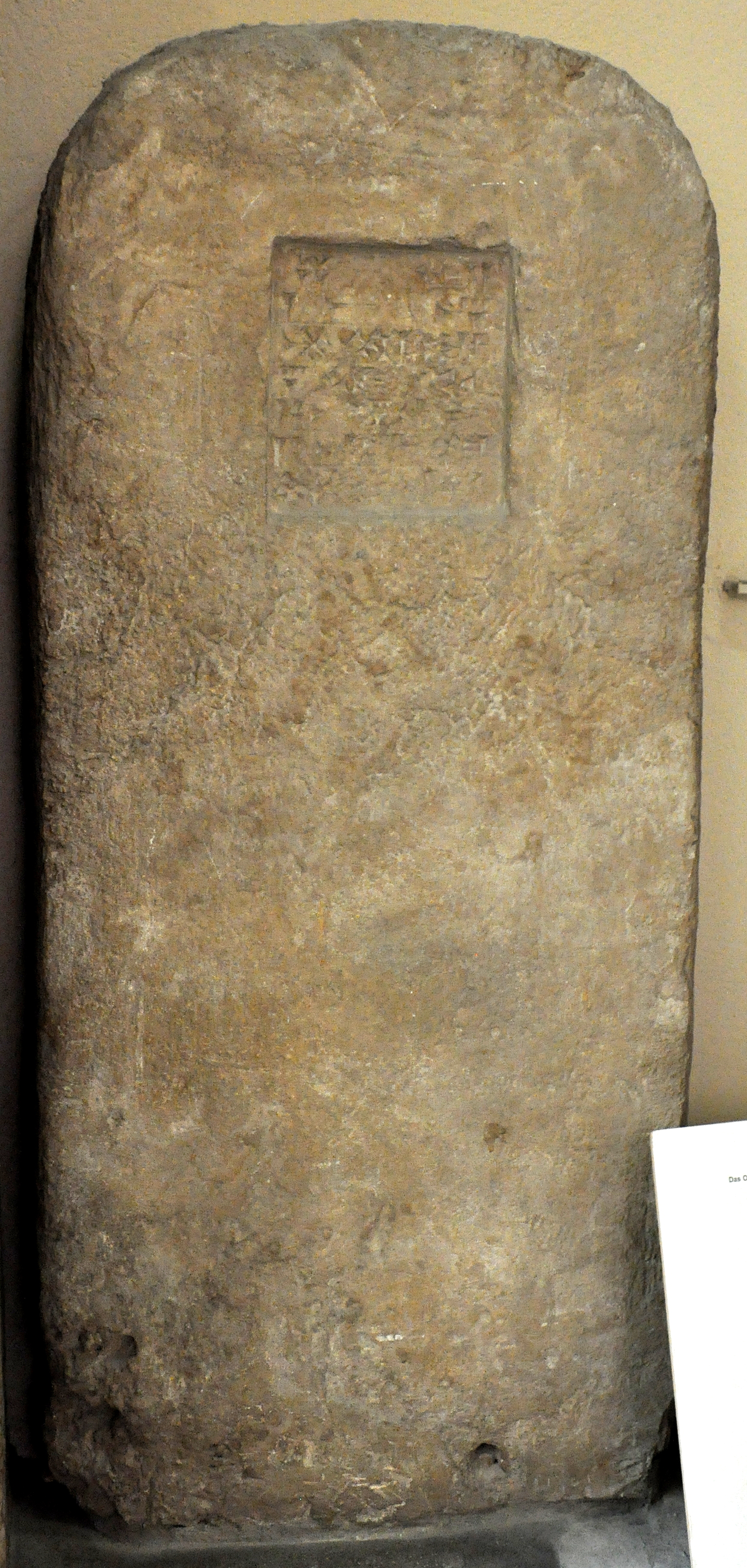
Stèle d'Adad-shumu-leshir, gouverneur d'Assur au Pergamon Museum.

Le sommet de l’État est organisé autour de la personne du roi et des détenteurs des principales charges de l'administration de la cour et des provinces. Même si ces personnages peuvent avoir des titres renvoyant une charge de la cour, en pratique les contours de leurs fonctions sont vagues. Comme dans les autres royaumes de la période, l'exercice du pouvoir repose avant tout sur des liens d'homme à homme, suivant une approche plutôt pragmatique et souple, qui privilégie souvent une répartition des tâches au cas par cas, et moins sur des principes bureaucratiques impliquant une répartition rigide des fonctions dans un cadre institutionnel strictement défini et immuable. Le roi gouverne en confiant des missions à des hommes de confiance choisis dans ce groupe, qui le représentent (qēpu), et disposent eux-mêmes de leurs propres hommes pour les seconder dans leurs tâches. Il dispose probablement de conseillers plus proches, sélectionnés eux aussi selon des critères de fiabilité. Les principaux sont les « vizirs » (sukkallu), chargés notamment des relations diplomatiques. Dans la seconde moitié du XIIIe siècle av. J.-C. apparaît le « grand vizir » (sukkallu rabi'u) qui occupe une position à part. Il est aussi nommé « roi du Hanigalbat », ce qui indique qu'il exerce la direction des provinces occidentales conquises après l'annexion de ce qui restait du Mittani, cumulant donc des titres des administrations centrale et provinciale. Cette charge est confiée à une branche collatérale de la famille royale. Ses détenteurs prennent une importance conséquente, leurs prérogatives s'étendant au-delà du territoire qui leur est attribué, jusqu'à ce que l'un d'eux, Ili-pada, constitue une menace pour le roi, puis que son fils Ninurta-apil-Ekur prenne le trône,. Le titre de roi du Hanigalbat disparaît alors, tandis que celui de grand vizir est attesté jusqu'au règne de Tiglath-Phalasar Ier.
Les rois médio-assyriens s'entourent également de savants, notamment des devins et exorcistes, se transmettant leurs fonctions de façon héréditaire et organisés de manière hiérarchique comme les autres serviteurs de la couronne, certains d'entre eux recevant même le titre d'« érudit du roi » (ummân šarri) qui leur confère un rang social très important. Leurs savoirs servaient le pouvoir pour l'accomplissement des rituels nécessaires à maintenir les liens avec les divinités, notamment la divination et les purifications, ainsi que pour la rédaction des textes de la propagande royale. La question de savoir s'il existait une bibliothèque royale à cette période est débattue : un groupe de textes littéraires médio-assyriens retrouvés dans un fonds de tablettes du temple d'Assur daté de l'époque néo-assyrienne pourrait être issu d'une bibliothèque constituée à l'initiative de Tukulti-Ninurta Ier.
L’État médio-assyrien fonctionne donc en grande partie suivant une logique « patrimoniale » : « le royaume tout entier était la maison royale du roi, à l’intérieur de laquelle les maisons des rois vassaux et des courtisans étaient « nichées », tout en disposant de leur propre autonomie juridique et pratique » (H. Reculeau). Le souverain (et, à travers lui, le dieu Assur) gère son royaume comme un maître de maison et père de famille, les relations avec ses serviteurs/fonctionnaires sont essentiellement envisagées comme un rapport personnel, ce qui explique qu'en général les charges publiques se transmettent de père en fils et aient des contours flous. Il est souvent difficile de distinguer entre les affaires publiques et les affaires privées des grands du royaume, qui prennent place dans le cadre de ce que les textes de l'époque désignent comme leurs « maison(née)s » (au sens figuré). Elles sont gérées suivant les mêmes procédures administratives que celles employées par le palais, ce qui rend encore plus difficile la distinction des activités dans la documentation, même si les gens de la période avaient semble-t-il une certaine conscience de la séparation entre les deux. La question de savoir s'il faut considérer ces « maisons » comme une partie de l'appareil administratif ou pas est débattue, en tout cas elles illustrent le fait que les échelons supérieurs du royaume reposent sur les chefs de familles de l'élite et leurs maisonnées.
Actifs dans l'exercice du pouvoir, en particulier dans les provinces conquises, ces personnages profitent des différentes opportunités d'enrichissement personnel et d'élévation sociale qui leur sont offertes et ont tout intérêt à la poursuite de l'expansion du royaume. Leurs résidences ont donc livré aussi bien des archives publiques que privées, leurs domaines comprennent une bonne part de terres qui leur sont allouées par la couronne en échange et pour rémunération de leurs services (et que certains ont tendance à intégrer dans leur patrimoine), même s'ils ne peuvent pas employer le personnel du palais pour exploiter leur propre domaine, alors que d'un autre côté le pouvoir royal peut leur réclamer des contributions qu'ils n'ont pas d'autre choix que payer. Un exemple bien étudié de ce mélange des genres est celui de la famille d'Urad-Sheru'a, dont les archives ont été mises au jour à Assur, documentant pour partie les activités publiques de ses membres, qui détiennent des postes importants dans l'administration d'une province nouvellement conquise de la région du Khabur, tout en conduisant ses affaires privées (exploitations et prêts agricoles), notamment dans cette même partie du royaume.
Leur association au pouvoir se marque symboliquement par le système de datation des années. L'Assyrie pratique l'éponymat : un homme donne son nom à l'année et porte pour cette période le titre d'« éponyme », limmu, qui n'a alors qu'une valeur honorifique (par le passé il s'agissait d'une magistrature majeure de la cité d'Assur). Le nom du roi sert pour sa première année de règne, pour les suivantes la sélection s'effectue parmi les détenteurs des charges les plus importantes du royaume. Un éponyme est donc forcément un des personnages les plus importants de son temps. Une autre forme de distinction, mal comprise, est documentée par les « rangées de stèles » (Stelenreihen) mises au jour à Assur au pied de la muraille intérieure : il s'agit de stèles portant le nom d'un personnage majeur, roi ou haut dignitaire, au moins en place à partir du règne d'Eriba-Adad Ier (1390–1364), et poursuivie jusqu'à la fin de l'histoire assyrienne au VIIe siècle av. J.-C. Une des pistes d'interprétation les lie au système d'éponymat : chaque éponyme aurait eu droit à sa stèle. Si c'est le cas, il en manquerait beaucoup. Une autre possibilité est qu'il s'agisse d'objets votifs placés dans un temple, puis sortis à un moment indéterminé pour être regroupés à cet endroit,.

### La cité et le dieu Assur et le cœur du royaume

Plan général du site d'Assur avec la localisation des principaux monuments des époques assyriennes.

La cité d'Assur est l'origine du royaume assyrien, et elle en reste le cœur durant la période médio-assyrienne. C'est non seulement le principal lieu de résidence des souverains et de l'élite, mais c'est aussi celui du grand dieu Assur, qui est l'incarnation divine de la cité et du royaume, et leur véritable maître. De façon significative les rois assyriens mettent particulièrement en avant son assimilation au dieu souverain Enlil, ce qui contribue à en faire une figure de plus en plus imposante, en accord avec la construction politique qu'ils mettent en place. Son temple est donc l'objet des attentions des rois : il est situé au nord-est de la ville, en son point le plus élevé, flanqué d'une ziggurat. Il est restauré à plusieurs reprises durant cette période. Son rôle central est symbolisé par le système des offrandes régulières ginā'u, documenté par une archive mise au jour dans le temple : chaque province du royaume est tenue de fournir à tour de rôle des denrées servant pour le culte du dieu, sous la forme de céréales, de miel, de sésame et de fruits, sous la supervision d'un administrateur. Elles ont essentiellement un aspect symbolique puisqu'elles ne suffisent pas à couvrir les besoins du culte,.
Plus généralement Assur tend à devenir une sorte de ville sainte du royaume, disposant d'autres temples qui font l'objet de chantiers importants à plusieurs reprises durant la période, situés dans un quartier sacré au nord de la ville : le temple d'Ishtar d'Assur, les deux temples doubles dédiés pour l'un à Anu et Adad et pour l'autre à Sîn et Shamash. Au milieu se trouve le « Vieux Palais », dont les origines remontent au début de l'urbanisation de la cité, qui a été reconstruit au début de l'époque médio-assyrienne ; en plus de comprendre des espaces résidentiels pour la famille royale, il sert aussi de lieu de sépultures pour des rois à la fin de la période. Tukulti-Ninurta Ier fait construire un grand « Palais neuf » plus à l'ouest, dont les ruines se réduisent pour l'essentiel à ses fondations. L'urbanisme de la ville fait l'objet de travaux : reconstruction des murailles, extension au sud par la création d'une « Ville neuve » au début de la période.

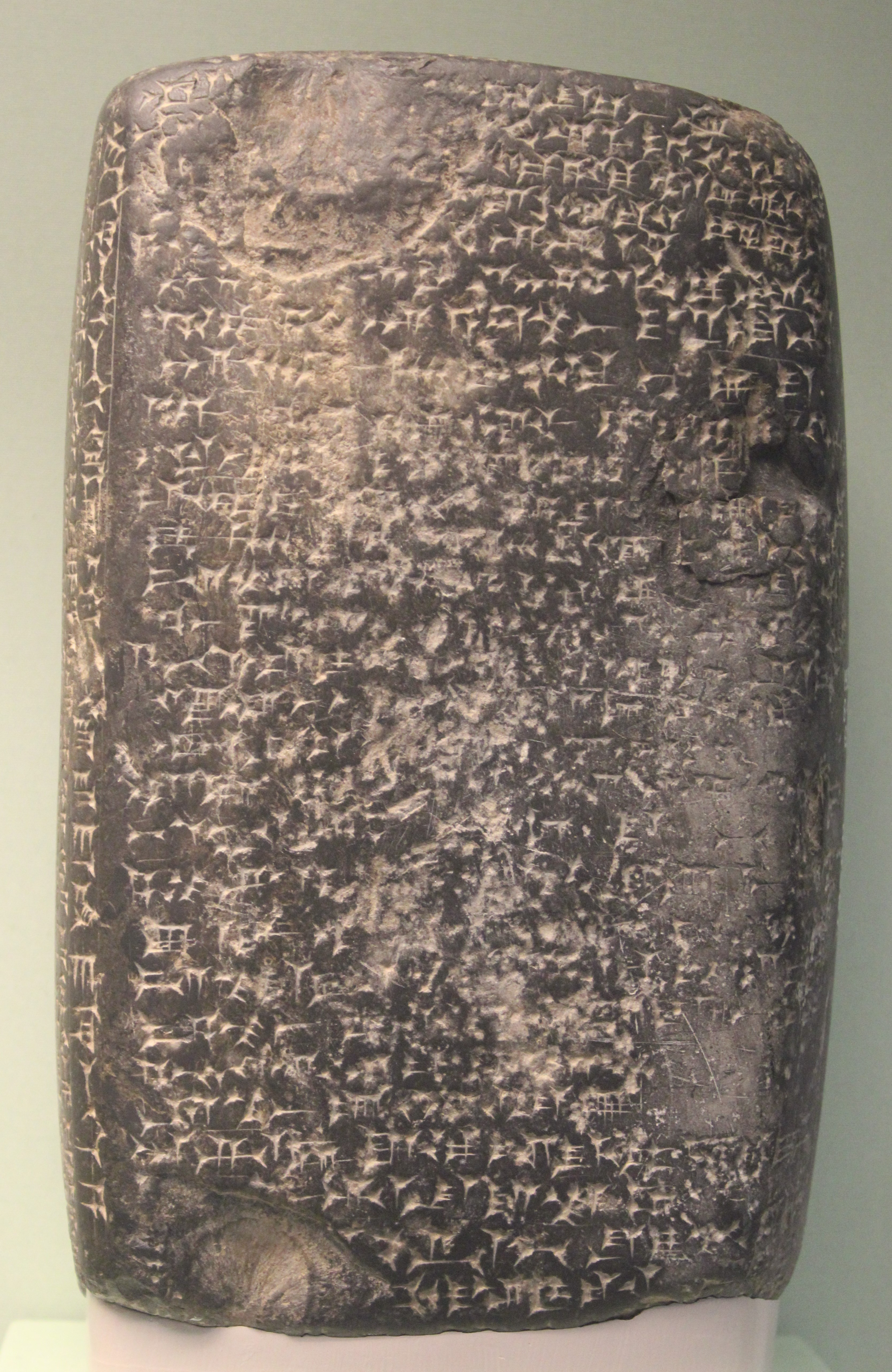
Inscription sur tablette en pierre commémorant la fondation de Kar-Tukulti-Ninurta. British Museum.
Extrait : À cette époque le dieu Assur-Enlil, mon Seigneur, me réclama un lieu de culte sur la rive opposée à ma cité (la ville d'Assur) et m'ordonna de construire son temple. À côté de l'objet désiré des dieux (la ville d'Assur) j'érigeai un grand lieu de culte, ma demeure royale, (et) l'appelai « Port de Tukulti-Ninurta ». Je la complétai avec les temples des dieux Assur, Adad, Shamash, Ninurta, Nusku, Nergal, les Sibitti, et de la déesse Ishtar, les grands dieux, mes maîtres. Je fis couler le « Canal de Justice » (Pattu-mēšari) à grandes eaux vers ses sanctuaires (et) organisai les offrandes régulières pour les grands dieux, mes maîtres, depuis le produit des eaux de ce canal (le poisson). À l'intérieur de ce centre de culte je pris possession d'un vaste terrain bordant le Tigre, j'y érigeai (une terrasse qui mesurait) 120 rangées de briques de hauteur, (et) au sommet de ces rangées de briques je construisis le « Palais de la Totalité » (e-gal-me-šar-ra), ma demeure royale.

Au-delà de la capitale, c'est son hinterland, constitué par une plaine longeant le Tigre sur une quarantaine de kilomètres de long et quelques kilomètres de large, qui fait l'objet d'aménagements et s'organise progressivement comme le cœur du royaume assyrien. De nouvelles villes et bourgades apparaissent dans le voisinage immédiat d'Assur, ainsi que des centres d'exploitation agricole. Le projet le plus spectaculaire est la fondation à quelques encablures d'Assur de Kar-Tukulti-Ninurta (« Port de Tukulti-Ninurta »), nouvelle capitale voulue par Tukulti-Ninurta, qui lui donne son nom. Elle s'accompagne d'un projet de mise en valeur agricole de la plaine (creusement de canaux, constitution de domaines agricoles), est dotée d'une muraille puissante, de résidences cossues, d'un grand palais royal et d'un temple avec ziggurat attenante dédié au dieu Assur, ce qui est inédit car il n'est vénéré que dans son temple principal. Il n'est pas assuré que ce projet ait eu pour but de concurrencer la capitale traditionnelle, même si la possibilité demeure. En tout cas elle ne devient jamais une ville importante car elle est délaissée après l'assassinat de son fondateur.
En revanche la ville de Ninive prend de plus en plus d'importance sur la période. Il s'agit avant tout d'un lieu de culte majeur, celui d'un aspect de la déesse Ishtar très populaire en Haute Mésopotamie et même au-delà. Puis la ville est dotée de résidences royales de plus en plus imposantes, notamment au XIe siècle av. J.-C., ce qui lui donne une place plus importante dans le royaume sans pour autant en faire une seconde capitale. C'est plus largement la région de la confluence du Tigre et du Grand Zab, située au nord d'Assur, qui prend une importance croissante, en raison notamment de ses potentialités agricoles, préparant le rôle central qu'elle devait jouer à la période néo-assyrienne.

### Administration provinciale et contrôle des territoires

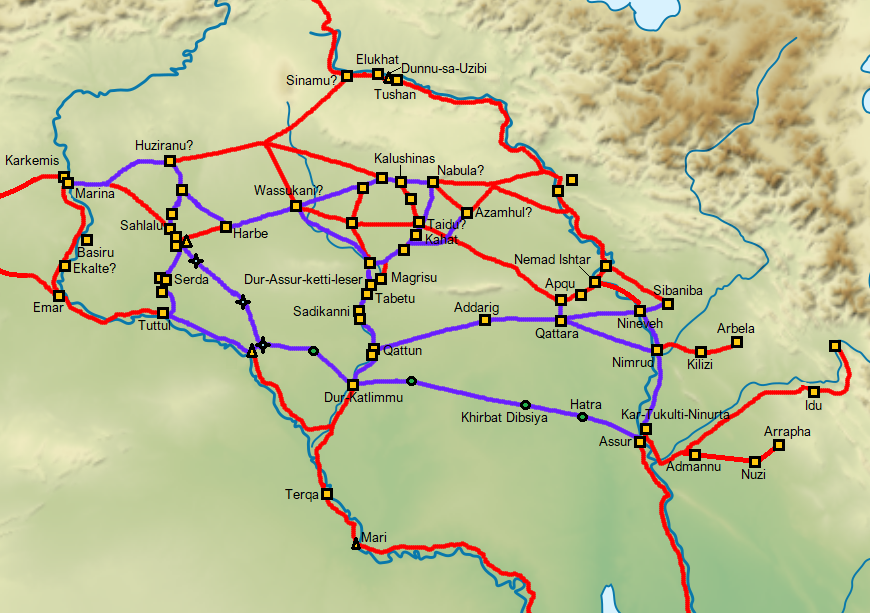
Tentative de localisation des principales villes provinciales et de reconstitution du système routier médio-assyrien, d'après B. Düring. Les routes en violet sont attestées par l'archéologie et celles en rouge sont celles dont l'existence est jugée plausible.

Le royaume assyrien est découpé en provinces (pāḫutu ; au début de la période on trouve également ḫalṣu, le terme employé au temps du Mittani), administrées par des gouverneurs (bēl pāḫāti),. Ce système semble surtout se mettre en place après l'annexion du Mittani/Hanigalbat, sous le règne de Salmanazar Ier. Les gouverneurs sont établis dans les capitales de la province, qui leur donnent leur nom, et leur fonction consiste à assurer l'ordre dans la région (notamment par le biais de garnisons) et y administrer le domaine royal et ses travailleurs, aussi à verser les offrandes dues au temple d'Assur. Le roi dépêche ses représentants (qēpū) dans les provinces pour contrôler l'action des gouverneurs et enregistrer l'état des récoltes et des troupeaux. Un cas particulier déjà évoqué est celui de la partie occidentale du royaume, confiée après l'annexion définitive du Mittani au grand vizir, qui prend le titre de « roi du Hanigalbat » (autre nom du Mittani) et supervise l'administration des provinces de la région (et même plus) par l'intermédiaire de « vizirs ». On ne sait pas où se trouvait son siège : parmi les candidats se trouvent Wassukanni (sans doute le site de Tell Fekheriye), une ancienne capitale du Mittani, et Dur-Katlimmu (Tell Sheikh Hamad), dont le « bâtiment P » a livré la principale archive administrative provinciale de la période,,.
Au niveau local, celui des villes, la fonction principale est celle de « maire » ou de « bourgmestre » (ḫazi'ānu), personnage qui s'occupe lui aussi avant tout des domaines du palais. Il joue aussi un rôle dans le contrôle des transactions foncières privées, avec l'assistance des notables locaux. La question est de savoir si son rôle est de représenter les intérêts locaux auprès du pouvoir royal, ou à l'inverse de représenter ce dernier au niveau local,. Les inspecteurs des villages (rab ālāne) s'occupent de coordonner à l'échelle villageoise la gestion de terres agricoles et de la force de travail, en liaison avec les échelons supérieurs.
La domination assyrienne repose également sur la constitution d'établissements appelés dunnu, « forts », parce qu'il semble qu'ils soient en général fortifiés, même si ça ne semble pas systématique. Il s'agit de petits centres d'exploitation ruraux confiés par le pouvoir royal à des « maisons » de l'élite assyrienne afin de mettre en valeur et de contrôler des districts ruraux de régions nouvellement conquises, qui semblent bénéficier d'exemptions de prélèvements. Le cas le mieux connu est celui de Tell Sabi Abyad dans la vallée du Balikh, qui semble faire partie d'un réseau d'établissements similaires mis en place dans le cadre d'un projet de développement des campagnes de cette vallée.
La mise en place de l'administration provinciale s'accompagne également du développement d'un système routier reliant les principaux centres provinciaux, avec des relais situés tous les trente kilomètres environ, dotés de quoi approvisionner les messagers de manière à permettre une transmission des messages la plus rapide possible,.
La domination assyrienne s'appuie aussi sur des royaumes vassaux, non annexés donc indépendants du système provincial. Plusieurs passages d'inscriptions royales font référence à des serments de vassalité que les rois vaincus prêtent, parfois dans le temple du dieu Assur où ils ont été conduits de force, signe de leur soumission, après quoi ils sont astreints au versement d'un tribut. Les archives de Tell Sabi Abyad indiquent aussi que le roi du Hanigalbat, Ili-pada, passe des accords avec des tribus nomades soutéennes. Certains royaumes témoignent d'une fidélité durable au pouvoir assyrien. L'exemple le mieux connu est celui de Tabetu (Tell Taban), sur le Khabur, site qui a livré des textes de la période, dont les souverains se disent « roi du pays de Mari » et semblent pour plusieurs d'entre eux avoir épousé des princesses assyriennes. Un autre est connu à Idu (Satu Qala) dans la vallée du Petit Zab,,. Le fait que ces royaumes se trouvent géographiquement au milieu de provinces assyriennes révèle un aspect pragmatique du pouvoir assyrien, qui ne cherche pas à annexer à tout prix les petits royaumes tant qu'ils font montre de loyauté.
L'armée médio-assyrienne est mal connue. Elle est constituée de troupes généralement levées pour des campagnes militaires, même s'il semble qu'elle ait eu un noyau de troupes professionnelles permanentes. Il s'agit en majorité d'une infanterie, équipée de cuirasses, de boucliers, de lances et d'épées. Des textes mentionnent aussi des archers et des frondeurs. Les chars de combat, dont l'équipage comprend un conducteur et un archer, sont présents mais semblent jouer un rôle secondaire. La cavalerie montée ne semble pas employée au combat, mais pour les missions d'escorte et les courriers. Les textes indiquent la présence de sapeurs employés lors des sièges, ainsi que de corps chargés de la logistique, disposant d'ânes pour le transport des cargaisons. La hiérarchie militaire est très mal connue. Le commandement est assuré par les principaux personnages du royaume, notamment le (grand) vizir, le héraut du palais et le tartennu.
La nature de la domination médio-assyrienne est débattue : les spécialistes ne sont pas d'accord quant à savoir si elle mérite les dénominations d'« empire » et d'« impérialisme »,, si elle fonctionne comme un État « territorial » exerçant une domination continue ou bien un État « en réseau » reposant sur des places fortes assyriennes implantées dans des territoires dont les populations restent majoritairement hourrites. Selon les conclusions de B. During, l'État médio-assyrien serait plutôt un « empire patchwork », qui s'est en quelque sorte développé au hasard, sans « grande stratégie » préconçue, qui prend des aspects bien différents selon les endroits : certaines zones font l'objet d'un contrôle et de projets de développement agricole et social poussé (bas Khabur autour de Dur-Katlimmu, Balikh autour de Tell Sabi Abyad, haut Tigre autour de Tusshan), d'autres sont moins bouleversées (nord du triangle assyrien, triangle du Khabur), certaines zones frontalières sur l'Euphrate sont dotées d'un dispositif défensif. Ces divergences sont interprétées comme la conséquence des adaptations aux situations locales et des actions des différents groupes impliqués (administration assyrienne, populations autochtones) : « l'empire était le résultat (structuré) des actions cumulatives de divers groupes et agents de l'empire, plutôt que du noyau impérial. »

### Textes et pratiques judiciaires

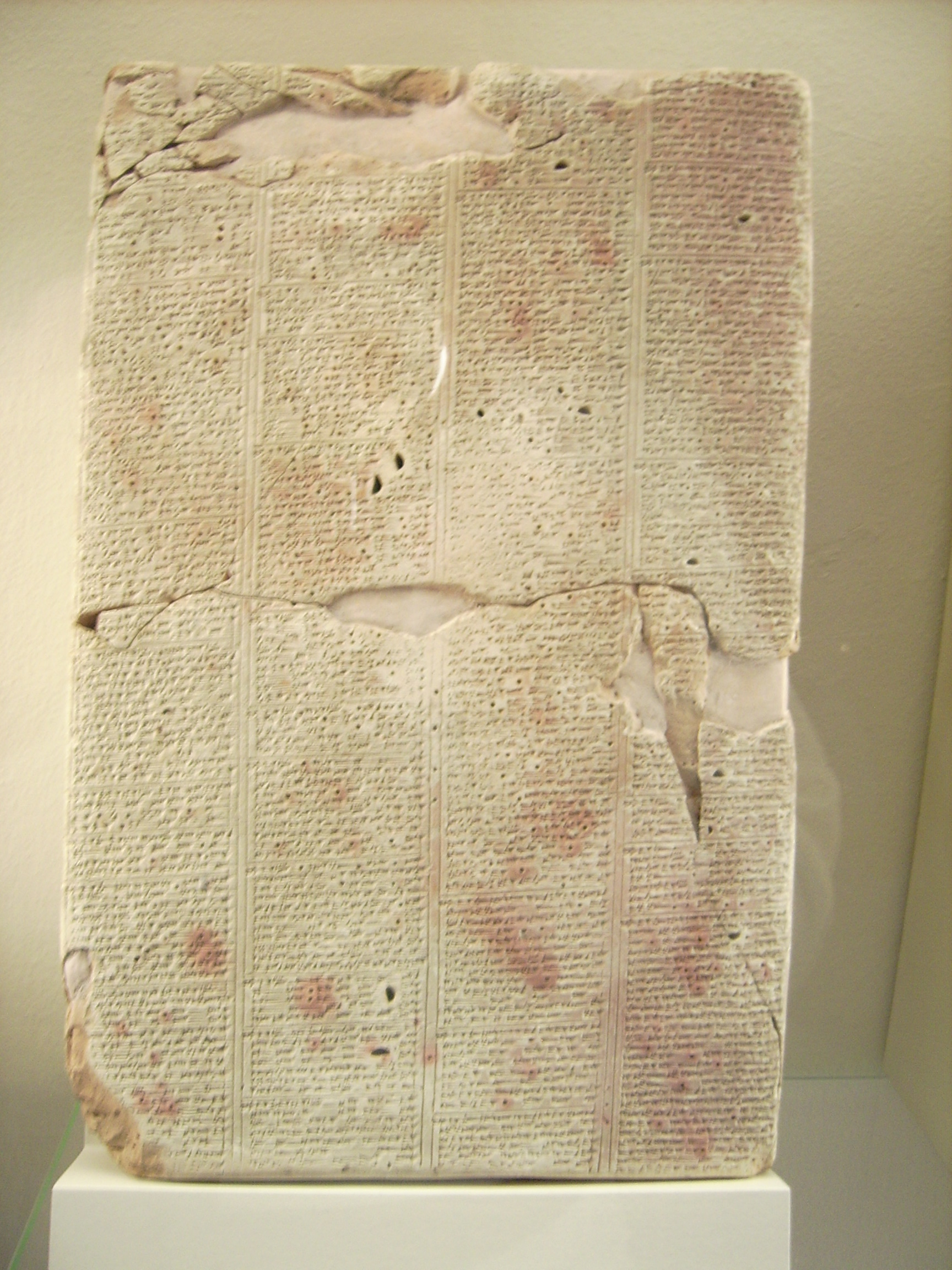
Tablette A des Lois assyriennes, la mieux préservée du corpus. Pergamon Museum.

La principale source sur le droit assyrien est le recueil juridique désigné comme les « Lois assyriennes », connu par quatorze tablettes et fragments, pour l'essentiel compilés au XIe siècle av. J.-C. à partir de dispositions plus anciennes, du XIVe siècle av. J.-C. Les tablettes les mieux conservées sont la Tablette A, qui couvre notamment le droit féminin, la Tablette B, qui concerne la propriété foncière, et les Tablettes C+G sur les propriétés mobilières. Les « édits de harem » (ou « décrets palatiaux ») sont d'autres dispositions législatives, concernant seulement la cour,. La vie juridique est également documentée par des textes de la pratique, surtout des actes de prêt et de vente, mis au jour sur les sites archéologiques de la période (surtout Assur, Tell Billa et Tell Rimah), ainsi que des lettres relatives à des affaires judiciaires,.
Il y a peu d'informations sur les procédures judiciaires médio-assyriennes. Le roi est l'autorité juridique suprême, qui intervient dans les affaires les plus importantes comme un litige opposant le gouverneur d'Assur et les habitants de sa province, mais aussi des affaires privées. Il semble qu'il puisse être saisi directement par ses sujets, comme cela se fait à l'époque néo-assyrienne,. Les détenteurs d'une autorité administrative ont généralement des prérogatives judiciaires, mais il existe aussi des juges professionnels (dayyānū). Des tablettes documentent la convocation de personnes par un détenteur de l'autorité juridique, qui découlent sur des procédures d'arbitrage ou bien des procès qui permettent d'entendre les parties en litige qui présentent les preuves sur lesquelles elles s'appuient : témoins, flagrant délit ; en l'absence de preuves « rationnelles » on s'en remet au serment par les dieux ou au jugement divin, l'ordalie fluviale. Les juges prononcent ensuite les sentences.
Bien des observateurs ont relevé le caractère brutal et impitoyable des peines prévus par les lois (un « musée juridique des horreurs »), même au regard des autres textes législatifs mésopotamiens, car elles portent très loin l'application du principe de la loi du talion et des peines infamantes ayant un lien symbolique avec la faute commise : les mutilations sont pratiquées, de même que la peine capitale, une prostituée portant un voile sera couverte de poix chaude sur sa tête (symbolisant le voile qu'elle n'aurait pas dû porter), l'épouse d'un homme coupable du viol d'une jeune fille pourra être livrée au stupre, un homme coupable de sodomie sera sodomisé à son tour et castré, etc. Cela reflèterait une conception de la justice qui pousse à l'extrême la volonté d'infliger un effet afflictif égal au tort commis,. Cela peut néanmoins être relativisé par le constat que la loi du talion et les peines dérivées sont cantonnées au domaine des atteintes corporelles et que les peines pécuniaires sont courantes. Les textes de la pratique tendent à confirmer cela, et également une adaptation des normes juridiques aux réalités provinciales.

### Ressources et service de la couronne
Comme évoqué précédemment le « palais » est l'institution majeure de l'économie médio-assyrienne. On désigne d'ailleurs couramment les économies de la période comme des « économies palatiales », parce qu'elles sont « intégrée(s) dans une société patrimoniale et hiérarchique et orientée(s) vers le financement d'une petite élite comprenant le souverain (roi ou chef) et sa maisonnée. ».
Il a été avancé par J.N. Postgate que le roi, donc le palais, dispose d'une propriété éminente sur les terres du royaume, y compris privées. Cela serait à la base du principe qui voudrait que le roi reçoive un service (notion rendue par le terme ilku), de type civil ou militaire, par chaque personne possédant une terre privée, qui se transmet avec sa possession, et si le détenteur d'une terre n'accomplit pas son service elle est reprise par le palais qui l'attribue à quelqu'un d'autre. Mais ce point reste débattu : il est possible qu'il ait existé des terres (communautaires ?) qui échappent à ces obligations. Quoi qu'il en soit du principe de base, le lien entre la terre et l'accomplissement du service s'est distendu à l'époque médio-assyrienne. Le service peut être accompli par un substitut, ou bien converti en monnaie. Le palais possède et contrôle directement de nombreuses terres, qu'il peut exploiter directement, comme l'attestent notamment les archives de Dur-Katlimmu, ou encore les allouer à des membres de l'administration en guise de rémunération (ou du moins d'une partie de leur rémunération) qui les exploitent de manière directe ou pas.

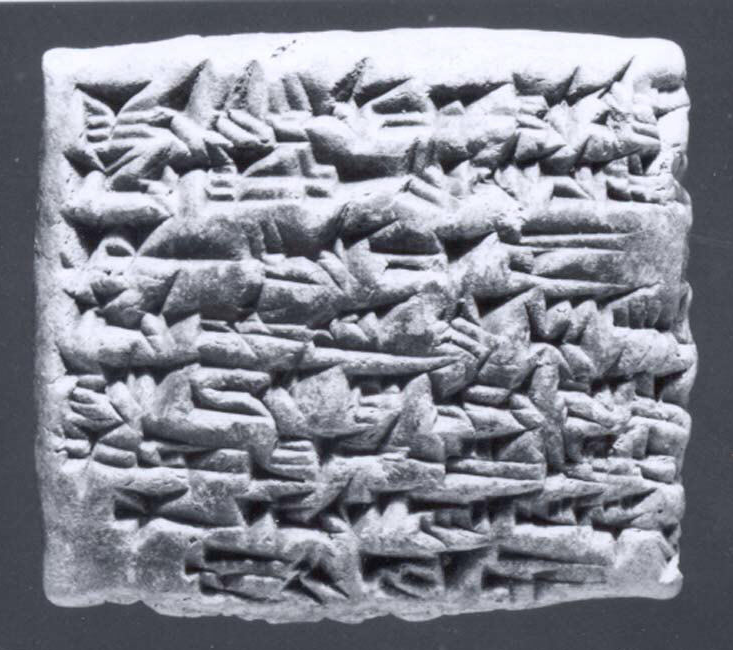
Document administratif de provenance inconnue (dans une province du nord-ouest ?) enregistrant des distributions de céréales à diverses personnes de passage. Metropolitan Museum.

L'administration économique du palais dépend de l'intendant (mašennu), dénommé « grand intendant » (mašennu rabi'u) à partir du XIIe siècle av. J.-C., assisté par des « scribes », qui sont plus exactement selon les mots de J.N. Postgate des sortes d'« administrateurs alphabétisés » (« literate administrators »). La logique patrimoniale qui préside à l'administration du royaume et de son économie n'a pas empêché le développement de certains aspects « bureaucratiques », avec des principes de fonctionnement administratifs plus formels. La production d'écrits de gestion des institutions gouvernementales de la période médio-assyrienne présente un ensemble relativement homogène dans ses caractéristiques externes comme internes (même type de documents, formulations identiques) : des memoranda enregistrant ponctuellement des transactions et mouvements de biens, des récapitulatifs de ces mouvements, des listes constituant des inventaires ou des recensements de personnel, dont des comptes périodiques (en principe tenus annuellement), des prescriptions pour des transactions en venir, ainsi que divers types de reçus (pour des dettes, des taxes, etc.) ; en revanche il n'y a pas de documents prévisionnels. Une partie de la documentation administrative a été perdue puisqu'elle était tenue sous forme de tablettes en bois couvertes de cire (lē'u), donc en matières périssables. Ce support est notamment employé pour les listes de personnes mobilisées par le palais et l'armée,.
Une des particularités de l'administration médio-assyrienne est le recours courant à des documents simples surnommés « notes de dettes » (debt-notes) car ils procurent un bien à une personne en échange d'une obligation (une « dette »), le document étant détruit lorsque celle-ci est accomplie et la dette éteinte (remboursée). Cette procédure relativement informelle (elle ne nécessite pas de témoin à la différence des contrats de prêt à proprement parler) se caractérise par sa versatilité, car elle peut être employée pour toutes sortes de transactions : les offrandes qu'une province doit verser au temple d'Assur, un prêt à partir de denrées du palais (notamment des céréales), des outils et/ou matériaux procurés à un artisan en échange de la fabrication d'un produit, etc. Pour la production artisanale existe une forme plus élaborée appelée iškaru dans laquelle le travail à accomplir par l'artisan en échange des produits reçus est détaillé,.
Le palais réclame un service civil (des corvées) ou militaire à ceux qui sont soumis aux obligations de l’ilku. Elles sont certes convertibles en monnaie, mais pour l'essentiel il n'y a pas de prélèvements de nature fiscale en dehors de la taxe pesant sur les entrées de marchandises dans le territoire (miksu), dont le prélèvement incombe à un fonctionnaire spécifique (mākisu),. Le pouvoir royal impose néanmoins d'autres obligations telles que les offrandes ginā'u mises à la charge des provinces au profit du temple d'Assur, ainsi que le tribut (maddattu) exigé des royaumes vassaux. Des présents d'audience (nāmurtu) sont également attestés par une archive d'Assur datée du XIIe siècle av. J.-C. : il s'agit de cadeaux, surtout des moutons, versés par des dignitaires et autres personnages importants du royaume qui souhaitent obtenir une audience auprès de celui qui a alors la charge de régent, le prince Ninurta-tukul-Assur,. Les prises de guerre, le butin et les captifs, sont une ressource non négligeable pour le palais ; la déportation de populations vaincues par milliers est mise en avant dans les inscriptions royales, tandis que les archives administratives indiquent la présence de nombreux travailleurs déportés sur les domaines palatiaux.

## Aspects sociaux et économiques

### Groupes et rapports sociaux

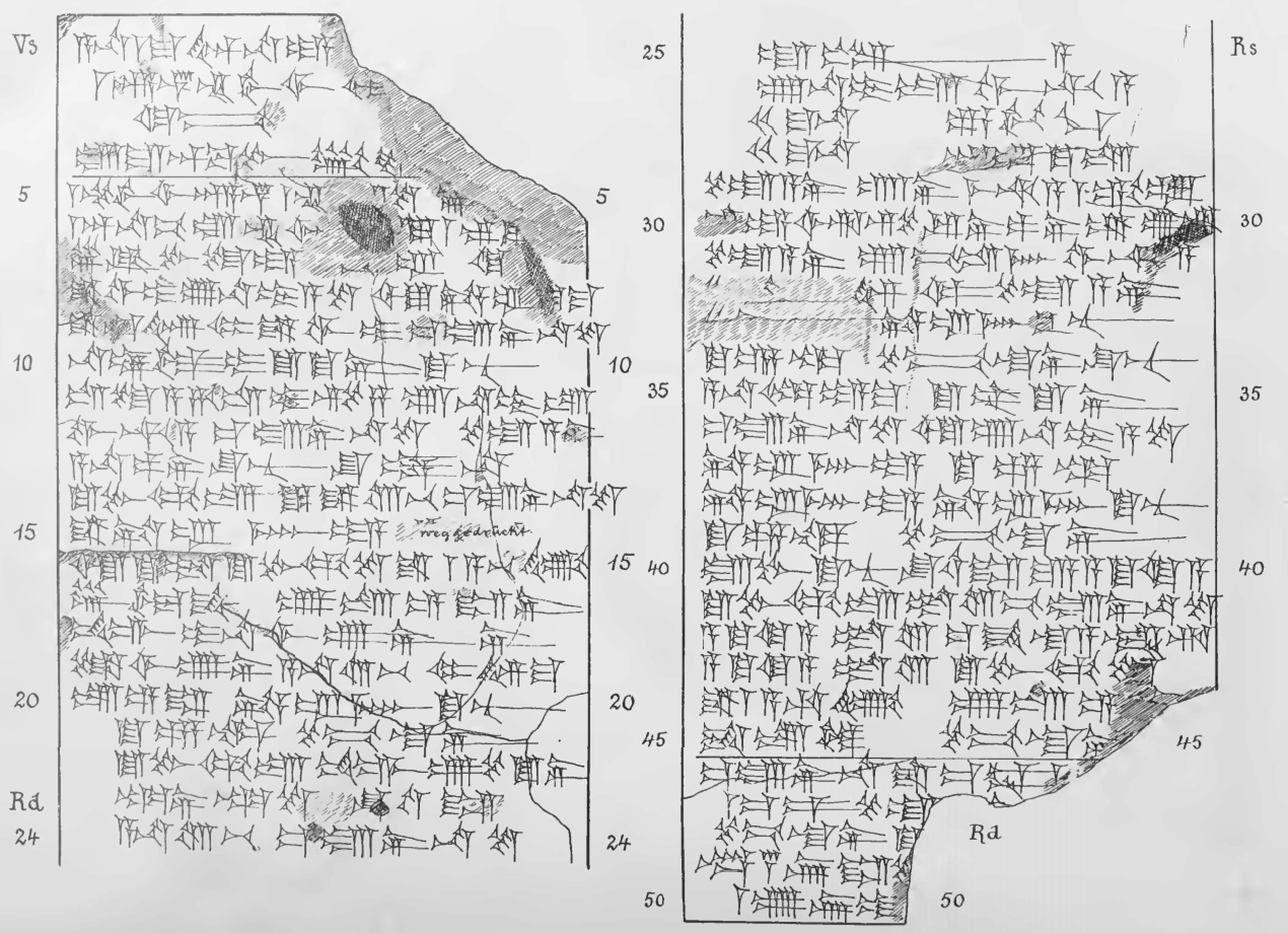
Copie d'une lettre des archives de Babu-aha-iddina à des subordonnés prescrivant des prélèvements divers dans les magasins de sa maison alors qu'il s'est absenté, avec différentes opérations de scellement visant à en assurer le suivi et le contrôle.
Extraits : Lettre de Babu-aha-iddina à des subordonnés prescrivant des prélèvements divers dans les magasins de sa maison alors qu'il s'est absenté, avec différentes opérations de scellement visant à en assurer le suivi et le contrôle.

La documentation médio-assyrienne est principalement de nature administrative donne surtout des informations sur les élites sociales, et le reste de la société est éclairé en fonction des intérêts de celle-ci (administratifs, juridiques, économiques). Le sommet de la société, après la famille royale, est constitué par les « maisons » des principaux serviteurs du roi. Comme évoqué précédemment ceux-ci détiennent les principales charges administratives, en tirent des revenus et une position sociale importante, et leurs archives combinent et mélangent aspects publics et privés. Elles disposent d'importants domaines fonciers, constitués notamment dans les zones conquises et obtenus en récompenses de leurs services tout en devant servir à renforcer la domination assyrienne dans les provinces (à l'exemple de Tell Sabi Abyad, possession des « grands vizirs »/« rois du Hanigalbat ») et entreprennent également divers types d'affaires, notamment du prêt.
L'archive de Babu-aha-idinna (plus de 80 tablettes et fragments du XIIIe siècle av. J.-C.), l'un des plus importants personnages de son temps (sans doute un « vizir » de Salmanazar Ier), mise au jour dans sa tombe à Assur (la « tombe n°45 »), est constituée de documents privés, juridiques et épistolaires. Elle offre une image vivante de la manière dont étaient gérées les affaires économiques d'une famille de l'élite assyrienne de l'époque, qui dans ce cas au moins sont très variées, puisque la maisonnée était active dans la production de textile, de cuir, d'objets en bois (dont des arcs et des chariots), en pierre, en métal, d'huile parfumée, de vin, de miel, et employait des marchands pour les écouler, y compris dans des régions lointaines (Canaan). Son organisation s'apparente à celle du palais royal en moins grand : il dispose d'entrepôts dans plusieurs localités, de représentants qui conduisent des opérations pour son compte et en son nom, relaient ses messages, supervisent ses serviteurs et ses magasins,.
Les archives de la famille d'Urad-Sheru'a documentent une pratique courante de la période, celle du « présent » (šulmānu), formalisé par un contrat, en fait une sorte de pot-de-vin légal en métal ou en nature (grain, animal, esclave) perçu par un notable ayant une position influente dans l'administration en échange d'un service rendu à une autre personne de rang inférieur, apparemment plutôt des provinciaux/ruraux qui ont besoin d'un appui dans la capitale pour une affaire précise.
Le reste des hommes libres (a’īlu) apparaît dans la documentation surtout quand ils se voient concéder des exploitations agricoles du palais pour accomplir des services pour son compte. Les Lois assyriennes distinguent une autre catégorie de population, les « Assyriens » (aššurāiu), qui semble renvoyer à une origine géographique ou à une ascendance assyrienne (Assur) plutôt qu'à un statut juridique,.

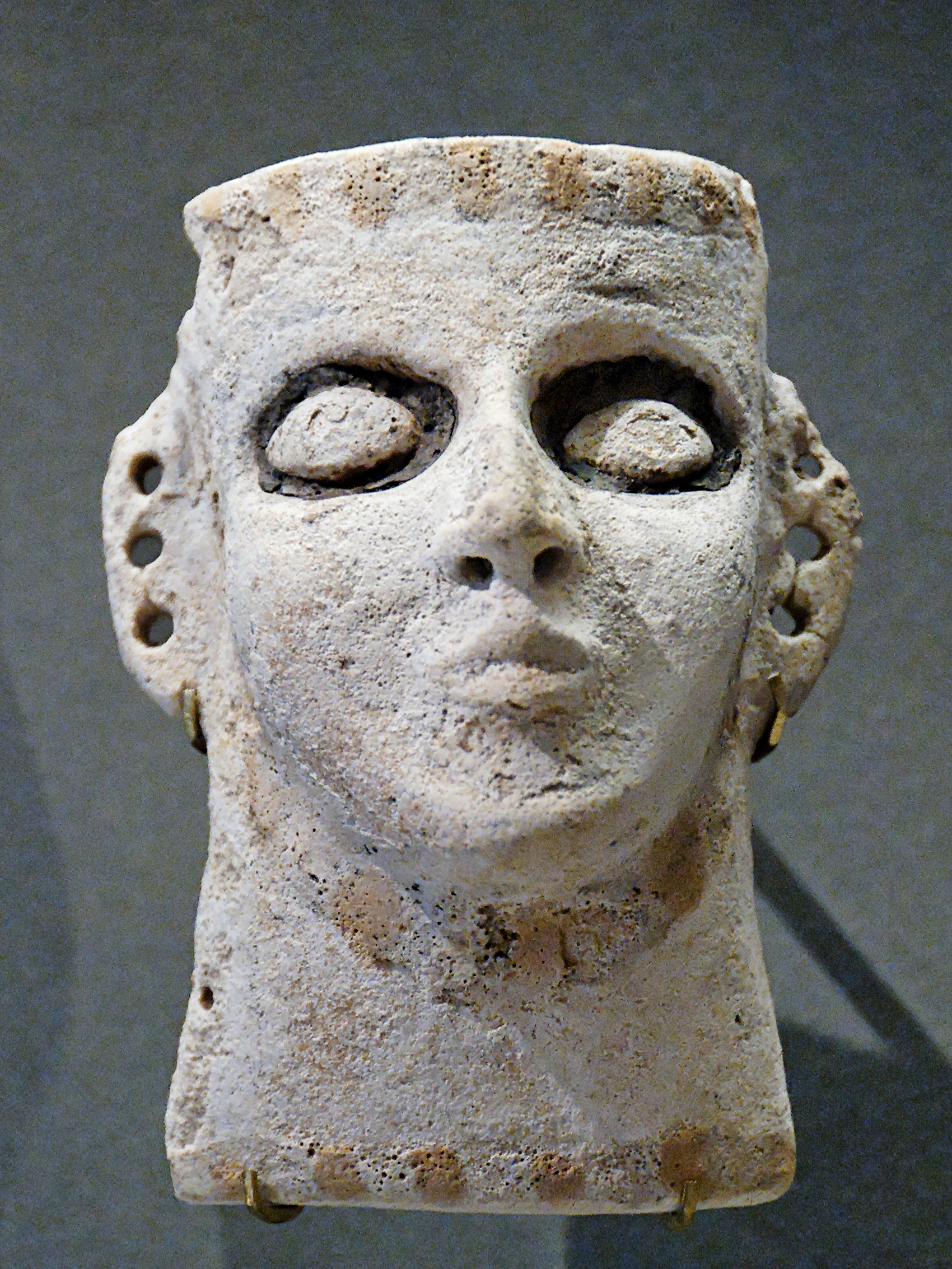
Masque-pendentif en fritte et bitume, en forme de visage féminin, découvert sur le sternum d'un squelette féminin de la nécropole médio-assyrienne de Mari. Musée du Louvre.

Une femme libre (sinniltu) est définie juridiquement en fonction des hommes, comme la « fille d'une homme libre » (mārat a’īle) ou comme l'« épouse d'un homme libre » (aššat a’īle). Elles sont sous la responsabilité d'un homme, qui est en général leur père ou leur époux. Celui-ci a toute autorité sur elles, il peut les punir dans la limite de ce que permet la loi (i.e. sans les mettre à mort) et les vendre pour payer ses dettes. De plus, la femme peut recevoir le châtiment pour un crime commis par son mari, en application de la loi du talion : elle est vue comme « une partie de lui-même et le coupable est châtié en elle comme il pourrait être châtié dans son propre corps par une mutilation » (G. Cardascia) ; ainsi l'épouse d'un homme coupable du viol d'une jeune fille pourra être contrainte à se prostituer pour le compte du père de la victime (A § 55). Elles ont néanmoins une capacité légale, surtout si leur père ou mari est absent, puisqu'elles apparaissent en tant que parties de divers types de contrats. D'une manière générale les dispositions législatives les concernant sont destinées à s'assurer qu'elles ne tombent pas dans l'isolement et le dénuement. Une veuve (almattu), non soumise à l'autorité d'un homme de sa famille, bénéficie sans doute de plus d'indépendance. Les Lois évoquent aussi une catégorie de prêtresses appelées qadiltu, qui peuvent se marier ou bien rester célibataires.
Viennent ensuite les catégories de personnes non-libres, donc des esclaves (masc. urdu, fém. amtu), ou des semi-libres, qui sont aussi qualifiés de « dépendants ». La perte de la condition de personne libre se fait souvent à la suite d'un endettement, notamment par la mise en gage (šapartu), auquel cas elle est temporaire et prend fin quand la dette est remboursée. L'autre raison pour laquelle des gens tombent en esclavage est la guerre, de nombreux esclaves étant des captifs déportés à la suite d'une guerre remportée par l'Assyrie et répartis entre les domaines agricoles du palais et des puissants. D'autres sont nés esclaves (umzarḫu). Il y a peu d'informations sur la condition d'esclave dans les textes juridiques ; on sait au moins qu'un esclave peut faire un contrat et se marier. Les textes de la pratique documentent surtout des catégories semi-libres de dépendants de domaines agricoles,,.
Les šiluḫlu sont une catégorie de dépendant ou semi-libre qui se retrouve dans un grand nombre de textes, avant tout sur les grands domaines agricoles, publics ou privés. Ils semblent constitués en bonne partie de prisonniers de guerres ; parmi les autres termes employés pour désigner des semi-libres ou non-libres font référence explicitement à ce statut, « butin » (šallutu) ou « déporté » (našḫūtu). Ils sont attachés à la terre qu'ils exploitent, qui est ensuite divisée entre leurs héritiers. Ils peuvent mettre fin à leur contrat en trouvant un substitut. Les textes évoquent aussi les « villageois » (ālaiū), apparemment une catégorie de dépendants libres mais passés au service du palais ou d'un puissant après avoir perdu leurs propres terres, qui entretiennent avec le propriétaire de leur exploitation une relation de type client/patron. Ce statut se transmet lui aussi aux héritiers, et peut être terminé en trouvant un substitut, et peut-être aussi contre une compensation financière,,.
Parmi les femmes de condition basse, les Lois assyriennes s'arrêtent sur le cas des prostituées (ḫarimtu), pour leur interdire de porter le voile, réservé aux femmes mariées, donc de condition respectable (les femmes esclaves ne peuvent pas se voiler non plus). Elles disposent néanmoins de protections en cas d'avortement causé par des violences.
Les déportations de population à la suite de conflits et de mise en servitude de personnes ont comme bien souvent dans les sociétés antiques contribué à donner à la société médio-assyrienne un aspect pluri-ethnique, certes déjà présent auparavant, notamment en raison de la coexistence de populations parlant assyrien et d'autres parlant hourrite. Les campagnes militaires ont amené d'autres populations parlant le hourrite, ainsi que des gens des pays du nord (Naïri, Uruartri), d'Élam (attestés notamment dans des textes de Tell Chuera) et de Babylonie, ces derniers étant notamment employés dans l'administration. D'autres sont employés dans l'armée, comme des gens issus des groupes de nomades Soutéens. Vers la fin de la période la poussée des groupes Araméens amène un nouveau bouleversement ethnique et social,.

### La famille
Les textes administratifs, notamment les listes de personnel libre ou servile du palais, indiquent que les familles de l'époque médio-assyrienne sont en général de petite taille. Elles sont définies en fonction du maître de maison, en général un homme adulte (il peut aussi s'agir d'une femme veuve). Dans les textes juridiques, les individus sont généralement identifiés par le nom de leur père (« untel fils de untel »), ce qui renvoie au caractère patriarcal de la famille, plus exceptionnellement par leur profession ou leur origine géographique ou ethnique.
Le foyer est formé par le mariage d'un homme et d'une femme, en principe arrangé et négocié entre leurs pères respectifs, qui est plus vu comme l'union de deux familles que celle de deux individus. Il est essentiellement connu par les dispositions de la tablette A des Lois assyriennes. Le mariage fait l'objet d'un contrat, il est conclu par un serment solennel du marié, qui met ensuite le voile sur la tête de son épouse, qui symbolise dès lors son statut d'épouse d'un homme libre. D'autres rites et un banquet marquent la cérémonie. La cohabitation des deux n'est pas nécessaire à la validité de l'union. Un don nuptial (ou « prix de la mariée » ; notion rendue par les termes terḫatu, biblu et zubullu) est donné par l'époux au père de la mariée. L'époux peut recevoir un présent de son beau-père, mais cela n'est pas obligatoire,. Selon les Lois, seul le marié peut demander le divorce, sauf s'il s'agit d'une union imposée parce qu'il avait violé la femme ; mais deux contrats de mariage de la période prévoient un droit égal au divorce aux deux époux. Le mariage peut aussi être dissous si l'époux s'est absenté du foyer pendant plus de cinq années sans assurer à son épouse de quoi subvenir à ses nécessités. Une veuve se remarie avec son beau-frère s'il y en a et que celui-ci le souhaite, sans prendre en considération son avis à elle ou celui de son père (lévirat), ou bien elle passe sous l'autorité de ses fils ou beaux-fils ; si ces situations ne sont pas possibles, elle est déclarée indépendante de toute autorité masculine (statut d’almattu),. La polygamie est possible, même si elle est ne constitue pas la norme. Les Lois envisagent la situation de la bigamie : dans ce cas on distingue entre une épouse principale (pānītu) et une épouse secondaire (urkittu) ; elles évoquent aussi des concubines (esirtu).
Les dispositions juridiques concernant les enfants prévoient différentes dispositions sur l'entretien des veuves par les enfants, la filiation d'enfants nés alors que le père est durablement absent du foyer, l'adoption et l'héritage. Elles confortent l'autorité paternelle : un père peut mettre en gage ou vendre ses enfants pour éponger ses dettes ou faire face à une situation de famille qui le met dans l'impossibilité de les nourrir. L'adoption semble être une stratégie surtout employée pour assurer un héritier à un foyer sans enfants et une personne qui surviendra aux besoins d'un couple quand il sera âgé. L'héritage va en priorité aux fils légitimes (avec apparemment une part double pour l'aîné), puis aux fils illégitimes, et enfin aux frères. Des testaments peuvent être rédigés pour préparer la succession, certains prévoyant une part d'héritage pour des filles,.

### Culture matérielle
Peu d'espaces résidentiels de la période médio-assyrienne ont été fouillés à Assur. Les quelques maisons identifiées couvraient entre 70 et 240 m2, et sont majoritairement du type à pièce centrale (Mittelsaalhaus). Elles comprennent selon les cas plus ou moins de pièces, une cour, une pièce de réception allongée, une pièce de vie et un caveau souterrain. Une de leurs spécificités est la présence courante de salles d'eau et de toilettes, qui semblent dénoter un souci d'hygiène et de propreté qui se perd à l'époque néo-assyrienne. Dans les sites syriens de la période il n'y a pas vraiment de plan-type ni de nombre fixe de pièces. La standardisation n'est généralement pas de mise pour l'habitat domestique. Les seules résidences de l'élite mises au jour proviennent de Tell Sabi Abyad et de Tell Fekheriye. La première est au centre d'un établissement fortifié de forme carrée. Elle mesure 25 × 20 mètres et s'organise autour d'une pièce allongée donnant sur des suites (équipées de salles d'eau) disposées sur ses deux bords longs, tandis qu'une de ses extrémités courtes conduit à une salle transversale allongée. Des suites résidentielles similaires ont été identifiées dans la grande résidence du second site.
Plusieurs recherches se sont intéressées aux liens entre la céramique médio-assyrienne et les structures politiques et sociales. La céramique fine caractéristique de la période, qui poursuit en partie la céramique de Nuzi caractéristique du Mittani, comprend des coupes de forme bulbeuse ou à bords droit et des gobelets dont la base se termine par un bouton, à décor peint de bandes horizontales noires ou rouges et de motifs floraux. L'emploi des matières vitreuses pour la vaisselle se développe durant l'âge du bronze récent, surtout la « faïence » (ou fritte) mais aussi la glaçure, ainsi que celui celui du verre opaque (par la méthode du façonnage autour d'un noyau) attesté par des vases d'Assur.

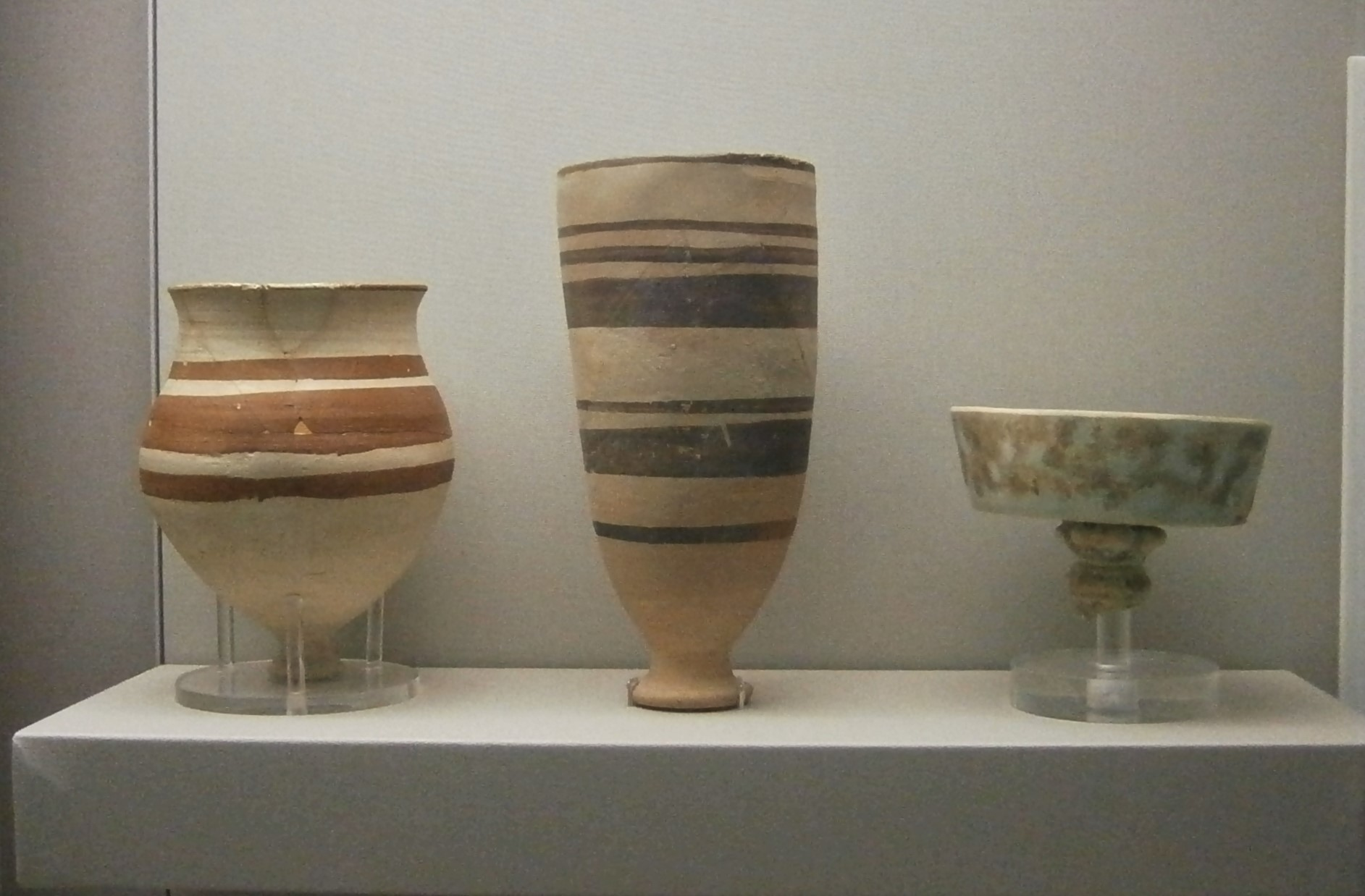
Coupes à boire de luxe de Mésopotamie du nord de l'âge du bronze récent, en céramique et faïence, provenant d'Assur, de Tell Brak et de Tell Rimah. British Museum.
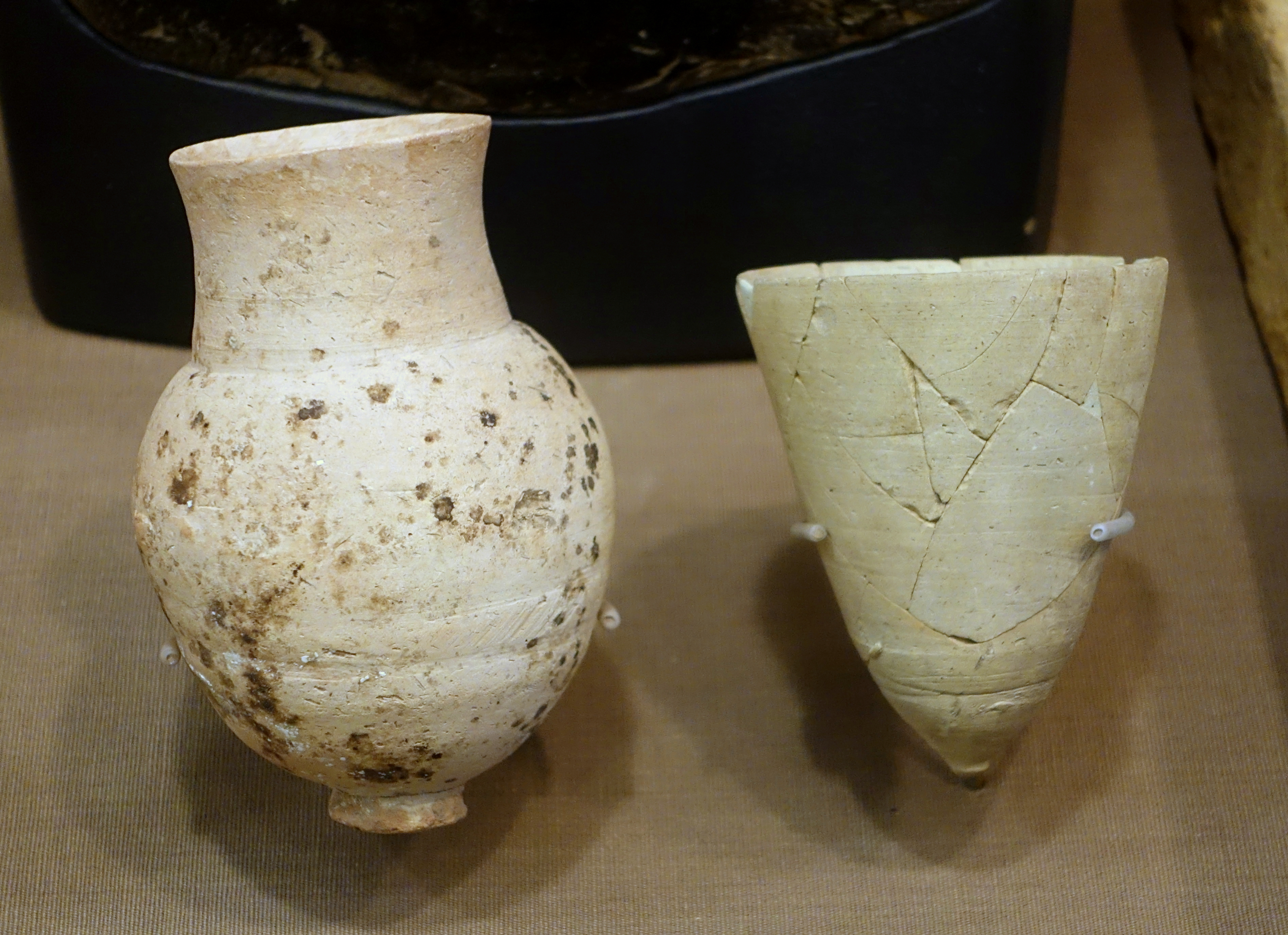
Poteries fines médio-assyriennes. Musée de l'Institut oriental de Chicago.

Il a été proposé que la production de céramique soit alors dominée par des ateliers étatiques produisant des types de vases standardisés, reflétant le caractère centralisé du royaume médio-assyrien et les pratiques alimentaires et festives de l'élite, contrastant avec le caractère plus diversifié et décentralisé du répertoire de la période mittanienne. Néanmoins une analyse poussée de la documentation de Tell Sabi Abyad ne confirmerait pas une telle homogénéité, même s'il y a une certaine uniformité : les vases produits varient en volume, les céramistes semblent s'adapter à la demande et modifier leur production régulièrement ; il semblerait aussi qu'ils ne soient pas attachés en permanence à des ateliers mais exercent leur métier de façon itinérante ; et les types « assyriens » de céramiques ont coexisté avec des productions locales issues de traditions propres, ainsi que des importations levantines pour la vaisselle de cuisine.
Le matériel funéraire donne également un aperçu de la culture matérielle médio-assyrienne, en particulier celle de son élite. La sépulture la plus remarquable de la période est la Tombe 45 d'Assur (XIVe – XIIIe siècle av. J.-C.), une chambre voutée retrouvée inviolée, qui est peut-être la dernière demeure du haut dignitaire Babu-aha-iddina (mais comprend les restes de plusieurs défunts, sans doute membres d'une même famille), parce que c'est là qu'ont été retrouvées les tablettes documentant ses activités. Le matériel funéraire comprend surtout des céramiques, mais aussi une vingtaine de jarre en albâtre, des objets en ivoire (peignes, épingles, pyxides), un sceau-cylindre en lapis-lazuli et des bijoux faits d'or et de pierres semi-précieuses. Plusieurs de ces objets (en particuliers ceux en ivoire) relèvent du « style international » prisé par les élites des royaumes de l'âge du bronze récent, mêlant notamment des influences levantines, égyptiennes et égéennes, qui s'entremêlent avec les éléments locaux pour contribuer à former un style reflétant l'émergence de la puissance assyrienne,. Les sépultures de Tell Sabi Abyad, dont certaines sont à crémation (ce qui n'est pas la pratique habituelle des Assyriens et plaide donc pour une origine non-assyrienne des défunts), ont également livré des objets raffinés caractéristiques du Bronze récent : scarabées en faïence, pendentifs en or et en pierres semi-précieuses, certains en forme d'animaux, boucles d'oreille, bagues, bracelets et anneaux de cheville en or et en fer, perles de collier en pierres semi-précieuses, faïence et or, etc. et peut-être une peau de lion. On trouve là aussi des objets de type levantin et égyptien. La nécropole médio-assyrienne de Mari, située aux marges du royaume, a livré d'autres objets témoignant de la présence de personnes aisées : bagues en coquilles, perles et pyxides en fritte/faïence, bols à décors glaçurés. Quelques sépultures ont également fourni des objets en fer, notamment des armes (pointes de flèches, lames de couteau et de hache, épée), indiquant un début de diffusion de ce métal. Cela semble confirmé par une lettre de Dur-Katlimmu écrite par un forgeron maîtrisant le travail de ce métal pour faire un alliage, sollicité par le grand vizir pour réaliser des pointes de flèches.

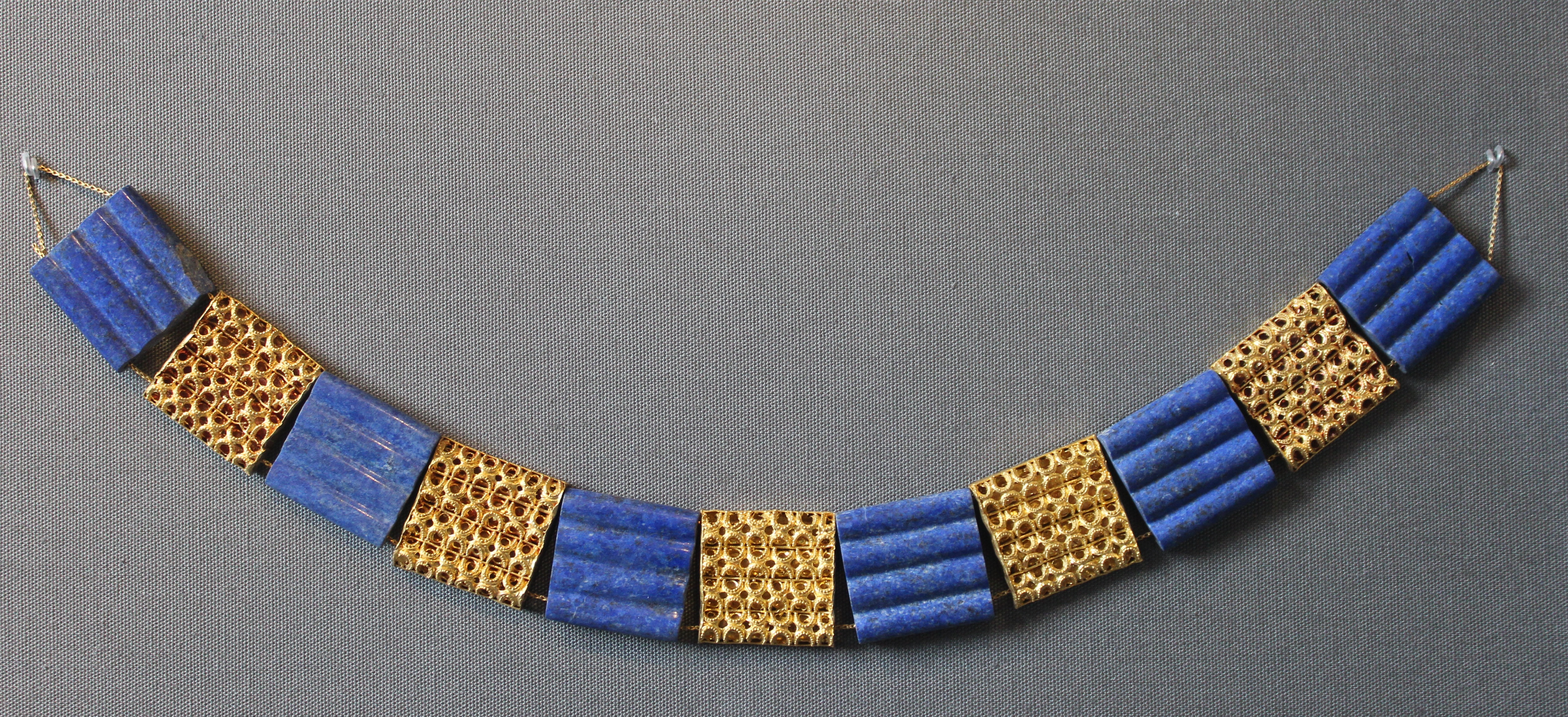
Collier en or et lapis-lazuli, Tombe 45 d'Assur. Pergamon Museum.
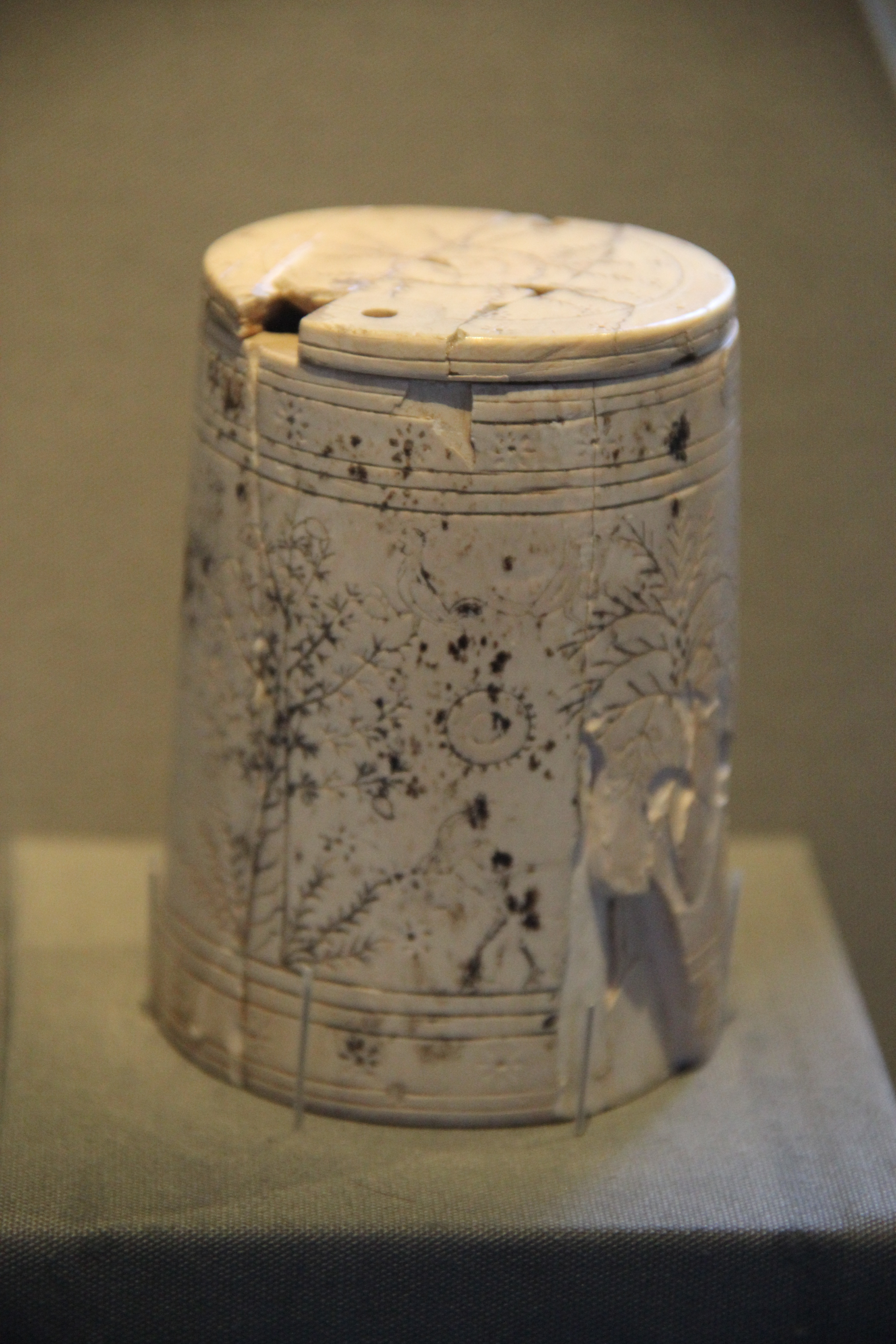
Pyxide en ivoire à décor animalier et floral, Tombe 45 d'Assur. Pergamon Museum.
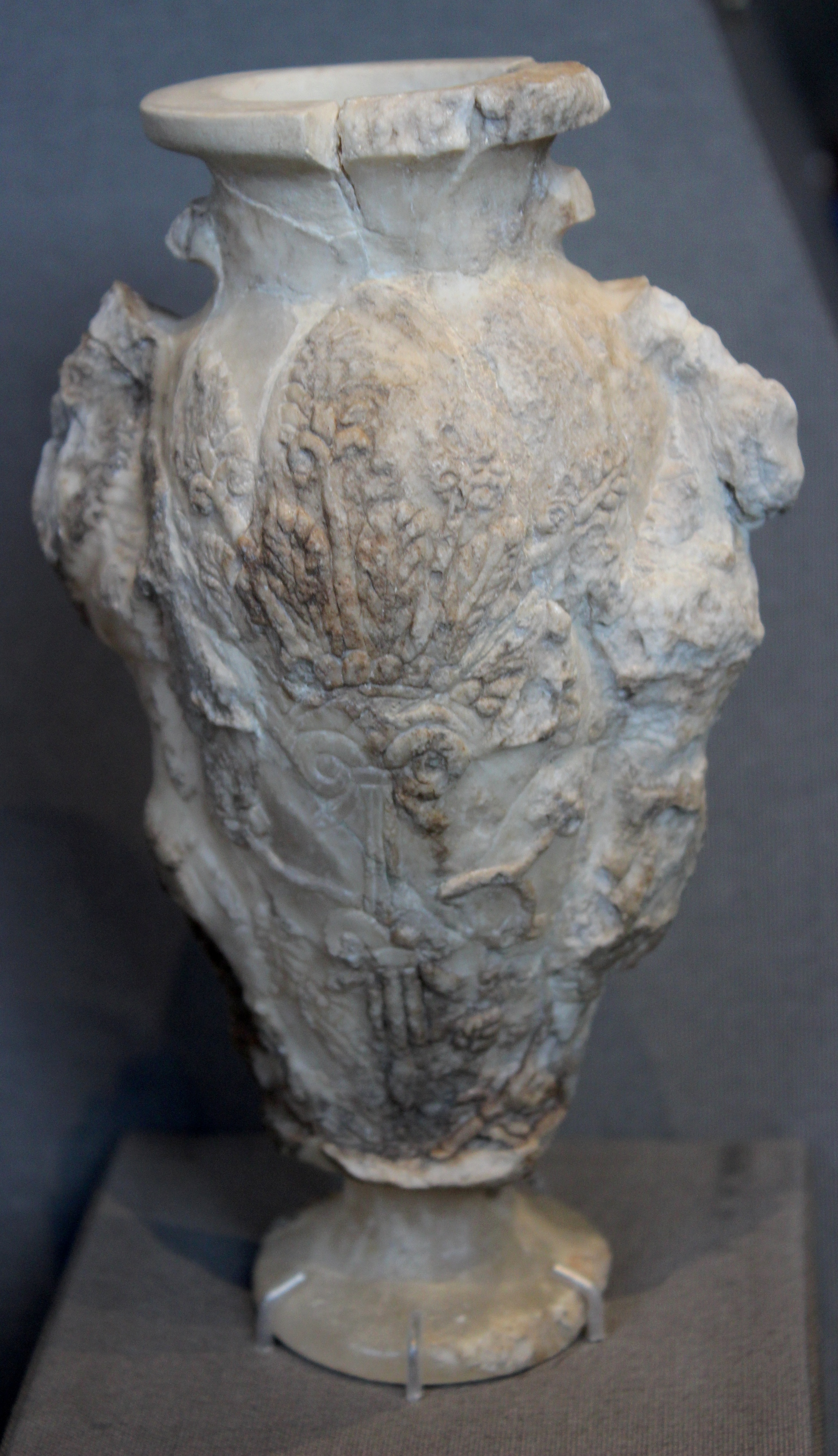
Vase en albâtre à deux anses et décor floral, Tombe 45 d'Assur. Pergamon Museum.
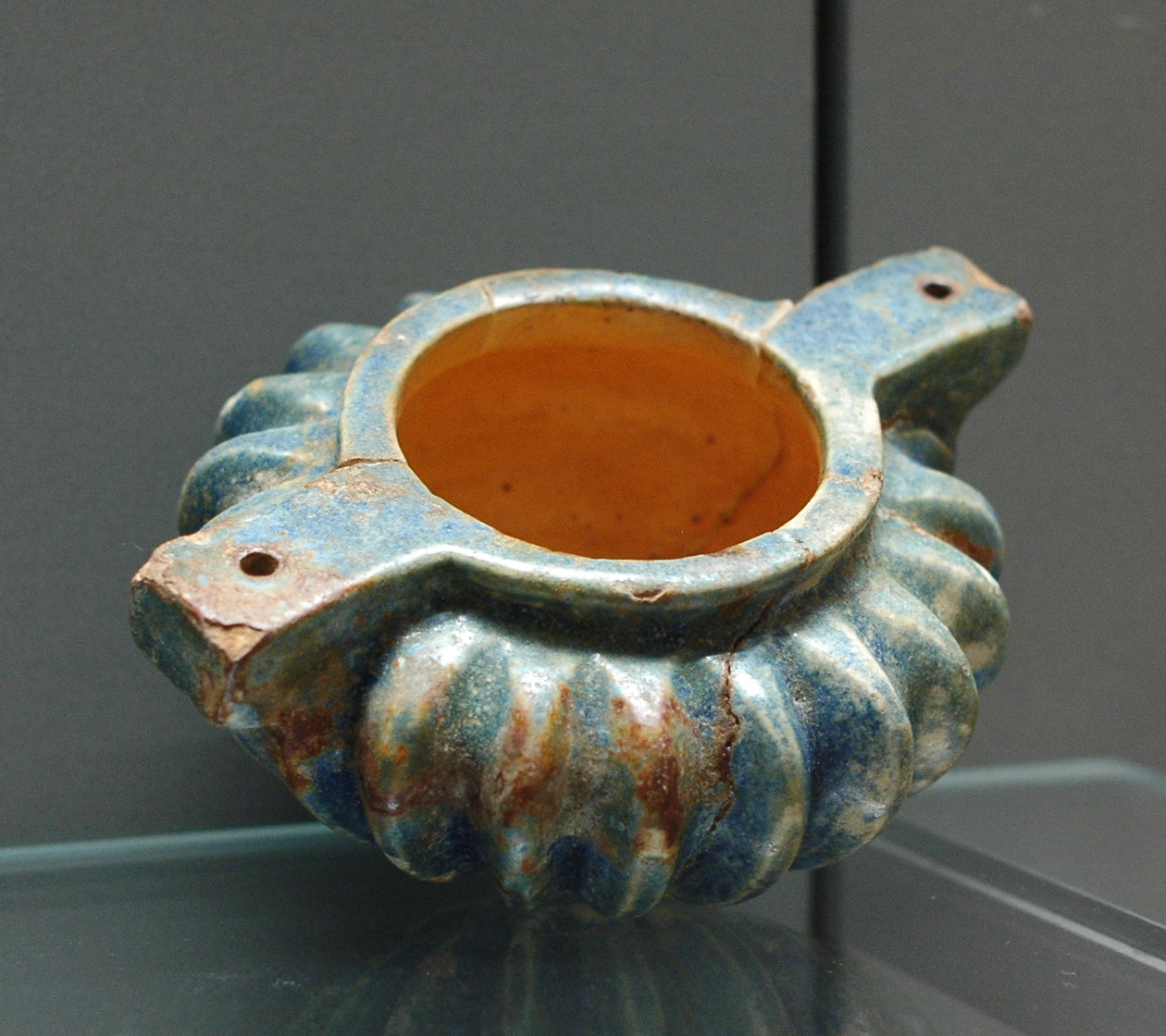
Pyxide en fritte à décor en relief de pétales, nécropole médio-assyrienne de Mari. Musée du Louvre.
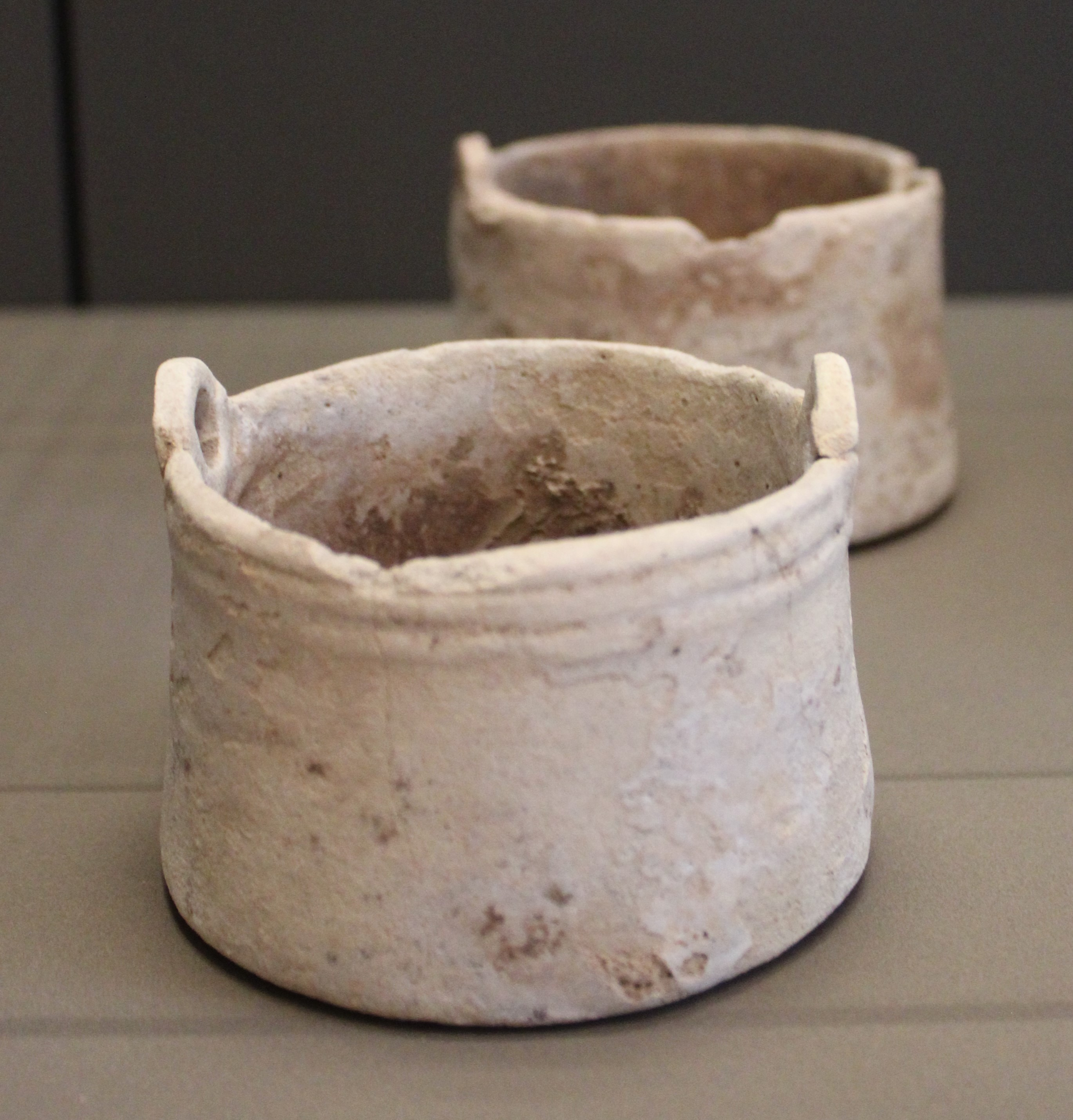
Deux vases-baquets cylindriques en fritte, nécropole médio-assyrienne de Mari. Musée du Louvre.
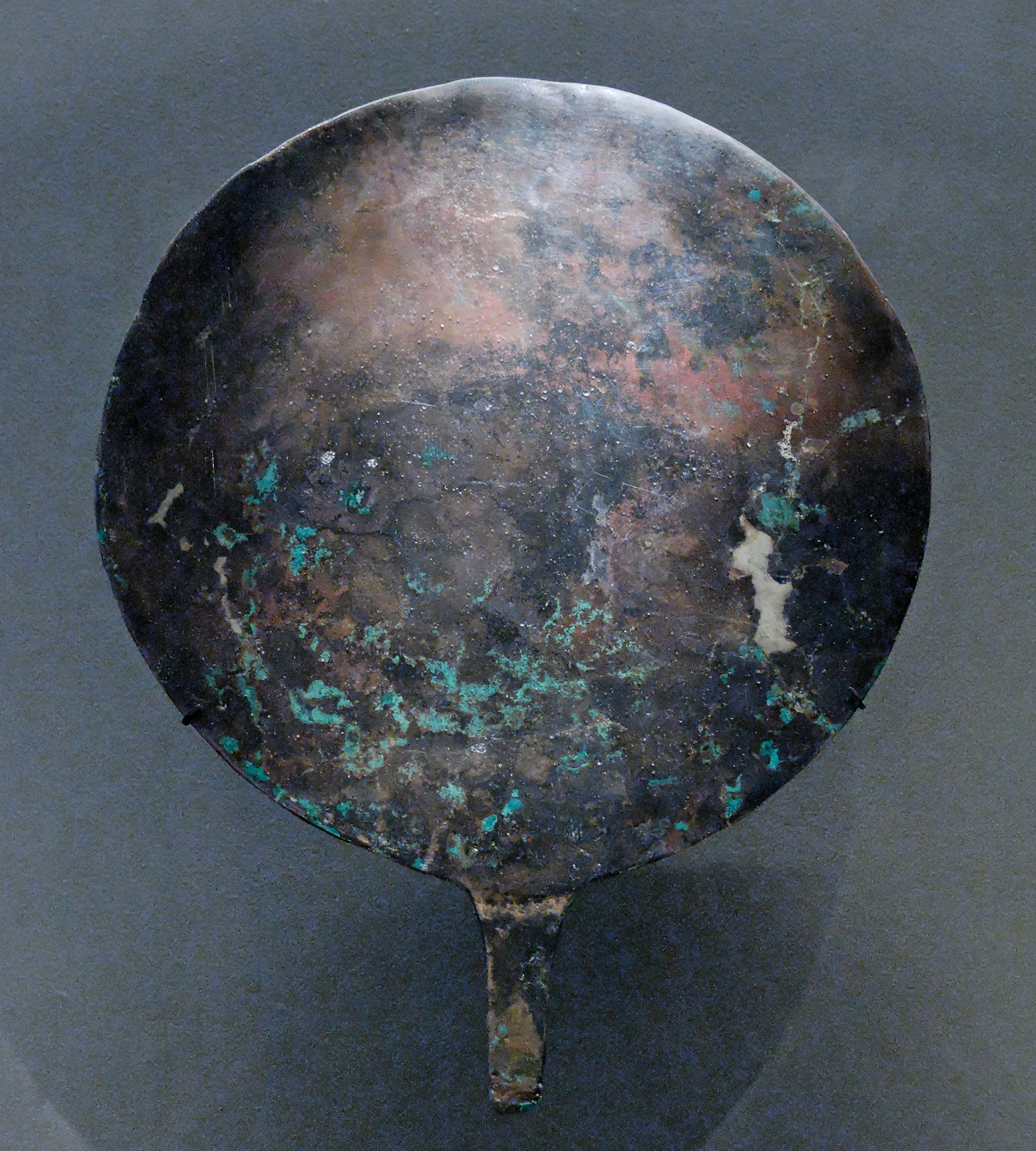
Miroir circulaire en bronze, nécropole médio-assyrienne de Mari. Musée du Louvre.

### Les campagnes et les activités agricoles
Plusieurs archives de l'époque médio-assyrienne fournissent des informations sur l'agriculture. La Haute Mésopotamie est une région dont la majeure partie bénéficie de suffisamment de pluies pour pouvoir pratiquer une agriculture sans irrigation (« sèche »), mais la frange sud/sud-ouest est plus soumise à l'aridité et aux variations de climat d'une année sur l'autre, certaines régions nécessitant probablement un apport artificiel d'eau pour que l'agriculture s'y développe et y subsiste, ou du moins un système mixte combinant agriculture sèche et irriguée (notamment autour de Dur-Katlimmu). De plus le climat semble plus sec durant la période médio-assyrienne que par le passé, ce qui a pu affecter les rendements céréaliers, qui semblent plutôt bas à cette période ; ils sont estimés en fonction des grains semés/récoltés (les incertitudes sur les valeurs des unités de mesure de l'époque empêche de faire des estimations des rendements en quantité récoltée/surface cultivée) : autour de 1/3 ou 1/3,5 en moyenne, avec d'importantes variations selon les champs et les années puisque les bonnes récoltes peuvent atteindre 1/6 voire 1/9 mais un bon nombre ne dépasse pas les 1/1 et que des situations déficitaires s'observent à plusieurs reprises. Dans l'ensemble, l'agriculture médio-assyrienne semble peu efficiente, avec des structures agraires fragiles en raison de la grande irrégularité des rendements d'une année sur l'autre qui rendent les investissements (notamment dans l'irrigation) peu efficaces.
Les aspects sociaux et juridiques de l'agriculture sont documentés par plusieurs lots de tablettes cunéiformes. Une archive d'Assur (identifiée Ass.14446 ; 143 tablettes) documente les activités privées de diverses personnes des bonnes familles d'Assur au début de la période médio-assyrienne (XIVe siècle av. J.-C.). Elles documentent la mise en exploitation des campagnes situées à l'ouest de la ville (au sud du Djebel Sinjar) au moment de l'expansion du royaume et de son enrichissement. Les élites urbaines font des prêts (surtout du plomb, qui sert alors couramment de moyen de paiement) à des familles de paysans, qui mettent en gage leurs terres (antichrèse). Elles procèdent également à des achats de terre, qui documentent sur les pratiques juridiques de l'époque (qui peuvent être mises en parallèle avec les Lois assyriennes) : les ventes doivent être précédées d'une proclamation publique pour éviter les contestations ultérieures, les parcelles cédées sont mesurées avec les unités de mesure officielles, et le transfert de propriété se conclut par la rédaction d'un contrat de vente définitif (appelée « tablette forte/validée », ṭuppu dannutu) qui est validé par les autorités publiques,. Ces actes pourraient documenter la perte de la propriété de terres par des communautés villageoises appauvries et endettées au profit de l'élite d'Assur enrichie par l'expansion du royaume, qui se constitue des domaines dans les provinces conquises par le biais de mises en gage et de ventes.
Les archives médio-assyriennes documentent plusieurs situations d'exploitations de domaines par le palais. Celles provenant de Kar-Tukulti-Ninurta montrent que la fondation de la ville a donné lieu à la mise en valeur des campagnes environnantes, où des serviteurs du roi ont supervisé le découpage de champs, qui sont ensuite attribués à des hauts personnages de l’État, en tant que terre de service ou bien en fermage (qui donne lieu à un contrat). À Dur-Katlimmu les exploitations agricoles du palais sont découpées en domaines de taille équivalente confiés à des « chefs des fermiers » (rab ekkārātte) qui supervisent le travail de dépendants semi-libres rémunérés par des rations. Elles sont principalement consacrées à la culture de l'orge, mais on y trouve aussi du blé, du sésame, et des épices poussent dans des jardins. Les denrées agricoles sont stockées dans des silos du palais sous la supervision des scribes royaux et employés pour rémunérer les travailleurs, nourrir le cheptel, semer les prochaines récoltes, ou mis de côté. Les spécialistes discutent quant à savoir si un système de canaux identifié dans cette région a été creusé à l'époque médio-assyrienne ; si c'est le cas, cela voudrait dire que la refondation de Dur-Katlimmu s'est accompagnée d'un ambitieux programme de mise en valeur de son arrière-pays.
Les archives de Dur-Katlimmu documentent aussi l'administration du cheptel du palais, qui fait l'objet de listes où ils sont regroupés par troupeaux divisés en trois catégories (moutons et chèvres, bovins, ânes), et sont confiés à des responsables appelés « bergers »/« pasteurs » (rā'iu et nāqidu). Lorsqu'un animal meurt, sa peau est apportée pour justifier son décès auprès des scribes du palais, et aussi pour être utilisée par des artisans. Les naissances sont également suivies par les administrateurs. La petite archive d'Atmannu (Tell Ali) documente les activités de responsables de troupeaux comprenant des centaines de moutons et de chèvres pour le compte du palais, dont la laine et les poils servent à approvisionner des ateliers textiles où travaillent des esclaves femmes, qui fabriquent des vêtements pour les dépendants du palais (sans doute employés aux travaux des champs).
Le domaine rural le mieux documenté de la période est celui de Tell Sabi Abyad dans la vallée du Khabur. Ce site du XIIIe siècle av. J.-C. consiste en un établissement fortifié de base carrée mesurant 60 mètres de côté, où ont été mises au jour, en plus d'une grande quantité d'objets du quotidien, plus de 300 tablettes indiquant qu'il s'agissait d'un centre d'exploitation agricole (dunnu) appartenant à la famille des « grands vizirs »/« rois du Hanigalbat », gérée pour leur compte par un intendant qui dirige un important personnel organisé de façon hiérarchique, comprenant comme dans les domaines palatiaux des chefs des fermiers et des pasteurs. Le domaine aurait employé environ 900 personnes, dont une large part de dépendants déportés (šiluḫlu), réparties sur sept autres sites et un domaine exploité excédant la trentaine de kilomètres carrés. Ils produisent essentiellement des céréales, cultivés sur des champs irrigués, mais une production potagère est également attestée par les tablettes (cresson, sésame, des légumes secs, des oignons, des épices, etc.). Le domaine possède aussi d'importants troupeaux et des ateliers. Des établissements similaires devaient avoir été implantés dans la vallée lors de la prise de contrôle assyrienne. Un système similaire a été identifié dans la haute vallée du Tigre, par une petite archive datée du second quart du XIe siècle av. J.-C. provenant du site de Giricano, également un centre d'exploitation agricole (apparemment non fortifié) exploitant un domaine qui a pu couvrir 900 hectares.

## Arts visuels
La forme d'art la plus documentée en quantité pour l'époque médio-assyrienne est, comme pour les autres périodes de l'histoire mésopotamienne, la glyptique. Elle est connue par des trouvailles de sceaux-cylindres de la période, et surtout leurs empreintes sur des tablettes d'argile. Plusieurs phases peuvent être distinguées.
- Les sceaux du XIVe siècle av. J.-C., surtout identifiés sur les tablettes de l'archive Ass. 14446, restent proches des styles mittaniens, avec des compositions libres agençant des créatures mythologiques, des arbres stylisés, des motifs guillochés, des disques solaires ailés, et divers symboles abstraits. Les deux sceaux royaux connus pour la période témoignent néanmoins d'évolutions par la représentation de moins de figures que dans le style mittanien élaboré, mettant surtout en avant des créatures hybrides ailées occupant toute la hauteur de la composition[220].
- Le sceaux du XIIIe siècle av. J.-C., qui ont pu être qualifiés de « style mature », sont répartis en deux groupes : des scènes de combat d'animaux réels ou imaginaires, elles-mêmes subdivisées en trois sous-périodes (correspondant aux trois règnes principaux du siècle), ce groupe incluant aussi quelques scènes animales pacifiques ; des scènes rituelles, moins nombreuses, représentant un ou deux humain(s) face à une divinité, en lien avec un autel ou une table[219],[221].
- La glyptique médio-assyrienne tardive, qui couvre les dernières décennies du XIIe siècle av. J.-C. et les premières du XIe siècle av. J.-C., représente des scènes de combat, de chasse, de vie animale et de rituel, mais également des arbres flanqués de deux personnages, notamment des créatures ailées à tête d'oiseau ; certains sceaux de cette époque montrent une volonté de représenter un paysage identifiable par la présence de monuments spécifiques (temples ou palais)[222],[223].

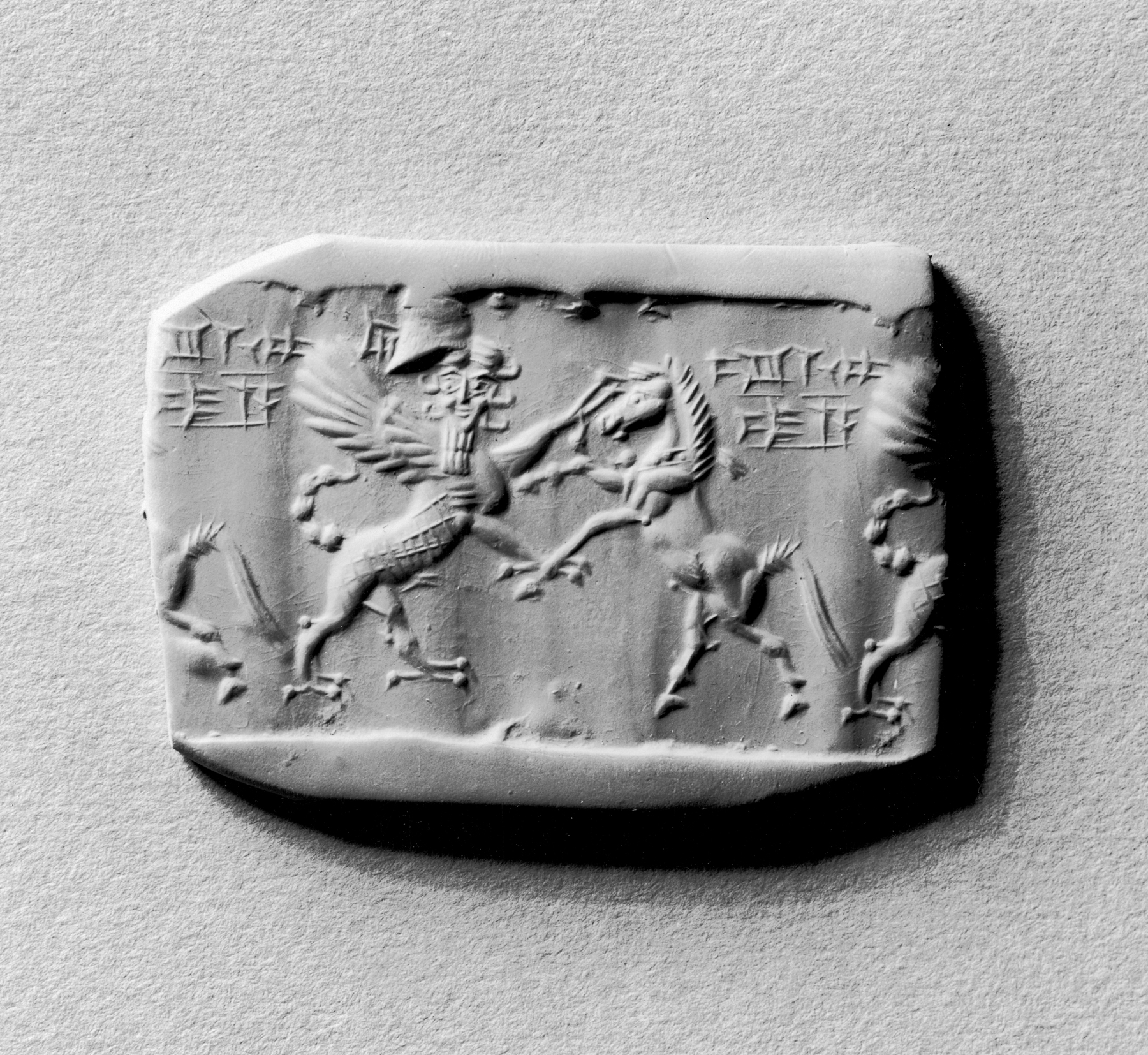
Impression moderne de sceau-cylindre représentant un griffon androcéphale attaquant un cheval. XIIIe siècle av. J.-C. Walters Art Museum.
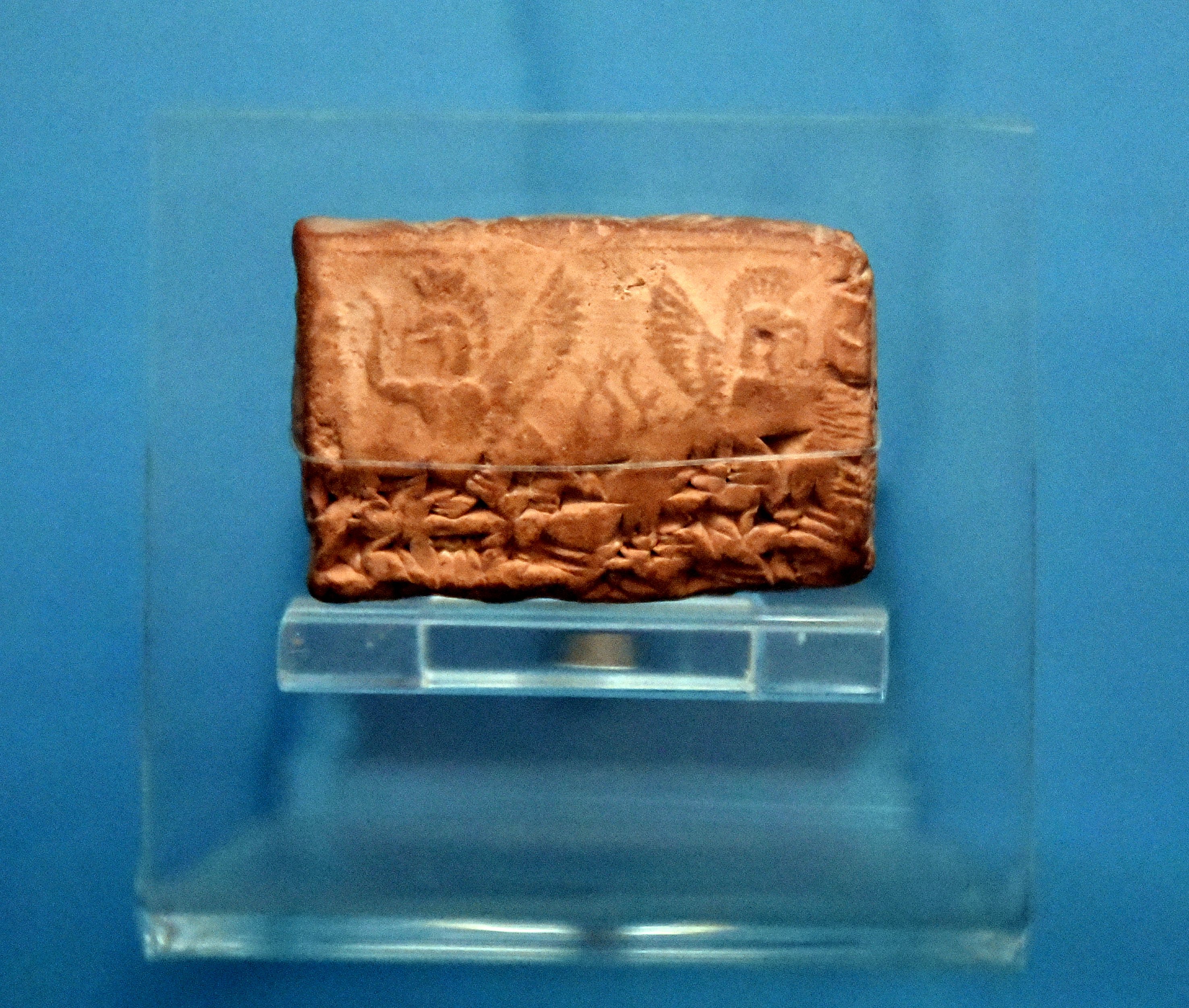
Tablette administrative de l'archive de Mutta, v. 1133 av. J.-C. avec impression de sceau-cylindre de style tardif représentant des créatures ailées à têtes d'oiseau. Musée archéologique d'Istanbul.
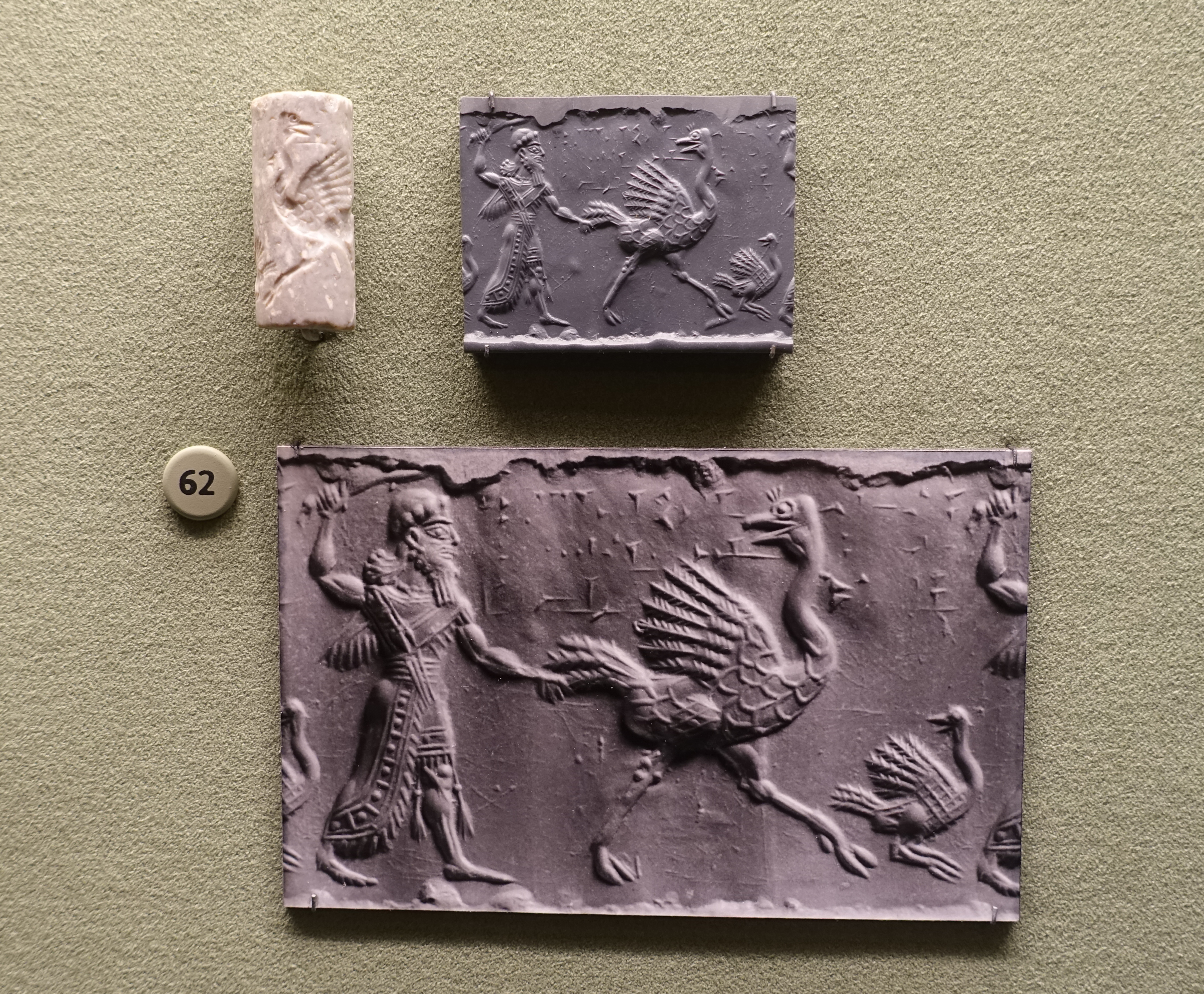
Sceau-cylindre de style tardif avec impression moderne : héros chassant une autruche. Morgan Library and Museum

La sculpture sur pierre royale de la période est surtout connue par des piédestaux ornés de bas-reliefs mis au jour dans le temple d'Ishtar d'Assur. Un d'entre eux est dédié par le roi Tukulti-Ninurta Ier au dieu Nusku ; le roi y est représenté deux fois, debout et à genoux, une masse à la main, en posture d'adoration devant un autel supportant un symbole divin. Un autre représente trois personnages, deux sur le côté tenant des étendards symbolisant une divinité et au milieu un personnage qui semble être le roi Tukulti-Ninurta, car il est représenté de la même manière que sur le précédent. Ces reliefs illustrent la naissance d'un art assyrien, et une plus grande mise à distance entre les humains et les divinités, qui sont représentées par des symboles et pas sous forme humaine,.

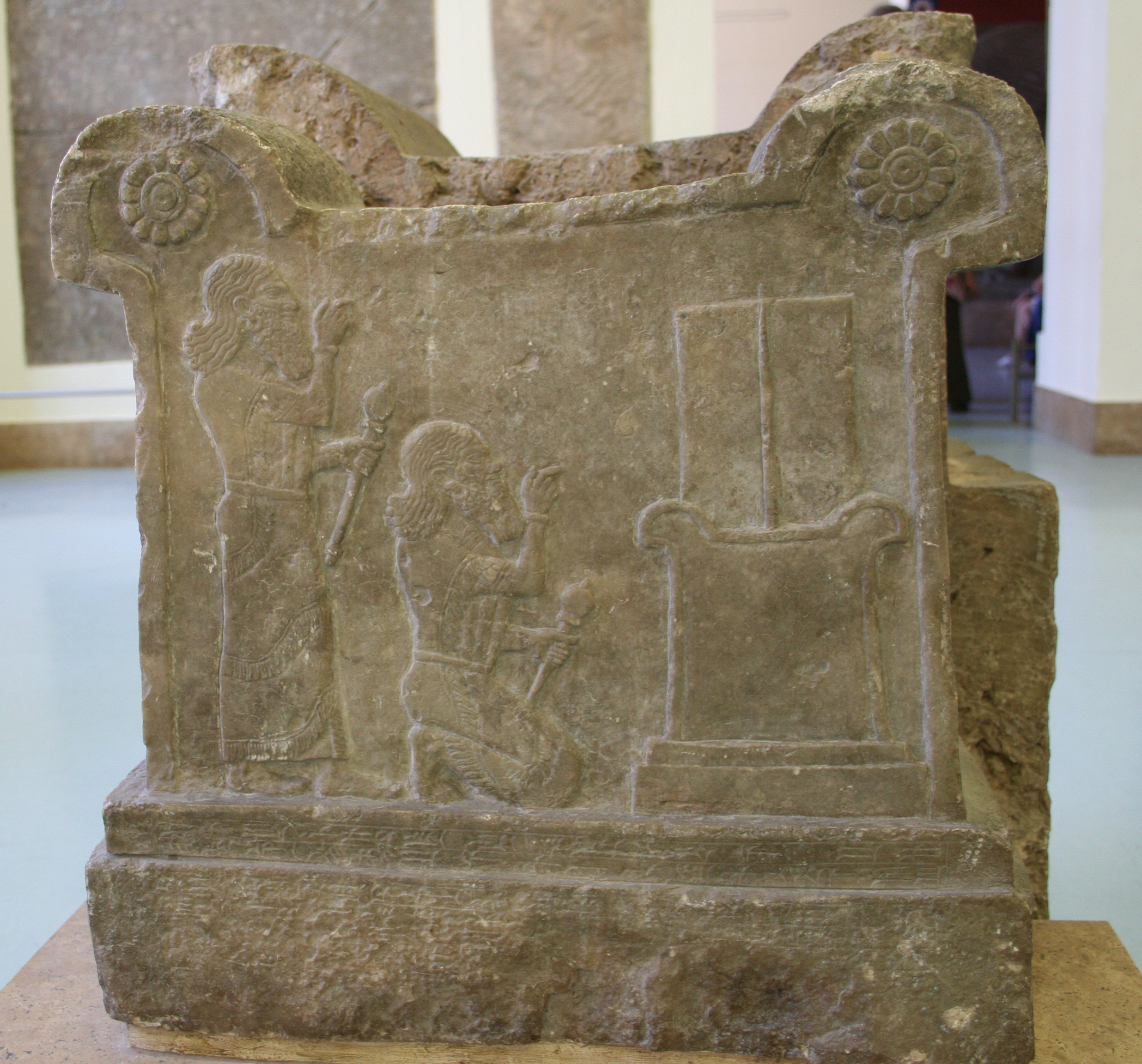
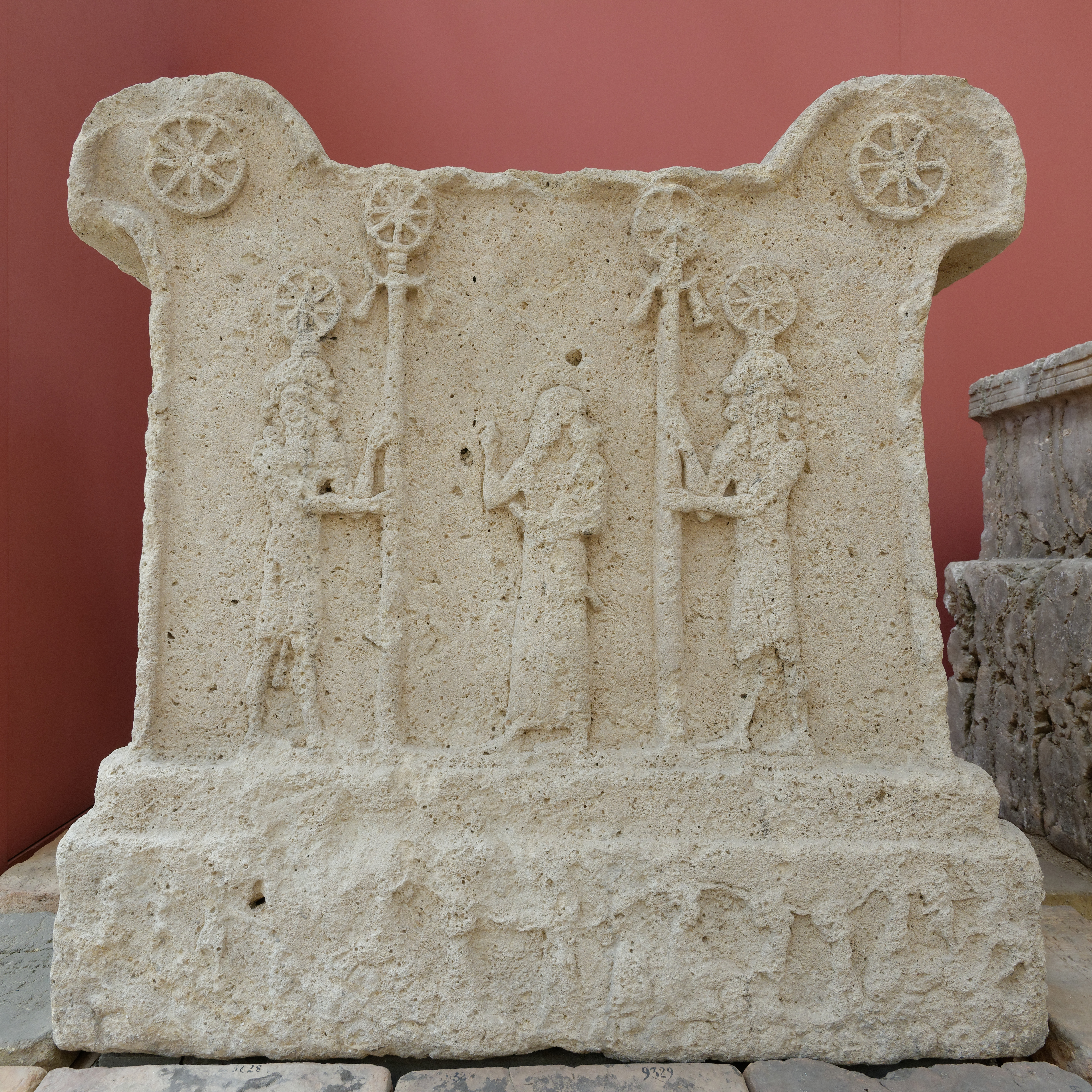

La fin de la période est marquée par l'apparition d'obélisques sculptées, avec l'obélisque brisé, datable du règne d'Assur-bel-kala, provenant de Ninive, qui doit son nom au fait que seule sa partie supérieure a été retrouvée. Elle représente un roi, une masse à la main, recevant l'hommage de vaincus, sous des symboles divins. L'« obélisque blanc » retrouvé en état quasi complet mais assez érodé, représentant différentes scènes de guerres, de chasses et de rituels, pourrait dater du règne d'Assurnasirpal Ier, donc de la toute fin de l'époque médio-assyrienne ; mais il pourrait s'agir du second roi du même nom, ce qui daterait l’œuvre du début de l'époque néo-assyrienne,.
Une autre sculpture attribuée à la période tardive, inscrite au nom d'Assur-bel-kala, représente une femme nue, dans un état très fragmentaire puisque la tête, les pieds et les avant-bras ont disparu, a été mise au jour dans le temple d'Ishtar de Ninive. Une interprétation alternative fait de la statue une œuvre plus ancienne provenant de Babylonie, inscrite longtemps après sa réalisation,. En tout cas le texte qui l'accompagne indique qu'elle fait partie d'une série de statues placées dans divers endroits du royaume « pour le plaisir », donc avec une finalité érotique. Le temple d'Ishtar d'Assur a quant à lui livré dans ses niveaux attribués au règne de Tukulti-Ninurta Ier des petits éléments d'incrustation en plomb, représentant pour plusieurs des sujets en lien avec la sexualité (femmes nues, scène d'accouplement). Des figurines en faïence représentant des vulves et des pénis ont également été mises au jour dans cet édifice. Cela a manifestement un rapport avec le rôle de la déesse en tant que patronne de l'amour physique, et pourrait être une indication de la pratique d'une prostitution sacrée sur place, qui reste à démontrer,.

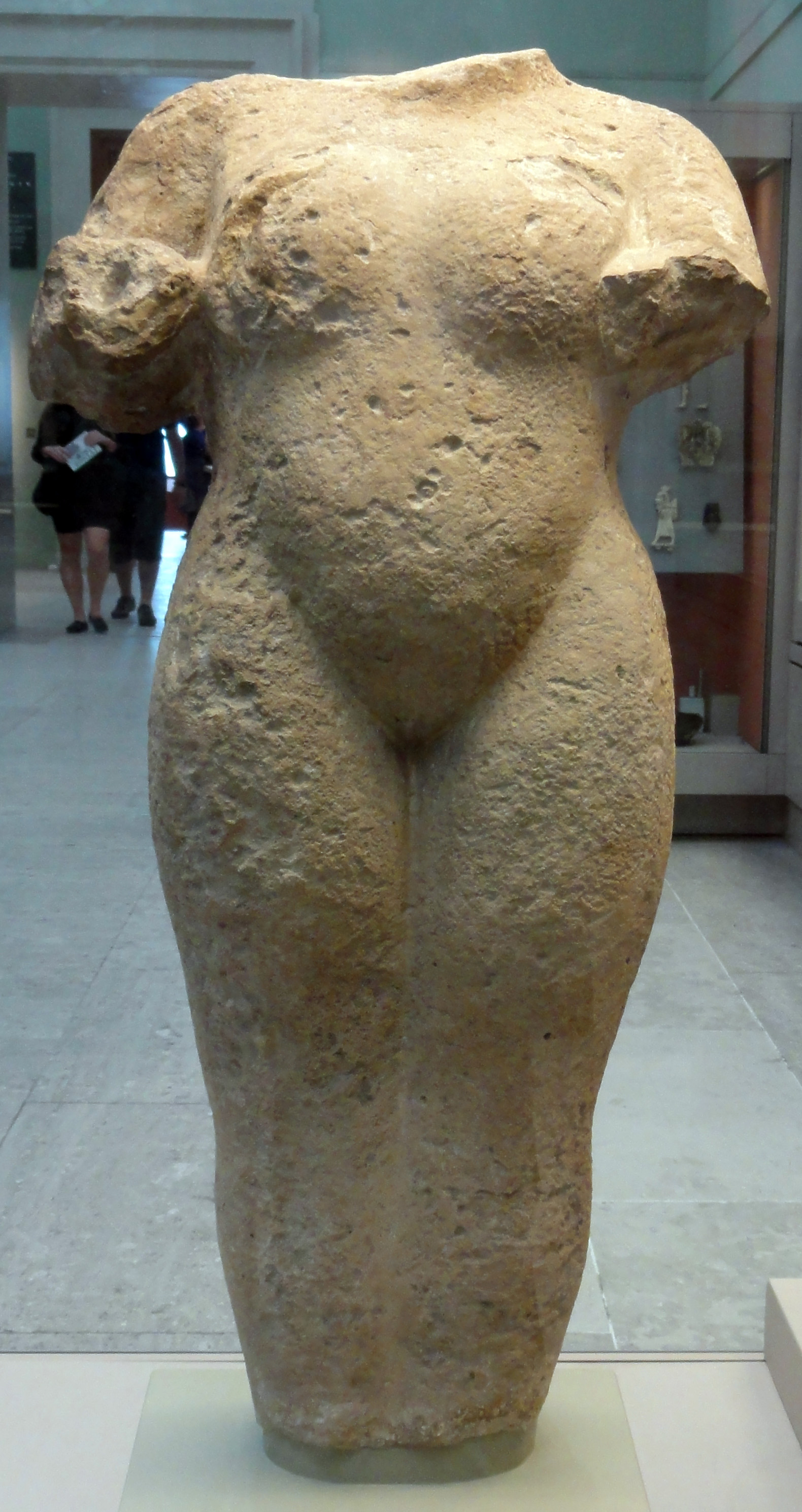
Statue fragmentaire de femme nue, mise au jour dans le temple d'Ishtar de Ninive, avec dédicace d'Assur-bel-kala (1073-1056 av. J.-C.). British Museum.

Le palais et le grand temple de Kar-Tukulti-Ninurta ont livré des fragments de fresques peintes. Ceux de la terrasse palatiale sont les plus élaborés : ils représentent des palmettes, rosettes, arbres stylisés ainsi que diverses figures (génies ailés, animaux), bordés de motifs géométriques et floraux, peints en rouge, noir, bleu et blanc. Ils présentent des similitudes avec des peintures d'époque mittanienne retrouvées à Nuzi, mais ils rappellent surtout la glyptique contemporaine, tout en intégrant des motifs étrangers (le lotus égyptien),.

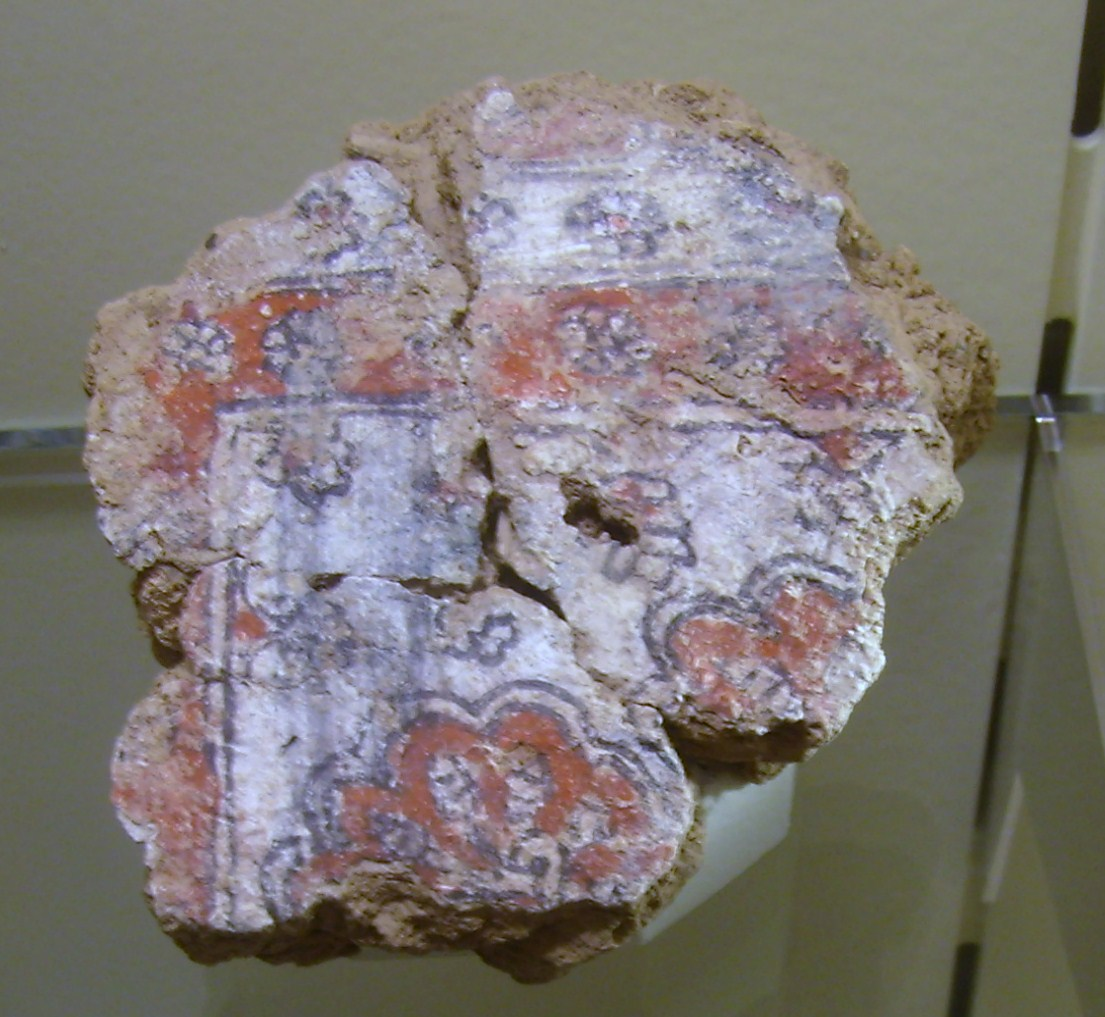
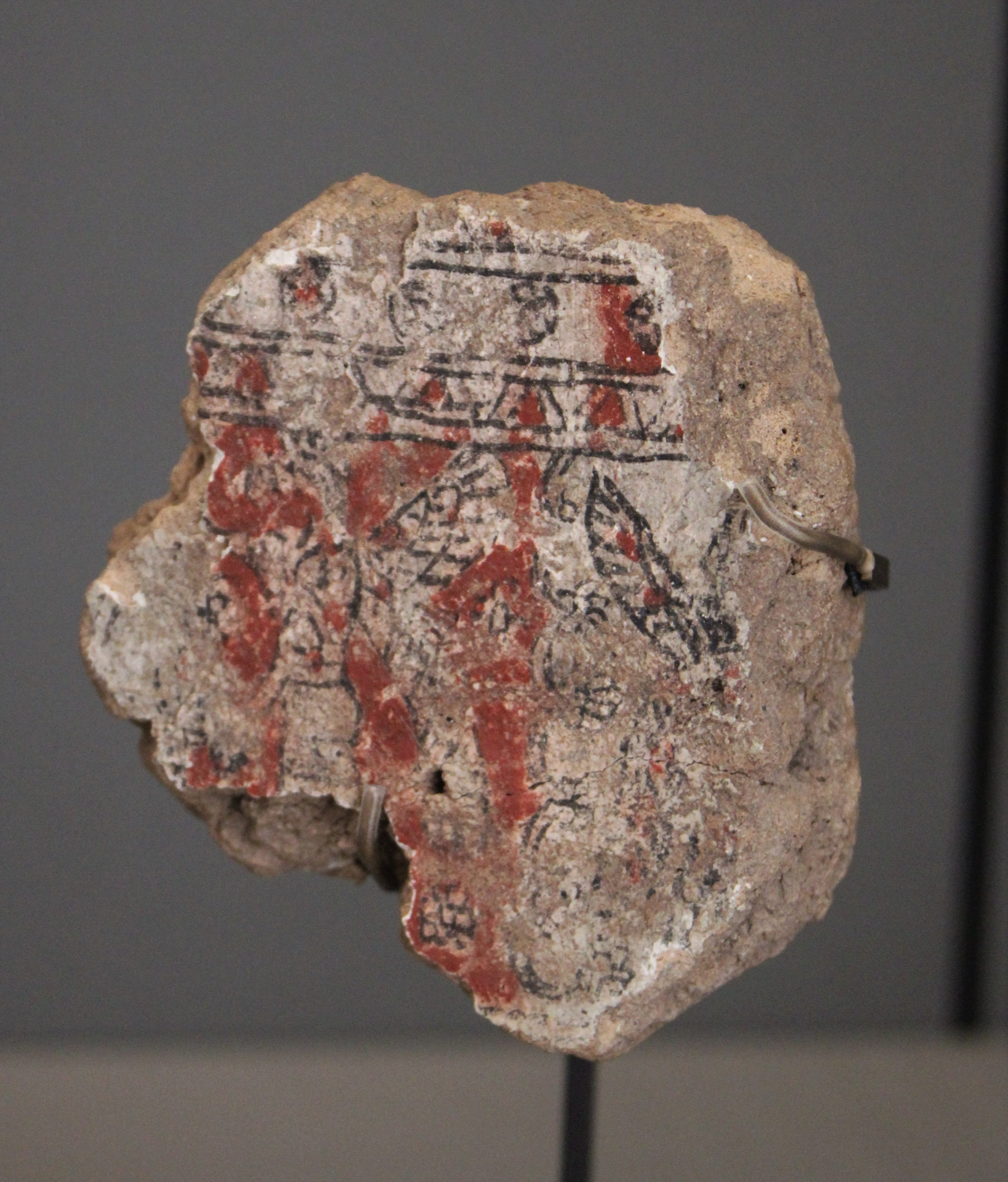

Des fragments d'incrustations en ivoire ont été retrouvés à Assur dans les ruines du Palais neuf, du XIIIe siècle av. J.-C. ou avant. Ils représentent des frises rappelant la glyptique contemporaine d'Assyrie mais aussi de Babylonie : taureaux ailés, divinités aux eaux jaillissantes, arbres et palmettes, bordures de bandes et de rosettes,.

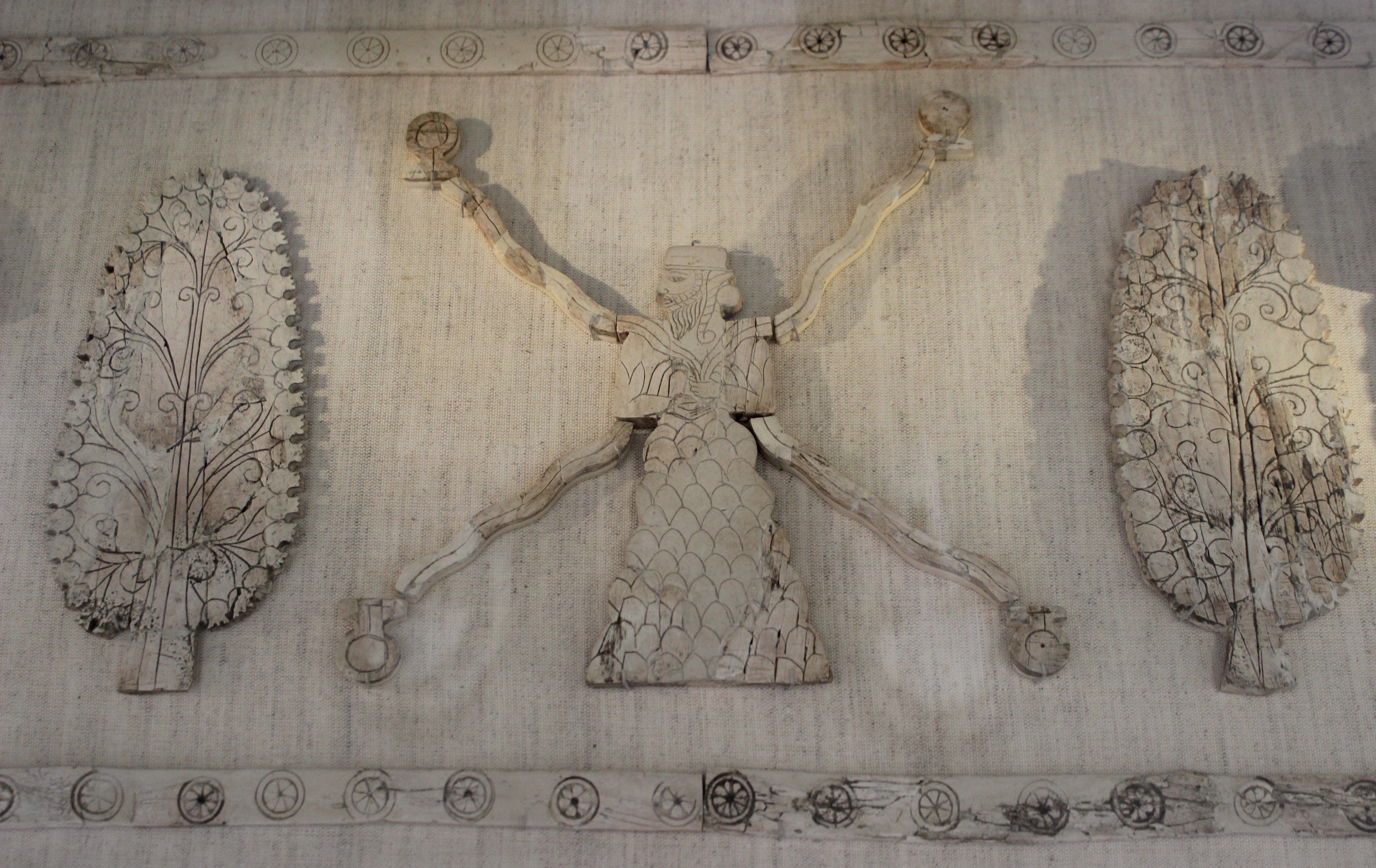
Fragments de frise en ivoire, représentant un dieu de la montagne dispersant les flots, entouré d'arbres. Pergamon Museum.

## Les continuités entre les époques médio- et néo-assyriennes

L'empire assyrien à l'époque de la reconquête néo-assyrienne (934-830 av. J.-C.) : en foncé, les territoires restés dans la mouvance assyrienne depuis la fin de l'époque médio-assyrienne ; en clair, les territoires incorporés à l'empire à la fin de la période.

La reprise assyrienne s'amorce à partir de 934 sous le règne d'Assur-dan II, qui ouvre une phase de reconquête des territoires dominés par les rois médio-assyriens motivée en partie par la mémoire de cette période, puis l'Assyrie se mue progressivement en empire hégémonique. Après avoir longtemps tourné le dos à l'époque médio-assyrienne pour privilégier la suivante, les progrès des études sur la première ont incité à mettre en avant les continuités entre les deux. Plusieurs éléments ont été relevés : 
- l'idéologie de la royauté et de la conquête reste fondamentalement similaire, même si les rois néo-assyriens deviennent progressivement des figures plus centrales et imposantes que leurs prédécesseurs ;
- l'empire néo-assyrien repose sur un cœur, le « triangle assyrien » entre Assur, Ninive et Arbèles, qui s'est structuré à l'époque médio-assyrienne ;
- l'organisation provinciale fonctionne sur des structures similaires, souvent autour des mêmes villes et axes de communication, les offrandes régulières des provinces au temple d'Assur se poursuivent jusqu'à la fin de l'empire ;
- les pratiques de fondation d'une nouvelle capitale, de mise en valeur de terres agricoles, de déportations de populations sont communes aux deux périodes[234],[235].

Du reste plusieurs des aspects caractéristiques et de l'idéologie et des pratiques politiques et militaires néo-assyriennes semblent s'affirmer dans la dernière phase de l'époque médio-assyrienne, au moins dès le règne de Tiglath-Phalazar Ier,.

## Liste des rois médio-assyriens
La datation est donnée av. J.-C. et approximative pour la première partie de la période.
- Eriba-Adad Ier, v. 1380–1354
- Assur-uballit Ier, v. 1353–1318
- Enlil-nerari, v. 1317–1308
- Arik-den-ili, v. 1307–1296
- Adad-nerari Ier, v. 1295-1264
- Salmanazar Ier, v. 1263-1234
- Tukulti-Ninurta Ier, v. 1233-1197
- Assur-nadin-apli, v. 1196-1196
- Assur-nerari III, v. 1192–1187
- Enlil-kudurri-usur, v. 1186–1182
- Ninurta-apil-Ekur, v. 1181–1169
- Assur-dan Ier ca. 1168–1133
- Ninurta‐tukulti‐Assur (en), v. 1133?
- Mutakkil-Nusku (en) (?), v. 1133?
- Assur-resha-ishi Ier, v. 1132–1115
- Tiglath-Phalasar Ier, 1114-1074
- Ashared-apil-Ekur, 1075-1074
- Assur-bel-kala 1073-1056
- Eriba-Adad II, 1055-1054
- Shamshi-Adad IV, 1053-1050
- Assurnasirpal Ier, 1049-1031
- Salmanazar II, 1030-1019
- Assur-nerari IV (en), 1018-1013
- Assur-rabi II (en), 1012-972
- Assur-resha-ishi II (en), 971-967
- Tiglath-Phalazar II, 966-935

### Mésopotamie et Proche-Orient ancien
- Paul Garelli, Jean-Marie Durand, Hatice Gonnet et Catherine Breniquet, Le Proche-Orient asiatique, tome 1 : Des origines aux invasions des peuples de la mer, Paris, Presses Universitaires de France, coll. « La Nouvelle Clio », 1997
- Francis Joannès (dir.), Dictionnaire de la civilisation mésopotamienne, Paris, Robert Laffont, coll. « Bouquins », 2001
- (en) Mario Liverani, The Ancient Near East : History, society and economy, Londres et New York, Routledge, 2014, « The Middle Assyrian Kingdom », p. 347-363
- Bertrand Lafont, Aline Tenu, Philippe Clancier et Francis Joannès, Mésopotamie : De Gilgamesh à Artaban (3300-120 av. J.-C.), Paris, Belin, coll. « Mondes anciens », 2017

### Assyrie
- (en) Eckart Frahm (dir.), A Companion to Assyria, Malden, Wiley-Blackwell, 2017
- (en) A. Kirk Grayson, The Royal inscriptions of Mesopotamia. Assyrian periods Vol. 1 : Assyrian Rulers of the Third and Second Millennium B.C. (To 1115 B.C.), Toronto, Buffalo et Londres, University of Toronto Press, 1987
- (en) A. Kirk Grayson, The Royal inscriptions of Mesopotamia. Assyrian periods Vol. 2 : Assyrian Rulers of the First Millennium B.C. (1114-859 B.C.), Toronto, Buffalo et Londres, University of Toronto Press, 1991
- (en) Prudence O. Harper, Evelyn Klengel-Brandt, Joan Aruz et Kim Benzel, Assyrian Origins : Discoveries at Ashur on the Tigris, New York, The Metropolitan Museum of Art, 1995 (lire en ligne)
- (en) John Nicholas Postgate, The Land of Assur & The Yoke of Assur : Studies on Assyria 1971-2005, Oxford, Oxbow, 2007

### Période médio-assyrienne
- (en) Bleda S. Düring, The Imperialisation of Assyria : An Archaeological Approach, Cambridge, Cambridge University Press, 2020
- (en) Bleda S. Düring (dir.), Understanding Hegemonic Practices of the Early Assyrian Empire : Essays dedicated to Frans Wiggermann, Leyde, Nederlands Instituut voor het Nabije Oosten, coll. « PIHANS » (no 125), 2015
- Guillaume Cardascia, Les lois assyriennes, Paris, Le Cerf, coll. « Littératures anciennes du Proche-Orient », 1969
- (de) Stefan Jakob, Mittelassyrische Verwaltung und Sozialstruktur, Leyde et Boston, Brill, 2003
- (en) Stefan Jakob, « The Middle Assyrian Period (14th to 11th Century BCE) », dans Eckart Frahm (dir.), A Companion to Assyria, Malden, Wiley-Blackwell, 2017, p. 117-142
- (en) Stefan Jakob, « Economy, Society, and Daily Life in the Middle Assyrian Period », dans Eckart Frahm (dir.), A Companion to Assyria, Malden, Wiley-Blackwell, 2017, p. 143-160
- (en) Stefan Jakob, « Middle Assyrian », dans Juan Pablo Vita (dir.), History of the Akkadian Language, Leyde et Boston, Brill, 2021, p. 1137-1174
- (en) Sophie Lafont, « Middle Assyrian Period », dans Raymond Westbrook (dir.), A History of Ancient Near Eastern Law, Brill, coll. « Handbuch der Orientalistik », 2003, p. 521-563
- (en) John Nicholas Postgate, Bronze Age Bureaucracy : Writing and the Practice of Government in Assyria, Cambridge, Cambridge University Press, 2013
- (en) Brian Brown, « The Structure and Decline of the Middle Assyrian State: The Role of Autonomous and Nonstate Actors », Journal of Cuneiform Studies, vol. 65,‎ 2013, p. 97-126
- (en) Hervé Reculeau, « Assyria in the Late Bronze Age », dans Karen Radner, Nadine Moeller et Daniel T. Potts (dir.), The Oxford History of the Ancient Near East, Volume 3: From the Hyksos to the Late Second Millennium BC, New York, Oxford University Press, 2022, p. 707-800
- (en) Daisuke Shibata, « Assyria from Tiglath-pileser I to Ashurnasirpal II », dans Karen Radner, Nadine Moeller et Daniel T. Potts (dir.), The Oxford History of the Ancient Near East, Volume 4: The Age of Assyria, New York, Oxford University Press, 2023, p. 161-256
- (en) Diana L. Stein, « Mittelassyrische Kunstperiode », dans Eckart Frahm (dir.), Reallexicon der Assyriologie und Vorderasiatischen Archäologie, vol. VIII (3/4) : Miete-Moab, Berlin et New York, Walter de Gruyter, 1994, p. 299-308
- Aline Tenu, L'expansion médio-assyrienne : approche archéologique, Oxford, J. and E. Hedges, 2009
- Aline Tenu, « Naissance de l'Assyrie », dans Bertrand Lafont, Aline Tenu, Philippe Clancier et Francis Joannès, Mésopotamie : De Gilgamesh à Artaban (3300-120 av. J.-C.), Paris, Belin, coll. « Mondes anciens », 2017, p. 529-583

### Sites archéologiques
- Assur (ville)
- Kar-Tukulti-Ninurta
- Ninive
- Tell Billa
- Qasr Shemamok
- Bash Tapa
- Tell Rimah
- Tell Ajaja
- Dur-Katlimmu
- Tell Sabi Abyad
- Tell Chuera
- Giricano
- Haradu